# Forme, sottospecie e varietà di Cladonia
Di seguito sono elencate le 1553 sottospecie, forme, sottoforme, varietà e sottovarietà di licheni del genere Cladonia, note a tutto il 2008. 

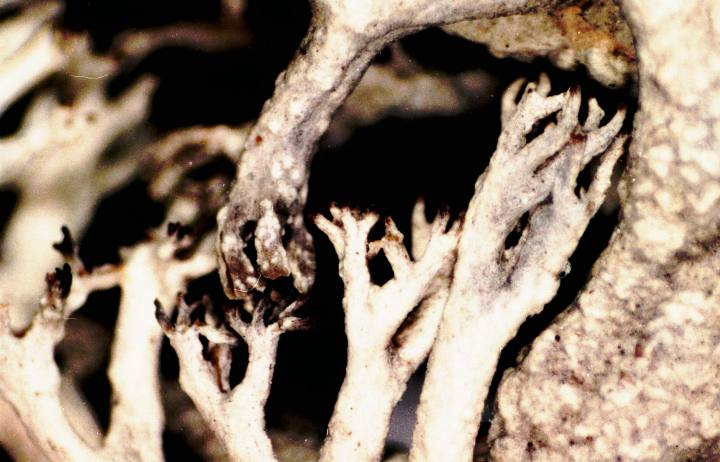
Cladonia amaurocraea

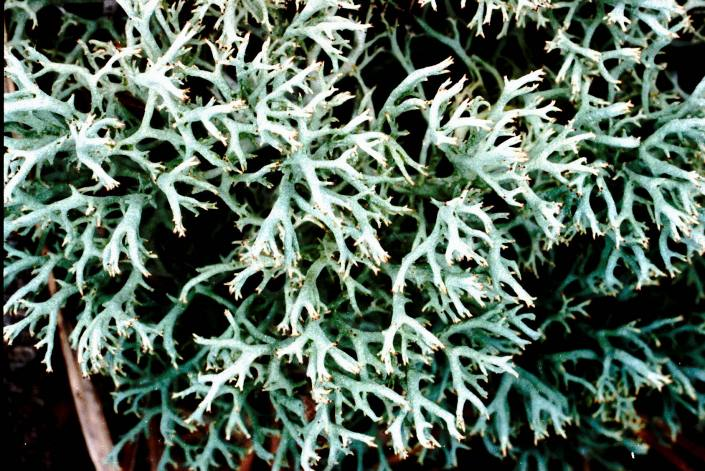
Cladonia arbuscula

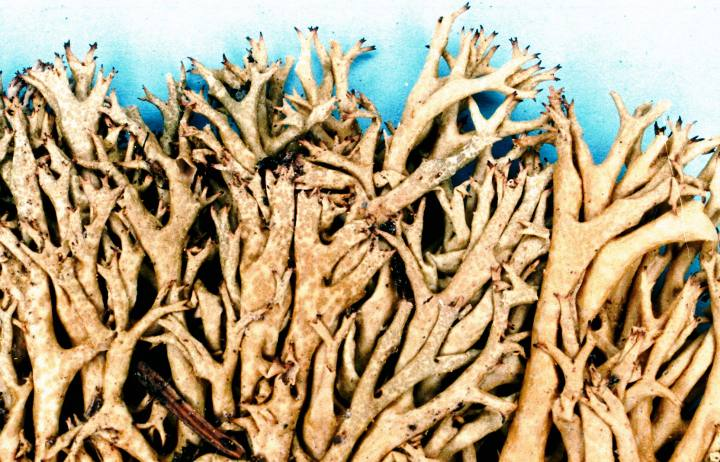
Cladonia boryi

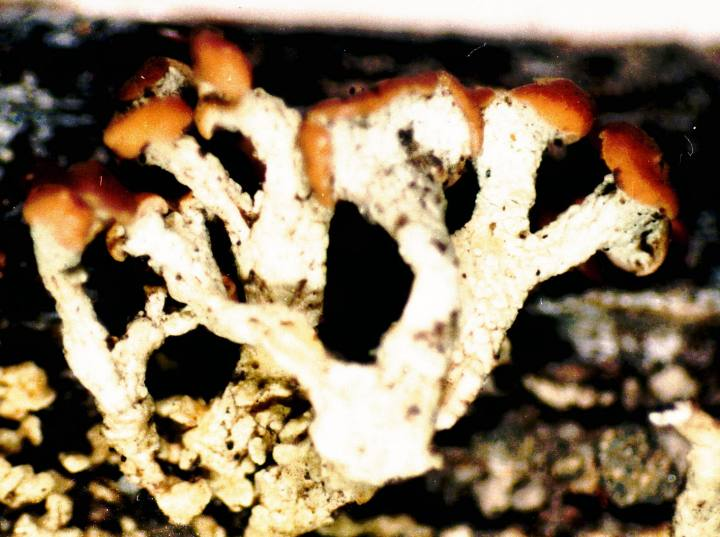
Cladonia botrytes

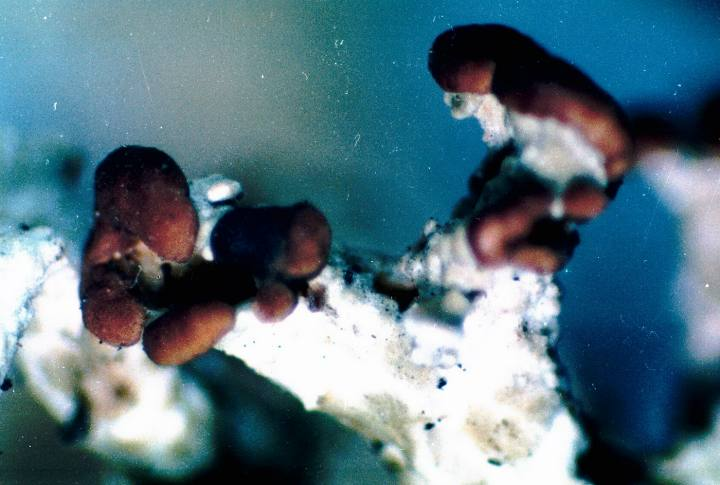
Cladonia cariosa

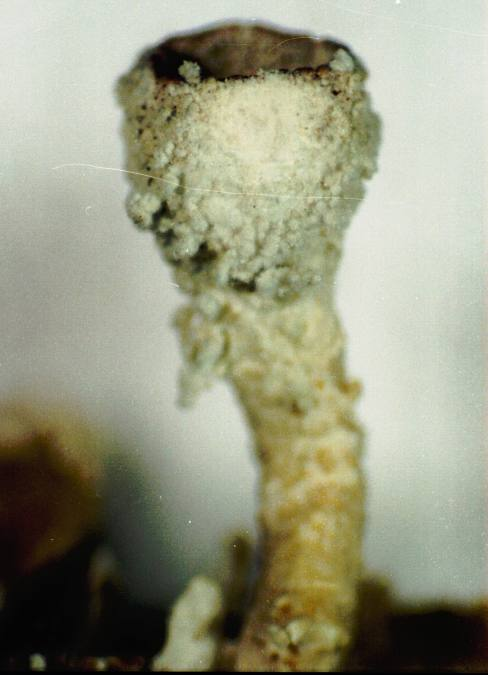
Cladonia carneola

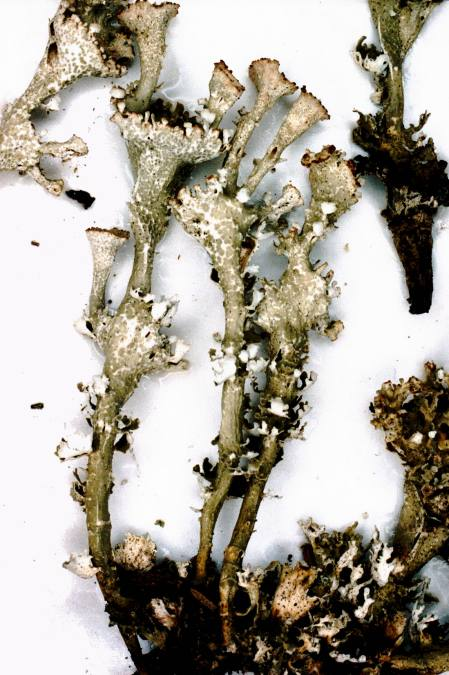
Cladonia cervicornis subsp. verticillata

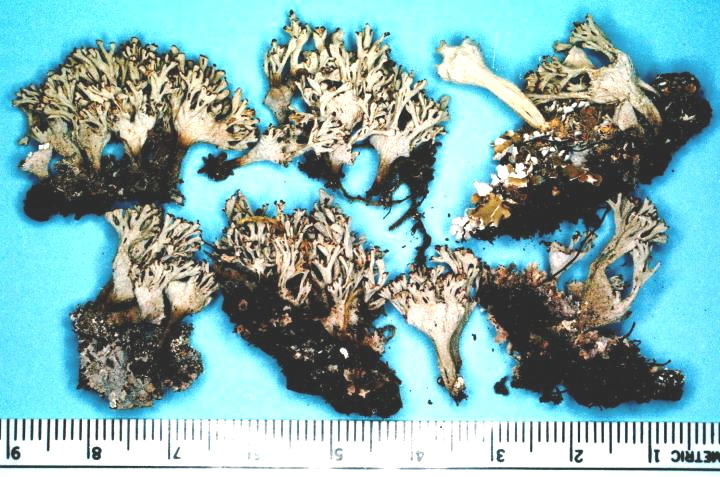
Cladonia chlorophaea

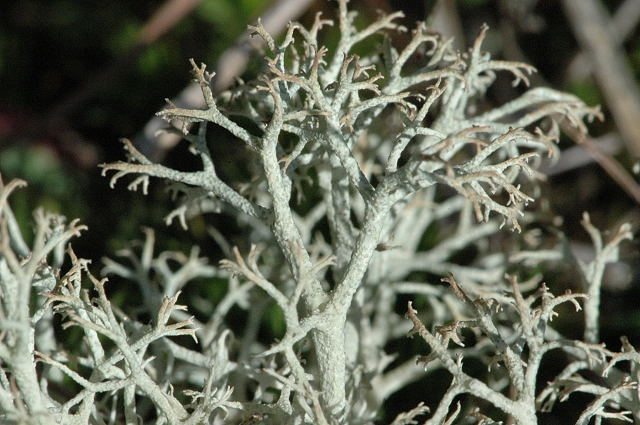
Cladonia ciliata

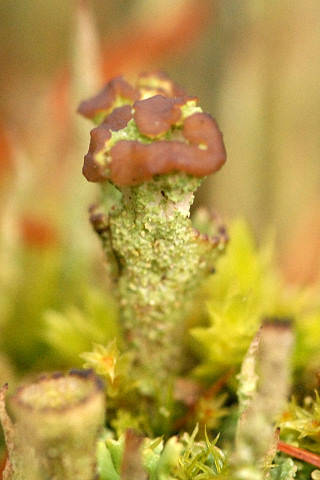
Cladonia coccifera

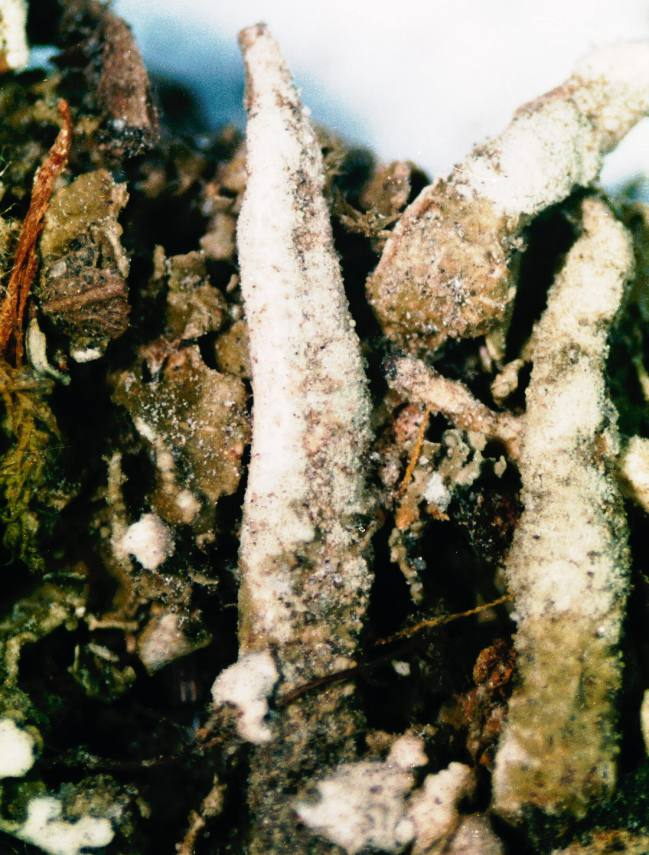
Cladonia coniocraea

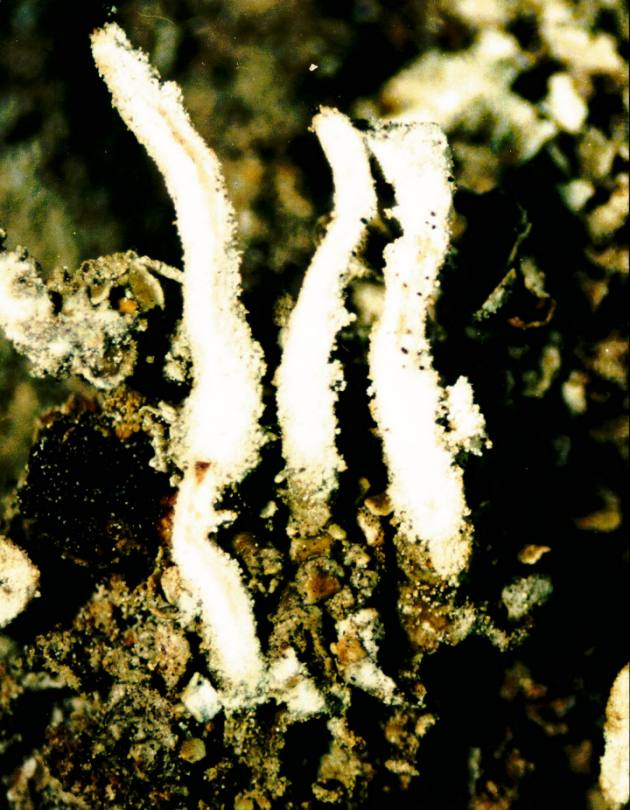
Cladonia macilenta var. bacillaris

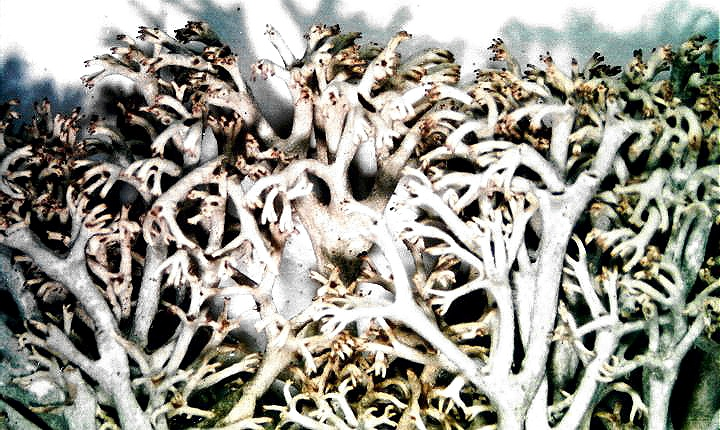
Cladonia mitis

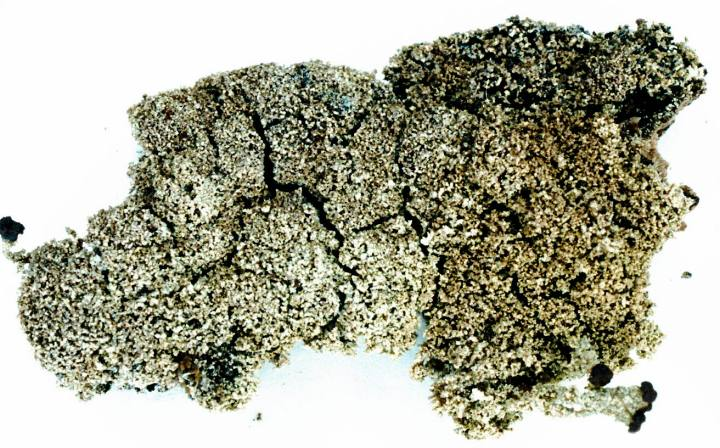
Cladonia parasitica

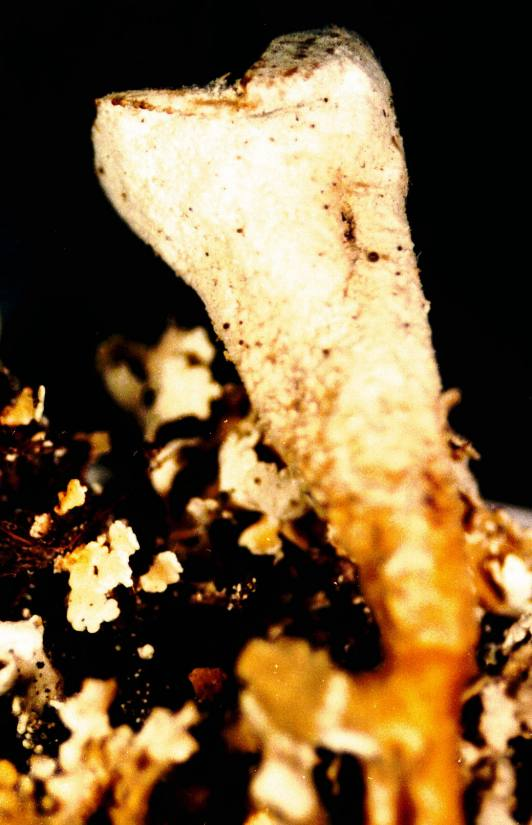
Cladonia pleurota

## Abbreviazioni
- f. = forma
- subf. = sottoforma
- subsp. = sottospecie
- subvar. = sottovarietà
- var. = varietà

Cladonia acuminata (Ach.) Norrl. (1875)
- Cladonia acuminata f. acuminata (Ach.) Norrl. (1875).
- Cladonia acuminata f. squamulifera Vain.
- Cladonia acuminata subsp. acuminata (Ach.) Norrl. (1875).
- Cladonia acuminata subsp. foliata (Arnold) Vain.
- Cladonia acuminata var. acuminata (Ach.) Norrl. (1875).
- Cladonia acuminata var. foliata (Arnold) Lynge (1932).
- Cladonia acuminata var. norrlinii (Vain.) H. Magn. (1936), (= Cladonia acuminata).

Cladonia aggregata (Sw.) Spreng.
- Cladonia aggregata f. aggregata (Sw.) Spreng.
- Cladonia aggregata f. cetrarioides Hellb.
- Cladonia aggregata f. inflata F. Wilson (1893), (= Cladia inflata).
- Cladonia aggregata f. subdivergens Hellb. (1896), (= Cladia aggregata).
- Cladonia aggregata subsp. aggregata (Sw.) Spreng.
- Cladonia aggregata subsp. neutra Räsänen (1938).
- Cladonia aggregata subsp. subminiata Räsänen (1938).
- Cladonia aggregata var. aggregata (Sw.) Spreng.
- Cladonia aggregata var. cetrarloldes (Hellb.) Räsänen (1932).
- Cladonia aggregata var. inflata F. Wilson.
- Cladonia aggregata var. straminea Müll. Arg. (1879), (= Cladia aggregata).
- Cladonia aggregata var. subdivergens (Hellb.) Räsänen (1932), (= Cladia aggregata).
- Cladonia aggregata var. tenera F. Wilson (1893), (= Cladia aggregata).

Cladonia alcicornis (Lightf.) Fr.
- Cladonia alcicornis f. alcicornis (Lightf.) Fr.
- Cladonia alcicornis f. cladiensis Heufl. (1871).
- Cladonia alcicornis var. alcicornis (Lightf.) Fr.
- Cladonia alcicornis var. damaecornis (Ach.) Th. Fr.
- Cladonia alcicornis var. firma Nyl. (1860), (= Cladonia firma).

Cladonia alpestris (L.) Rabenh. (1887)
- Cladonia alpestris f. aberrans Abbayes (1939).
- Cladonia alpestris f. alpestris (L.) Rabenh. (1887).
- Cladonia alpestris f. chilensis Räsänen (1936).
- Cladonia alpestris f. pumila (Del.) A. L. Sm.
- Cladonia alpestris f. sibirica Mereschk. (1910).
- Cladonia alpestris var. aberrans (des Abb.) Ahti

Cladonia alpicola (Flot.) Vain. (1894)
- Cladonia alpicola f. alpicola (Flot.) Vain. (1894).
- Cladonia alpicola f. mougeotii Delise ex Vain.
- Cladonia alpicola var. alpicola (Flot.) Vain. (1894).
- Cladonia alpicola var. karelica Vain.

Cladonia amaurocraea (Flörke) Schaer. (1887)
- Cladonia amaurocraea f. amaurocraea (Flörke) Schaer. (1887).

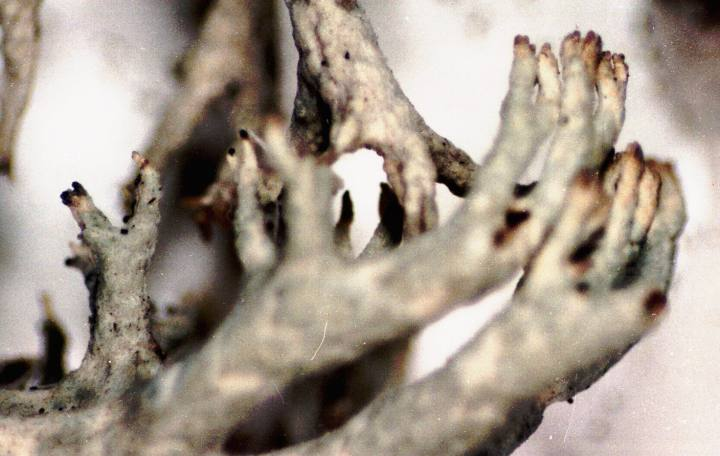
Cladonia amaurocraea

- Cladonia amaurocraea f. celotea (Ach.) Vain.
- Cladonia amaurocraea f. cladonioides (Ach.) H. Olivier (1926).
- Cladonia amaurocraea f. destricta Nyl
- Cladonia amaurocraea f. holacina (Ach.) M. Choisy (1951).
- Cladonia amaurocraea f. integerrima (Vain.) M. Choisy (1951).
- Cladonia amaurocraea f. oxyceras (Ach.) Vain.
- Cladonia amaurocraea f. pseudo-oxyceras (Delise) M. Choisy (1951).
- Cladonia amaurocraea f. spinosa (H. Olivier) M. Choisy (1951).
- Cladonia amaurocraea subsp. oxyceras (Ach.) M. Choisy (1951).
- Cladonia amaurocraea var. amaurocraea (Flörke) Schaer. (1887).
- Cladonia amaurocraea var. cladonioides (Ach.) M. Choisy (1951).
- Cladonia amaurocraea var. dichraea Flörke.

Cladonia anomaea (Ach.) Ahti & P. James (1980)
- Cladonia anomaea var. anomaea (Ach.) Ahti & P. James (1980).
- Cladonia anomaea var. cladomorpha (Flörke) Clauzade & Cl. Roux (1985).
- Cladonia anomaea var. gracilior (Nyl.) Clauzade & Cl. Roux (1985).
- Cladonia anomaea var. hololepis (Flörke) Clauzade & Cl. Roux (1985), (= Cladonia ramulosa).
- Cladonia anomaea var. phyllophora (Mudd) Clauzade & Cl. Roux (1985).
- Cladonia anomaea var. scyphifera (Delise) Clauzade & Cl. Roux (1985).
- Cladonia anomaea var. squamulifera (Vain.) Clauzade & Cl. Roux (1985).
- Cladonia anomaea var. subacuta (Vain.) Clauzade & Cl. Roux (1985).
- Cladonia anomaea var. subuliformis (Vain.) Clauzade & Cl. Roux (1985).

Cladonia arbuscula (Wallr.) Flot. (1839)
- Cladonia arbuscula f. arbuscula (Wallr.) Flot. (1839).

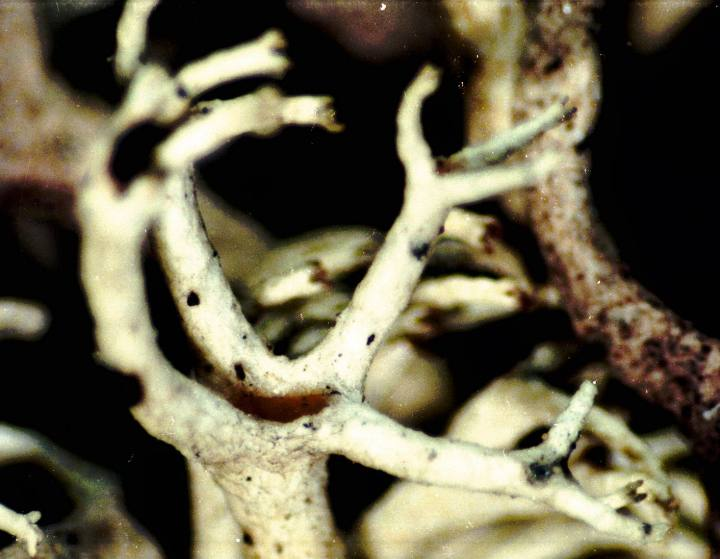
Cladonia arbuscula

- Cladonia arbuscula f. caerulescens (Schade) Grummann (1963).
- Cladonia arbuscula f. decumbens (Anders) Asahina (1971).
- Cladonia arbuscula f. subspumosa (Coem.) Grummann (1963).
- Cladonia arbuscula subsp. arbuscula (Wallr.) Flot. (1845).
- Cladonia arbuscula subsp. arbuscula (Wallr.) Hale & W. L. Culb.
- Cladonia arbuscula subsp. beringiana Ahti (1961).
- Cladonia arbuscula subsp. boliviana (Ahti) Ahti & DePriest (2001).
- Cladonia arbuscula subsp. imshaugii (Ahti) Ahti & DePriest (2001).
- Cladonia arbuscula subsp. mitis (Sandst.) Ruoss (1987), (= Cladonia mitis).
- Cladonia arbuscula subsp. pachyderma (Ahti) Ahti & DePriest (2001).
- Cladonia arbuscula subsp. squarrosa (Wallr.) Ruoss (1987).
- Cladonia arbuscula subsp. stictica Ruoss (1989), (= Cladonia mitis).
- Cladonia arbuscula var. arbuscula (Wallr.) Flot. (1839).
- Cladonia arbuscula var. mitis (Sandst.) Sipman, (= Cladonia mitis).

Cladonia athelia Nyl. (1858)
- Cladonia athelia f. athelia Nyl. (1858).
- Cladonia athelia f. macrophylliza Nyl.

Cladonia atlantica A. Evans (1944)
- Cladonia atlantica f. atlantica A. Evans (1944).
- Cladonia atlantica f. microphylla A. Evans (1944).
- Cladonia atlantica f. ramosa A. Evans (1944).
- Cladonia atlantica f. ramosissima A. Evans (1944).
- Cladonia atlantica f. subsimplex A. Evans (1944).

Cladonia aueri Räsänen (1932)
- Cladonia aueri f. aueri Räsänen (1932).
- Cladonia aueri f. crassa Räsänen (1932).

Cladonia bacillaris (Ach.) Nyl. (1866)
- Cladonia bacillaris f. abbreviata (Vain.) Harm.
- Cladonia bacillaris f. bacillaris (Ach.) Nyl. (1866).
- Cladonia bacillaris f. mucronata (Delise) M. Choisy (1951).
- Cladonia bacillaris f. nana Asahina (1950).
- Cladonia bacillaris f. pityropoda Nyl., (= Cladonia macilenta).
- Cladonia bacillaris f. subscyphifera (Vain.) Sandst., (= Cladonia macilenta).
- Cladonia bacillaris f. tingens Asahina (1939).
- Cladonia bacillaris subf. bacillaris (Ach.) Nyl. (1866).
- Cladonia bacillaris subf. inactiva M. Choisy (1951).
- Cladonia bacillaris var. bacillaris
- Cladonia bacillaris var. bacillaris (Ach.) Nyl. (1866).
- Cladonia bacillaris var. elegantor Vain.
- Cladonia bacillaris var. elegantor Vain.
- Cladonia bacillaris var. pacifica Asahina (1939).
- Cladonia bacillaris var. tubaeformis (Mudd) M. Choisy (1951).

Cladonia bacilliformis (Nyl.) Glück (1899)
- Cladonia bacilliformis f. bacilliformis (Nyl.) Glück (1899).
- Cladonia bacilliformis f. subcrustacea Räsänen (1939).

Cladonia balfourii Cromb. (1876)
- Cladonia balfourii f. balfourii Cromb. (1876).
- Cladonia balfourii f. chlorophaeoides (Vain.) A. Evans (1952).
- Cladonia balfourii f. cornigera (Vain.) Oxner (1934).
- Cladonia balfourii f. squamulosa A. Evans (1952).
- Cladonia balfourii f. subprolifera (Vain.) A. Evans (1952).

Cladonia bellidiflora (Ach.) Schaer. (1823)
- Cladonia bellidiflora var. austrogeorgica D.C. Linds.
- Cladonia bellidiflora var. bellidiflora (Ach.) Schaer. (1823).
- Cladonia bellidiflora var. crassa Räsänen (1944).

Cladonia boivinii Vain.
- Cladonia boivinii var. boivinii Vain.
- Cladonia boivinii var. muricelloides Abbayes (1947).

Cladonia borbonica Nyl. (1868)
- Cladonia borbonica f. borbonica Nyl. (1930).
- Cladonia borbonica f. cylindrica A. Evans.
- Cladonia borbonica f. pylindrica A. Evans.
- Cladonia borbonica f. ramosa A. Evans (1944).
- Cladonia borbonica f. squamulosa Robbins.
- Cladonia borbonica var. boryana (Delise) Kremp.

Cladonia boryi Tuck.
- Cladonia boryi f. boryi Tuck.
- Cladonia boryi f. cribrosa (Delise) A. Evans (1932).

Cladonia botrytes (K.G. Hagen) Willd. (1787)

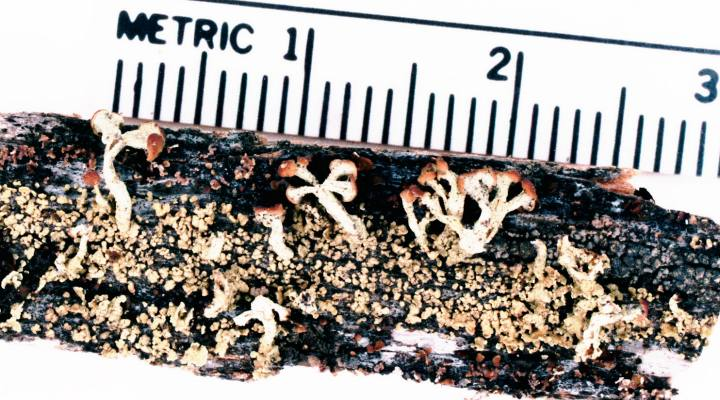
Cladonia botrytes

- Cladonia botrytes f. botrytes (K.G. Hagen) Willd. (1787).
- Cladonia botrytes f. sorediosa Oxner (1978).
- Cladonia botrytes var. botrytes (K.G. Hagen) Willd. (1787).
- Cladonia botrytes var. exoluta Nyl.

Cladonia brebissonii (Delise) Parrique
- Cladonia brebissonii f. brebissonii (Delise) Parrique.
- Cladonia brebissonii f. incrassata (Flörke) M. Choisy (1955), (= Cladonia incrassata).
- Cladonia brebissonii f. minor (Rabenh.) M. Choisy (1955).
- Cladonia brebissonii subsp. brebissonii (Delise) Parrique.
- Cladonia brebissonii subsp. macilentoides M. Choisy (1955).
- Cladonia brebissonii subsp. monguillonii (Harm.) M. Choisy (1955).
- Cladonia brebissonii var. brebissonii (Delise) Parrique.
- Cladonia brebissonii var. ostreata (Nyl.) M. Choisy (1955), (= Cladonia macilenta).
- Cladonia brebissonii var. tenella (Delise) M. Choisy (1955).

Cladonia calycantha Delise ex Nyl. (1860)
- Cladonia calycantha f. calycantha Delise ex Nyl. (1860).
- Cladonia calycantha f. foliosa Vain.
- Cladonia calycantha f. recurvans Asahina (1956).
- Cladonia calycantha f. simplex A. Evans (1952).
- Cladonia calycantha var. calycantha Delise ex Nyl. (1860).
- Cladonia calycantha var. exilior Abbayes (1949).
- Cladonia calycantha var. gracilior Asahina (1956).

Cladonia capitata (Michx.) Sprengel (1827)
- Cladonia capitata f. abbreviata (Vain.) A. Evans (1944).
- Cladonia capitata f. capitata (Michx.) Spreng. (1827).
- Cladonia capitata f. dissectula (G. Merr.) A. Evans (1952).
- Cladonia capitata f. epiphylloma (A. Evans) A. Evans (1944).
- Cladonia capitata f. imbricatula (Merr.) Evans
- Cladonia capitata f. imbricatula (Nyl.) A. Evans (1944).
- Cladonia capitata f. microcarpai (A. Evans) A. Evans (1944).
- Cladonia capitata f. pallida (Robbins) A. Evans (1944).
- Cladonia capitata f. squamulosa (G. Merr.) A. Evans (1944).
- Cladonia capitata f. stenophyllodes (G. Merr.) A. Evans (1952).
- Cladonia capitata var. dissectula

Cladonia capitellata (Hook. f. & Taylor) C. Bab. (1855)
- Cladonia capitellata f. capitellata (Hook. f. & Taylor) C. Bab. (1855), (= Cladonia capitellata var. capitellata).
- Cladonia capitellata f. fastigiata
- Cladonia capitellata f. interhiascens Abbayes.
- Cladonia capitellata var. capitellata (Hook. f. & Taylor) C. Bab. (1855).
- Cladonia capitellata var. interhiascens (Nyl.) Sandst. (1938).
- Cladonia capitellata var. squamatica A.W. Archer (1985).

Cladonia carassensis Vain. (1887)
- Cladonia carassensis f. carassensis Vain. (1887).
- Cladonia carassensis f. subulata (Sandst.) A. Evans (1950).
- Cladonia carassensis f. subvirgata Asahina (1954).
- Cladonia carassensis subsp. carassensis Vain. (1887).
- Cladonia carassensis subsp. japonica (Vain.) Asahina.
- Cladonia carassensis subsp. japonica Asahina.

Cladonia cariosa (Ach.) Spreng. (1827)

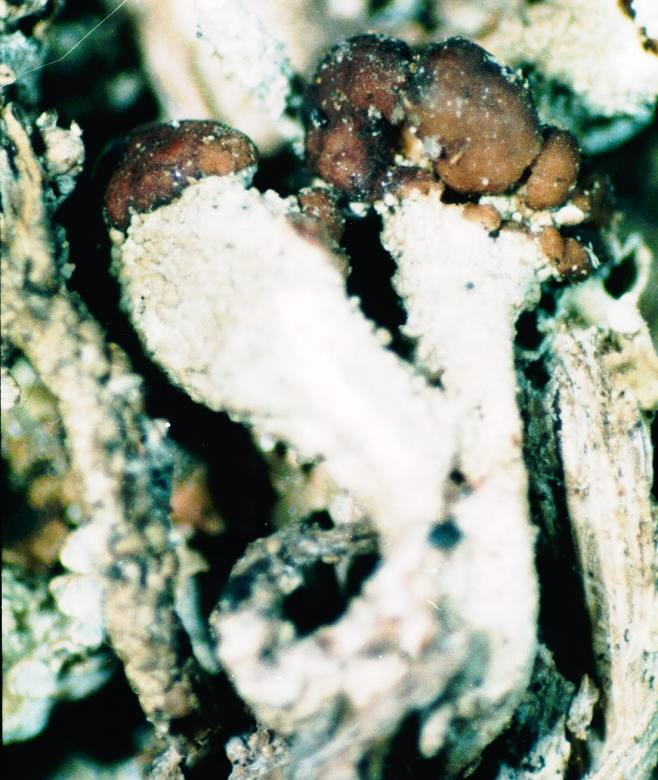
Cladonia cariosa

- Cladonia cariosa f. cribrosa (Wallr.) Vain.
- Cladonia cariosa var. cariosa (Ach.) Spreng. (1827), (= Cladonia cariosa).
- Cladonia cariosa var. ceratina Sommerf.
- Cladonia cariosa var. diffissa F. Wilson (1889), (= Cladonia enantia).
- Cladonia cariosa var. pruiniformis Norman.
- Cladonia cariosa var. squamulosa (Müll. Arg.) Vain.

Cladonia carneola (Fr.) Fr. (1831)
- Cladonia carneola f. carneola (Fr.) Fr. (1831).
- Cladonia carneola f. misera Anders (1936).
- Cladonia carneola f. prolifera (Flot. ex Sandst.) Aigret.
- Cladonia carneola f. pycnoapothecialis J.C. Wei (1961).
- Cladonia carneola var. bacilliformis Nyl.
- Cladonia carneola var. carneola (Fr.) Fr. (1831).
- Cladonia carneola var. macroscypha Räsänen (1939).

Cladonia carneopallida (Flörke) Laurer (1832)
- Cladonia carneopallida var. carneopallida (Flörke) Laurer (1832).
- Cladonia carneopallida var. cyanipes Sommerf.

Cladonia caroliniana (Schwein.) Tuck.
- Cladonia caroliniana f. caroliniana (Schwein.) Tuck.
- Cladonia caroliniana f. dilatata A. Evans (1932).
- Cladonia caroliniana f. dimorphoclada (Robbins) A. Evans (1932).
- Cladonia caroliniana f. fibrillosa A. Evans (1932).
- Cladonia caroliniana f. prolifera A. Evans (1932).
- Cladonia caroliniana f. tenuiramea A. Evans (1932).

Cladonia cenotea (Ach.) Schaer. (1823)
- Cladonia cenotea f. cenotea (Ach.) Schaer. (1823).
- Cladonia cenotea f. exaltata Nyl.
- Cladonia cenotea f. exilis Anders (1936).
- Cladonia cenotea f. ramosa Anders (1936).
- Cladonia cenotea var. brachiata (Fr.) Schaer. (1823).
- Cladonia cenotea var. cenotea (Ach.) Schaer. (1823).
- Cladonia cenotea var. crossata Nyl.
- Cladonia cenotea var. glauca (Flörke) Leight., (= Cladonia glauca).

Cladonia ceranoides tax.vag. infundibulifera Schaer.
- Cladonia ceranoides var. multipartita Müll. Arg. (1886).

Cladonia ceratophyllina (Nyl.) Vain.
- Cladonia ceratophyllina f. ceratophyllina (Nyl.) Vain.
- Cladonia ceratophyllina f. subnuda Asahina (1950).

Cladonia cerucha (Ach.) M. Choisy (1951)
- Cladonia cerucha f. cephalotes (Ach.) M. Choisy (1951).
- Cladonia cerucha f. cerucha (Ach.) M. Choisy (1951).
- Cladonia cerucha f. denticulata (Ach.) M. Choisy (1951).
- Cladonia cerucha f. hypoflava M. Choisy (1951).
- Cladonia cerucha f. muddii M. Choisy (1951).
- Cladonia cerucha f. ostreatiformis (Leight.) M. Choisy (1951).
- Cladonia cerucha f. tenella (Th. Fr.) M. Choisy (1951).
- Cladonia cerucha var. brachytes (Ach.) M. Choisy (1951).
- Cladonia cerucha var. cerucha (Ach.) M. Choisy (1951).
- Cladonia cerucha var. conspicua (Delise) M. Choisy (1951).
- Cladonia cerucha var. monstrosa (Ach.) M. Choisy (1951).

Cladonia cervicornis (Ach.) Flot. (1849)

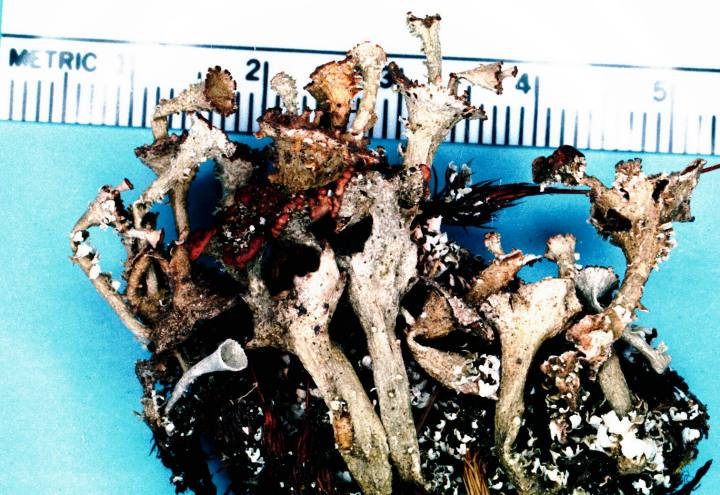
Cladonia cervicornis subsp. verticillata

- Cladonia cervicornis f. caesia (Delise) M. Choisy (1951).

- Cladonia cervicornis f. cervicornis (Ach.) Flot. (1849).
- Cladonia cervicornis f. epiphylla (Rabenh.) Clauzade & Cl. Roux (1985).
- Cladonia cervicornis f. fatiscens (Vain.) M. Choisy (1951).
- Cladonia cervicornis subsp. cervicornis (Ach.) Flot. (1849).
- Cladonia cervicornis subsp. mawsonii (C.W. Dodge) S. Stenroos & Ahti (1990).
- Cladonia cervicornis subsp. pulvinata (Sandst.) Ahti (1983).
- Cladonia cervicornis subsp. verticillata (Hoffm.) Ahti (1980).
- Cladonia cervicornis var. apoticta (Ach.)
- Cladonia cervicornis var. cervicornis (Ach.) Flot. (1849).
- Cladonia cervicornis var. phyllocephala (Flot.) Vain.
- Cladonia cervicornis var. simplex Schaer.
- Cladonia cervicornis var. subcervicornis Vain., (= Cladonia subcervicornis).
- Cladonia cervicornis var. verticillata (Hoffm.) Flot., (= Cladonia cervicornis subsp. verticillata).

Cladonia chlorophaea (Flörke ex Sommerf.) Spreng. (1827)
- Cladonia chlorophaea f. carneopallida (Ach.) Robbins (1931).
- Cladonia chlorophaea f. carpophora (Flörke) Anders
- Cladonia chlorophaea f. centralis (Flot.) Asahina (1950).
- Cladonia chlorophaea f. chlorophaea (Flörke ex Sommerf.) Spreng. (1827).
- Cladonia chlorophaea f. costata (Flörke) Sandst. (1927).

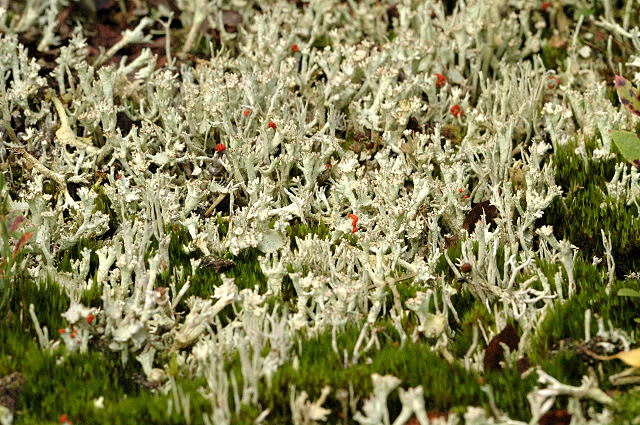
Cladonia chlorophaea

- Cladonia chlorophaea f. delicata (Desm.) M. Choisy (1951).
- Cladonia chlorophaea f. hotryosa (Delise) M. Choisy (1951).
- Cladonia chlorophaea f. lepidophora (Flörke) Motyka (1964).
- Cladonia chlorophaea f. myriocarpa (Mudd) Motyka (1964).
- Cladonia chlorophaea f. pachyphyllina (Wallr.) M. Choisy (1951).
- Cladonia chlorophaea f. prolifera (Wallr.) Arnold
- Cladonia chlorophaea f. pterygota (Flörke) Motyka (1964).
- Cladonia chlorophaea f. simplex (Hoffm.) Arnold
- Cladonia chlorophaea f. syntheta (Ach.) Oxner (1937).
- Cladonia chlorophaea subf. cervina (Nyl.) M. Choisy (1951), (= Cladonia pocillum).
- Cladonia chlorophaea subf. chlorophaea (Flörke ex Sommerf.) Spreng. (1827).
- Cladonia chlorophaea subf. pterygota (Flörke) M. Choisy (1951).
- Cladonia chlorophaea var. capreolata Flörke.
- Cladonia chlorophaea var. chlorophaea (Flörke ex Sommerf.) Spreng. (1827).
- Cladonia chlorophaea var. conista (Ach.) M. Choisy (1951).
- Cladonia chlorophaea var. grayi (G. Merr.) P.A. Duvign. (1937), (= Cladonia grayi).
- Cladonia chlorophaea var. procerior Flot.
- Cladonia chlorophaea var. soralifera B. de Lesd. (1940).

Cladonia chordalis (Flörke) Nyl.
- Cladonia chordalis f. chordalis (Flörke) Nyl.

Cladonia ciliata Stirt. (1888)

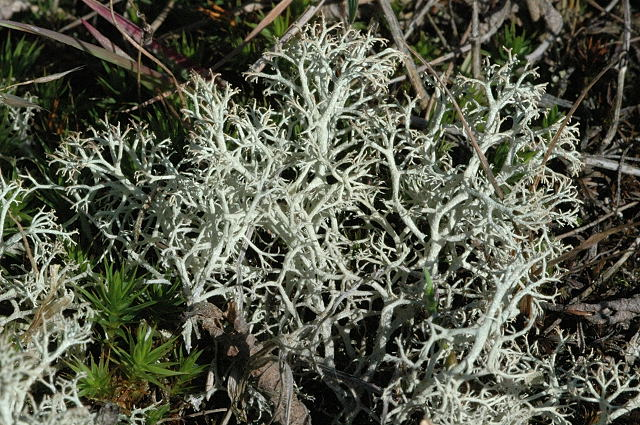
Cladonia ciliata

- Cladonia ciliata f. ciliata Stirt. (1888).
- Cladonia ciliata f. flavicans (Flörke) Ahti & DePriest (2001), (= Cladonia ciliata var. tenuis).
- Cladonia ciliata var. ciliata Stirt. (1888).
- Cladonia ciliata var. tenuis (Flörke) Ahti (1977).
- Cladonia ciliata var. tenuis (Flörke) Nimis (1993).

Cladonia coccifera (L.) Willd. (1787)
- Cladonia coccifera f. alpina (Hepp) Vain.
- Cladonia coccifera f. arrosa (F. Wilson) Zahlbr. (1927), (= Cladonia weymouthii).
- Cladonia coccifera f. asotea (Ach.) Vain., (= Cladonia coccifera).
- Cladonia coccifera f. coccifera (L.) Willd. (1787).
- Cladonia coccifera f. cornucopioides (Gray) Branth & Rostr. (1869).
- Cladonia coccifera f. cristata Aigret.
- Cladonia coccifera f. decorata Vain.
- Cladonia coccifera f. frondescens (Nyl.) Vain.

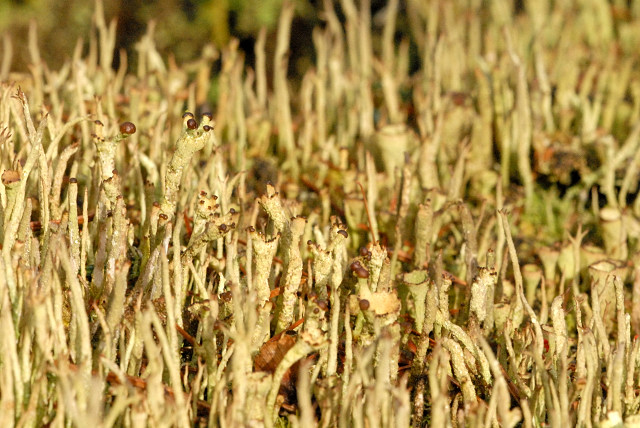
Cladonia coccifera

- Cladonia coccifera f. leptostelis (Wallr.) M. Choisy (1951).
- Cladonia coccifera f. macilenta (Hoffm.) Mudd (1865), (= Cladonia macilenta).
- Cladonia coccifera f. monstrosa Mudd (1865).
- Cladonia coccifera f. ochrocarpia (Flörke ex Sommerf.) Rebent.
- Cladonia coccifera f. pedicellata Schaer.
- Cladonia coccifera f. phyllocoma (Flörke) Anders
- Cladonia coccifera f. polycephala Ach.
- Cladonia coccifera f. pseudostemmatina M. Choisy (1951).
- Cladonia coccifera f. squamulosa Aigret.
- Cladonia coccifera f. subulata Hoffm., (= Cladonia macilenta).
- Cladonia coccifera subsp. coccifera (L.) Willd. (1787).
- Cladonia coccifera subsp. pleurota (Flörke) M. Hauck.
- Cladonia coccifera var. aberrans Abbayes (1940).
- Cladonia coccifera var. asotea Ach., (= Cladonia coccifera).
- Cladonia coccifera var. cerina (Nägeli) Th. Fr.
- Cladonia coccifera var. coccifera (L.) Willd. (1787).
- Cladonia coccifera var. cornucopioides sensu auct. brit., (= Cladonia coccifera).
- Cladonia coccifera var. coronata (Delise) Vain.
- Cladonia coccifera var. cyclocarpa Räsänen (1949).
- Cladonia coccifera var. grandis (Kremp.) Vain.
- Cladonia coccifera var. incrassata (Flörke) Laurer, (= Cladonia incrassata).
- Cladonia coccifera var. phyllocoma Flk.
- Cladonia coccifera var. pleurota (Flörke) Schaer. (1823), (= Cladonia pleurota).
- Cladonia coccifera var. stemmatina (Ach.) Vain. (1887).
- Cladonia coccifera var. tasmanica (Kremp.) Zahlbr. (1927), (= Cladonia ustulata).

Cladonia confusa R. Sant. (1942)
- Cladonia confusa f. bicolor (Müll. Arg.) Ahti & DePriest (2001).
- Cladonia confusa f. confusa R. Sant. (1942).

Cladonia congregata H. Magn. (1942)
- Cladonia congregata f. congregata H. Magn. (1942).
- Cladonia congregata f. subfarinosa H. Magn. (1944).

Cladonia coniocraea (Flörke) Spreng. (1827)
- Cladonia coniocraea f. acuminata (B. de Lesd.) B. de Lesd. (1948).

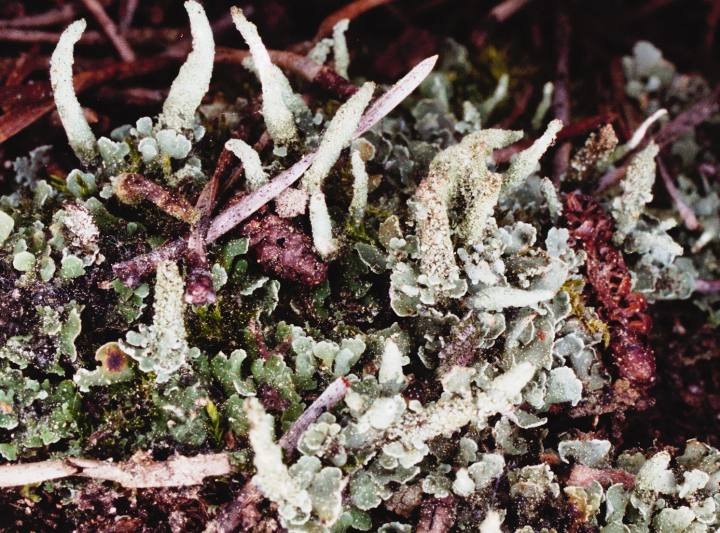
Cladonia coniocraea

- Cladonia coniocraea f. ceratodes (Flörke) Dalla Torre & Sarnth.
- Cladonia coniocraea f. conica B. de Lesd. (1948).
- Cladonia coniocraea f. coniocraea (Flörke) Spreng. (1827).
- Cladonia coniocraea f. curvata B. de Lesd. (1948).
- Cladonia coniocraea f. divisa (Rabenh.) M. Choisy (1951).
- Cladonia coniocraea f. expansa (Flörke) Sandst.
- Cladonia coniocraea f. furcata B. de Lesd. (1948).
- Cladonia coniocraea f. phyllostrota (Flörke) Vain.
- Cladonia coniocraea f. ramulosa (Delise) M. Choisy (1951), (= Cladonia coniocraea).
- Cladonia coniocraea f. stenoscypha (Stuckenb.) Sandst. (1938).
- Cladonia coniocraea f. subulina (Delise) M. Choisy (1951).
- Cladonia coniocraea f. truncata (Flörke) Dalla Torre & Sarnth.
- Cladonia coniocraea var. antilopaea (Delise) M. Choisy (1951).
- Cladonia coniocraea var. coniocraea (Flörke) Spreng. (1827).
- Cladonia coniocraea var. ochrochlora (Flörke) Oxner (1968), (= Cladonia ochrochlora).

Cladonia conista Robbins (1930)
- Cladonia conista f. centralis Dix (1949).
- Cladonia conista f. conista Robbins ex A. Evans.

Cladonia convoluta (Lam.) Cout. (1913)

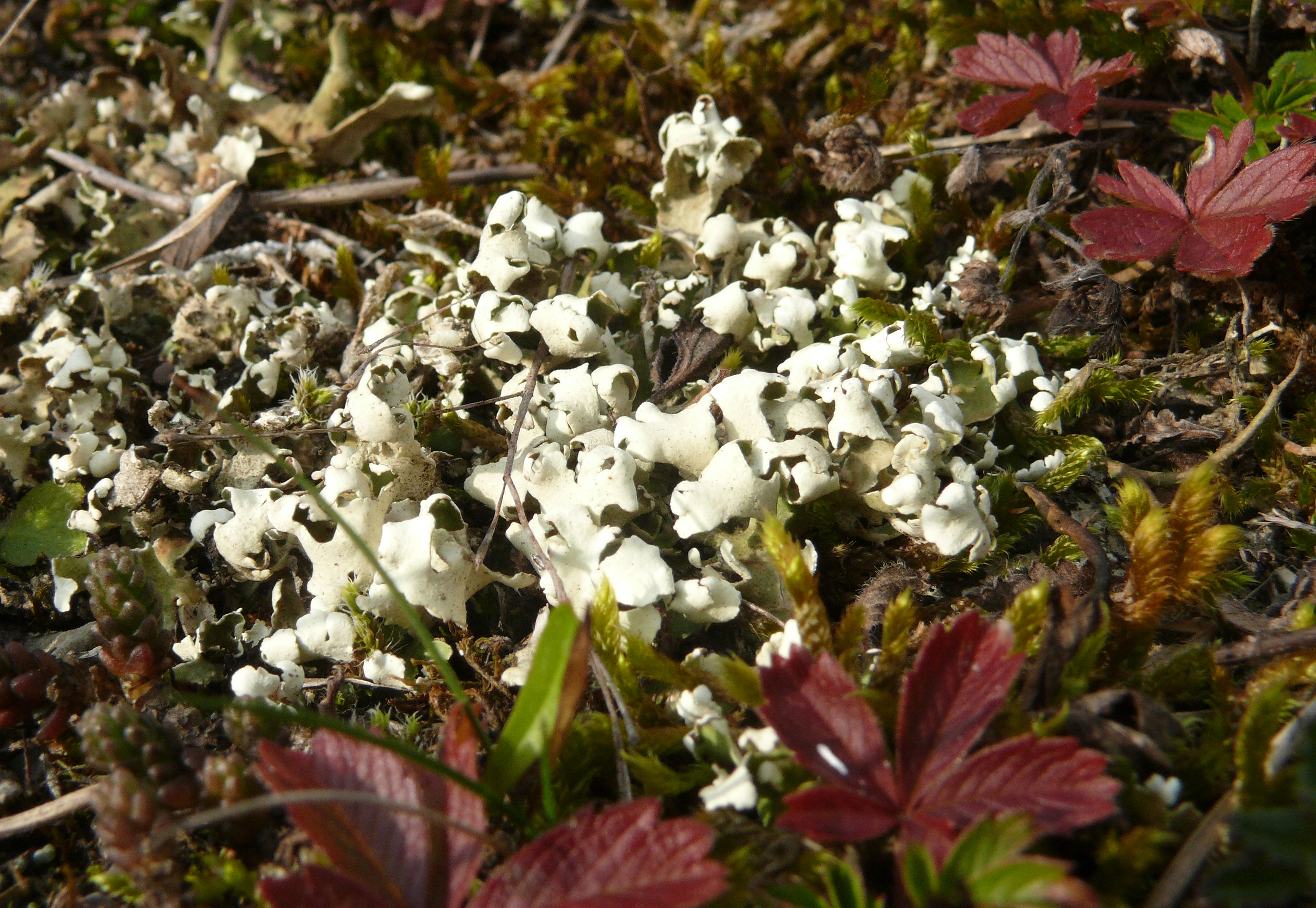
Cladonia convoluta

- Cladonia convoluta f. convoluta (Lam.) Cout. (1913).
- Cladonia convoluta f. phyllocephala (Malbr.) Oxner (1937).
- Cladonia convoluta f. sessilis (Wallr.) Oxner (1968).
- Cladonia convoluta var. convoluta (Lam.) Cout. (1913).
- Cladonia convoluta var. vagans Follmann (1975).

Cladonia corallifera (Kunze) Nyl. (1874)
- Cladonia corallifera f. corallifera (Kunze) Nyl. (1874).
- Cladonia corallifera f. foliolosa Trass (1963).
- Cladonia corallifera subsp. corallifera (Kunze) Nyl. (1874).
- Cladonia corallifera subsp. subdigitata Vain.
- Cladonia corallifera var. corallifera (Kunze) Nyl. (1874).
- Cladonia corallifera var. gracilescens Vain.
- Cladonia corallifera var. kunzeana Vain.
- Cladonia corallifera var. transcendens Vain.

Cladonia cornucopioides (L.) Hoffm. (1796)
- Cladonia cornucopioides f. arrosa F. Wilson (1893), (= Cladonia weymouthii).
- Cladonia cornucopioides f. cornucopioides (L.) Hoffm. (1796).
- Cladonia cornucopioides f. gracilescens Nyl.
- Cladonia cornucopioides f. submacilenta F. Wilson (1893).
- Cladonia cornucopioides var. cornucopioides (L.) Hoffm. (1796).
- Cladonia cornucopioides var. grandis Kremp. (1881), (= Cladonia pleurota).
- Cladonia cornucopioides var. pleurota (Flörke) F. Wilson (1887), (= Cladonia pleurota).
- Cladonia cornucopioides var. tasmanica (Kremp.) F. Wilson (1893), (= Cladonia ustulata).

Cladonia cornuta (L.) Hoffm. (1791)
- Cladonia cornuta f. cornuta (L.) Hoffm. (1791).
- Cladonia cornuta f. deformis Anders (1936).
- Cladonia cornuta f. phyllotoca (Flörke) Arnold
- Cladonia cornuta f. subatobinata Sambo (1934).
- Cladonia cornuta f. subdilatata (Hoffm.) Vain.
- Cladonia cornuta f. subdilatata Asahina (1943).
- Cladonia cornuta subsp. cornuta (L.) Hoffm. (1791).
- Cladonia cornuta subsp. groenlandica (Aring;. E. Dahl) Ahti(1980)
- Cladonia cornuta var. cornuta (L.) Hoffm. (1791).
- Cladonia cornuta var. excelsa Fr.
- Cladonia cornuta var. groenlandica Å.E. Dahl (1950).

Cladonia cornutoradiata (Coem.) Sandst.
- Cladonia cornutoradiata f. cornutoradiata.
- Cladonia cornutoradiata f. furcellata (Hoffm.) Sandst.
- Cladonia cornutoradiata f. radiata (Navàs) Sandst.
- Cladonia cornutoradiata f. radiata (Schreb.) Vain.
- Cladonia cornutoradiata f. repetito-prolifera Sandst.
- Cladonia cornutoradiata f. subacuminata (Vain.) Oxner (1937).
- Cladonia cornutoradiata var. cornutoradiata.
- Cladonia cornutoradiata var. nemoxyna (Ach.) Oxner (1937).
- Cladonia cornutoradiata var. subulata (L.) Vain. (1922).

Cladonia crenulata (Ach.) Flörke
- Cladonia crenulata var. crenulata (Ach.) Flörke.
- Cladonia crenulata var. deformis (L.) Körb.
- Cladonia crenulata var. pleurota Flörke

Cladonia crispata (Ach.) Flot. (1839)
- Cladonia crispata f. cetrariiformis (Delise) J.W. Thomson (1968), (= Cladonia crispata var. cetrariiformis).
- Cladonia crispata f. corymbosa (Delise) M. Choisy (1951).

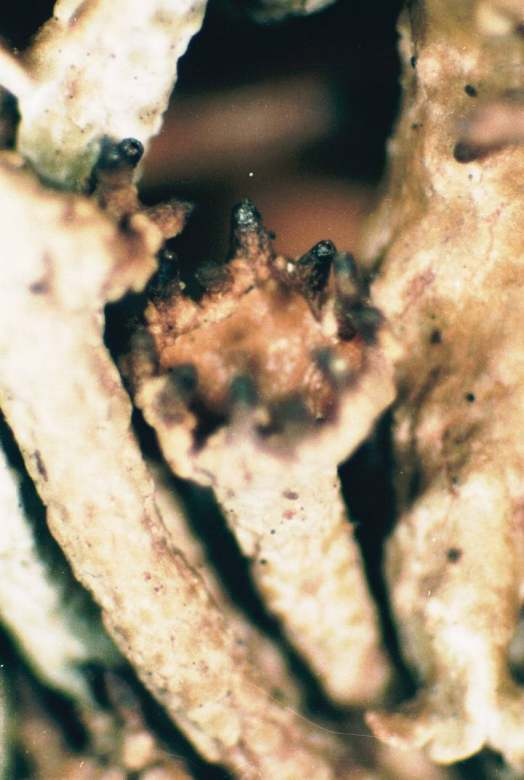
Cladonia crispata

- Cladonia crispata f. crispata (Ach.) Flot. (1839).
- Cladonia crispata f. divulsa (Delise) Vain.
- Cladonia crispata f. infundibulifera (Schaer.) J.W. Thomson (1968), (= Cladonia crispata var. cetrariiformis).
- Cladonia crispata f. leucocarpa H. Magn. (1946).
- Cladonia crispata f. vulsa (Delise) Arnold.
- Cladonia crispata var. cetrariiformis (Delise) Vain. (1887).
- Cladonia crispata var. crispata (Ach.) Flot. (1839).
- Cladonia crispata var. dilacerata (Schaerer) Malbr.
- Cladonia crispata var. divulsa (Delise) Arnold.
- Cladonia crispata var. elegans (Delise) Vain
- Cladonia crispata var. gracilescens (Rabenh.) Vain. (1887), (= Cladonia crispata var. crispata).
- Cladonia crispata var. infundibulifera (Schaer.) Vain. (1887), (= Cladonia crispata var. cetrariiformis).
- Cladonia crispata var. lacerata (Schaer.) Malbr.
- Cladonia crispata var. subcrispata Hennipman (1967).
- Cladonia crispata var. subracemosa Vain.
- Cladonia crispata var. virgata Ach.
- Cladonia crispata var. virgata Vain.

Cladonia cristatella Tuck. (1858)

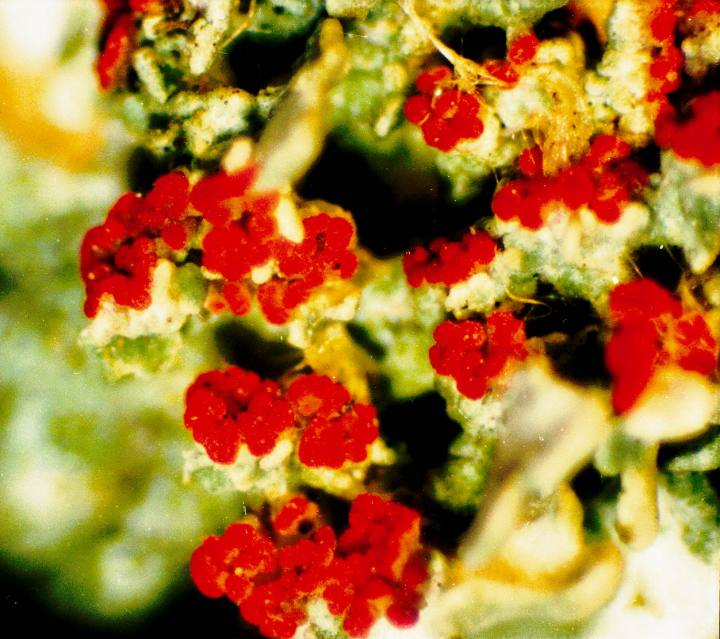
Cladonia cristatella, morfotipo

- Cladonia cristatella f. abbreviata Merrill
- Cladonia cristatella f. beauvoisi (Delise) Vain.
- Cladonia cristatella f. cristatella Tuck. (1858).
- Cladonia cristatella f. epiphylla J.W. Thomson (1968).
- Cladonia cristatella f. ochrocarpia Tuck.
- Cladonia cristatella f. ramosa Tuck.
- Cladonia cristatella f. squamulosa Robb.
- Cladonia cristatella f. vestita Tuck.
- Cladonia cristatella subsp. cristatella Tuck. (1858).
- Cladonia cristatella subsp. densissima Fink ex J. Hedrick (1934).
- Cladonia cristatella var. cristatella Tuck. (1858).
- Cladonia cristatella var. densissima (Fink) Fink (1935).

Cladonia cryptochlorophaea Asahina (1940)
- Cladonia cryptochlorophaea f. cryptochlorophaea Asahina (1940).
- Cladonia cryptochlorophaea f. inactiva Asahina (1940).

Cladonia cyanipes (Sommerf.) Nyl. (1858)
- Cladonia cyanipes f. cyanipes (Sommerf.) Nyl. (1858).
- Cladonia cyanipes f. despreauxii (Bory) Th. Fr.

Cladonia cyathomorpha Stirt. ex Walt. Watson (1935)
- Cladonia cyathomorpha f. cyathomorpha Stirt. ex Walt. Watson (1935).
- Cladonia cyathomorpha f. lophyra Walt. Watson (1939).

Cladonia cylindrica (Schaer.) M. Choisy (1951)
- Cladonia cylindrica f. cylindrica (A. Evans) A. Evans (1950).
- Cladonia cylindrica f. ramosa (A. Evans) A. Evans (1950).
- Cladonia cylindrica f. scyphifera A. Evans (1950).
- Cladonia cylindrica f. squamulosa (Robbins) A. Evans (1950).
- Cladonia cylindrica f. symphycarpea (Flörke) M. Choisy (1951), (= Cladonia symphycarpia).
- Cladonia cylindrica var. brebissonii (Delise) M. Choisy (1951).
- Cladonia cylindrica var. cylindrica (A. Evans) A. Evans (1950).
- Cladonia cylindrica var. squamigera (Vain.) M. Choisy (1951), (= Cladonia macilenta).
- Cladonia cylindrica var. tenetia (Delise) M. Choisy (1951).
- Cladonia cylindrica var. vermicularis (Rabenh.) M. Choisy (1951), (= Cladonia macilenta).

Cladonia dactylota Tuck. (1859)
- Cladonia dactylota var. dactylota Tuck. (1859).
- Cladonia dactylota var. sorediata Tuck. (1859).
- Cladonia dactylota var. symphycarpia Tuck. (1859).

Cladonia decaryana Abbayes (1947)
- Cladonia decaryana f. cristata Abbayes (1947).
- Cladonia decaryana f. decaryana Abbayes (1947).
- Cladonia decaryana f. subulata Abbayes (1947).

Cladonia deformis (L.) Hoffm. (1796)

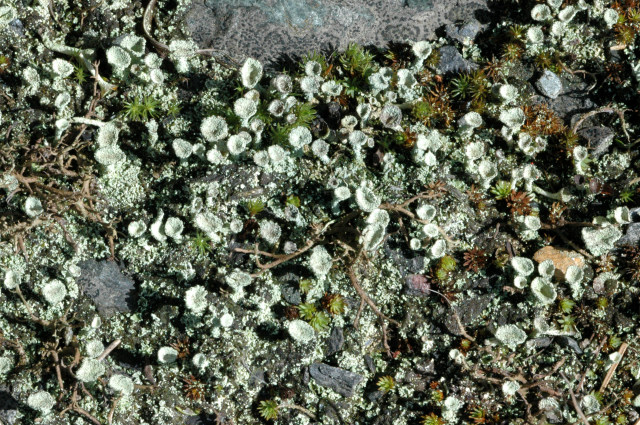
Cladonia deformis

- Cladonia deformis f. deformis (L.) Hoffm. (1796).
- Cladonia deformis f. gonecha Ach. (1927), (= Cladonia sulphurina).
- Cladonia deformis f. leptostelis (Wallr.) M. Choisy (1951).
- Cladonia deformis f. pygmaea Anders (1936).
- Cladonia deformis var. deformis (L.) Hoffm. (1796).
- Cladonia deformis var. gonecha (Ach.) Arnold.
- Cladonia deformis var. tasmanica Kremp. (1880), (= Cladonia ustulata).

Cladonia degenerans (Flörke) Spreng. (1927)
- Cladonia degenerans f. anomaea Ach.
- Cladonia degenerans f. degenerans (Flörke) Spreng. (1927).
- Cladonia degenerans f. euphorea (Ach.) Flörke.
- Cladonia degenerans f. haplotea Ach.
- Cladonia degenerans f. hypophylla Mudd, (= Cladonia phyllophora).
- Cladonia degenerans f. lepidota Ach.
- Cladonia degenerans f. phyllophora Flörke, (= Cladonia phyllophora).
- Cladonia degenerans f. subfurcata Nyl.
- Cladonia degenerans f. virgata Ach.
- Cladonia degenerans var. anomaea (Ach.) Cromb., (= Cladonia ramulosa).
- Cladonia degenerans var. ceratophyllina Nyl.
- Cladonia degenerans var. corymbescens Nyl.
- Cladonia degenerans var. degenerans (Flörke) Spreng. (1927).
- Cladonia degenerans var. javanica (Hepp) Müll. Arg. (1882).
- Cladonia degenerans var. phyllophora (Ehrh.) Flörke.
- Cladonia degenerans var. pleolepis Flörke
- Cladonia degenerans var. pleuroclada Müll. Arg. (1882), (= Cladonia cervicornis subsp. cervicornis).
- Cladonia degenerans var. ramosa Nyl.
- Cladonia degenerans var. scabrosa Flörke (1828).
- Cladonia degenerans var. stricta Nyl., (= Cladonia stricta).
- Cladonia degenerans var. subgracilescens Nyl.
- Cladonia degenerans var. tenella Müll. Arg.
- Cladonia degenerans var. trachyna

Cladonia delessertii Vain. (1887)
- Cladonia delessertii var. delessertii Vain. (1887).
- Cladonia delessertii var. subdivaricata Vain.

Cladonia delicata (Ehrh.) Flörke
- Cladonia delicata f. delicata (Ehrh.) Flörke.
- Cladonia delicata f. plumosa Harm.
- Cladonia delicata f. pulvinata Erichsen (1934).
- Cladonia delicata f. scyphosa Zahlbr.
- Cladonia delicata f. squamosa Harm.
- Cladonia delicata var. delicata (Ehrh.) Flörke.
- Cladonia delicata var. scyphosa Zahlbr. (1931).
- Cladonia delicata var. subsquamosa Nyl. ex Leight., (= Cladonia squamosa var. subsquamosa).

Cladonia densissima (Ahti) Ahti & DePriest (2001)
- Cladonia densissima f. decolorans (Ahti) Ahti & DePriest (2001).
- Cladonia densissima f. densissima (Ahti) Ahti & DePriest (2001).

Cladonia destricta (Nyl.) Fisch.-Benz.
- Cladonia destricta f. destricta (Nyl.) Fisch.-Benz.
- Cladonia destricta f. valida Anders (1936).

Cladonia didyma (Fée) Vain. (1887)
- Cladonia didyma f. acrophyllodes Harm.
- Cladonia didyma f. didyma (Fée) Vain. (1887).
- Cladonia didyma f. macilentiformis Harm.
- Cladonia didyma f. squamulosa Robbins (1932).
- Cladonia didyma f. subulata Sandst.
- Cladonia didyma subsp. didyma (Fée) Vain. (1887).
- Cladonia didyma subsp. oceanica Vain.
- Cladonia didyma var. didyma
- Cladonia didyma var. didyma (Fée) Vain. (1887).
- Cladonia didyma var. muscigena (Eschw.) Vain.
- Cladonia didyma var. polydactyloides (Müll. Arg.) Vain.
- Cladonia didyma var. rugifera Vain. (1887).
- Cladonia didyma var. vulcanica (Zoll. & Moritzi) Vain.
- Cladonia didyma var. vulcanica f. minor

Cladonia digitata (L.) Hoffm. (1796)

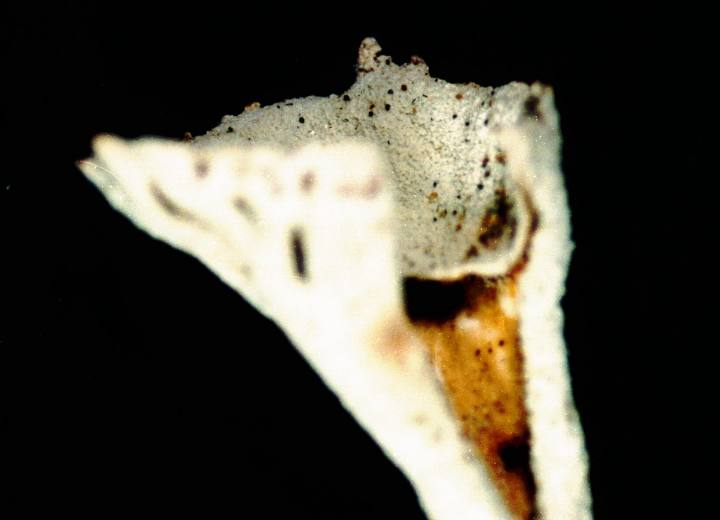
Cladonia digitata

- Cladonia digitata f. brachytes (Ach.) Sandst.
- Cladonia digitata f. cephalotes (Ach.) Harm. (1927).
- Cladonia digitata f. cerucha (Ach.) Harm.
- Cladonia digitata f. conspicua (Delise) Malbr. (1881).
- Cladonia digitata f. denticulata (Ach.) Harm.
- Cladonia digitata f. digitata (L.) Hoffm. (1796).
- Cladonia digitata f. glabrata Delise
- Cladonia digitata f. mucronata Delise ex Malbr. (1881).
- Cladonia digitata f. ostreatiformis Leight. (1879).
- Cladonia digitata f. tenella Th. Fr.
- Cladonia digitata var. brachytes (Ach.) Vain.
- Cladonia digitata var. ceruchoides Vain.
- Cladonia digitata var. digitata (L.) Hoffm. (1796).
- Cladonia digitata var. glabrata (Delise) Vain.
- Cladonia digitata var. monstrosa (Ach.) Vain.

Cladonia dilleniana Flörke (1828)
- Cladonia dilleniana var. corymbescens
- Cladonia dilleniana var. crispata Tuck. (1862).
- Cladonia dilleniana var. dilleniana Flörke (1828).
- Cladonia dilleniana var. elongata Tuck. (1862).
- Cladonia dilleniana var. endiviella (Nyl.) Vain. (1887).
- Cladonia dilleniana var. exalbida (Nyl.) Vain. (1887).
- Cladonia dilleniana var. multipartita (Müll. Arg.) Vain. (1887).
- Cladonia dilleniana var. stenophylla (Nyl.) Vain. (1887).

Cladonia diplotypa Nyl.
- Cladonia diplotypa f. diplotypa Nyl.
- Cladonia diplotypa f. valida Abbayes (1947).

Cladonia ecmocyna Leight. (1866)
- Cladonia ecmocyna f. ecmocyna Leight. (1866).
- Cladonia ecmocyna f. foveata Å.E. Dahl (1950).
- Cladonia ecmocyna f. intermedia (Robbins) J.W. Thomson (1968).
- Cladonia ecmocyna f. nigripes Nyl.
- Cladonia ecmocyna subsp. ecmocyna Leight. (1866).
- Cladonia ecmocyna subsp. intermedia (Robbins) Ahti (1980).
- Cladonia ecmocyna subsp. occidentalis Brodo & Ahti (1996).
- Cladonia ecmocyna var. ecmocyna Leight. (1866).
- Cladonia ecmocyna var. intermedia (Robbins) A. Evans (1952).
- Cladonia ecmocyna var. nigripes (Nyl.) A. Evans (1952).

Cladonia elongata (Wulfen) Hoffm.
- Cladonia elongata f. centralis (Flot.) Motyka (1964).
- Cladonia elongata f. digitata Anders (1936).
- Cladonia elongata f. elongata.
- Cladonia elongata f. floripara (Flörke) M. Choisy (1951).
- Cladonia elongata f. intermedia Robbins.
- Cladonia elongata f. lateralis Anders (1936).
- Cladonia elongata f. macroceras (Flörke) M. Choisy (1951).
- Cladonia elongata f. marginalis (Schaer.) M. Choisy (1951).
- Cladonia elongata f. peritheca Anders (1936).
- Cladonia elongata f. scyphosa (Schaer.) M. Choisy (1951).
- Cladonia elongata f. spinosa Anders (1936).
- Cladonia elongata f. subincondita Anders (1936).
- Cladonia elongata f. subulata Anders (1936).
- Cladonia elongata f. turbinata (Ach.) M. Choisy (1951).
- Cladonia elongata var. dilacerata (Flörke) M. Choisy (1951).
- Cladonia elongata var. dilatata (Hoffm.) M. Choisy (1951).
- Cladonia elongata var. ecmocyna (Ach.) Räsänen (1933).
- Cladonia elongata var. elongata.
- Cladonia elongata var. esquamosa Anders.
- Cladonia elongata var. macrostelis (Wallr.) M. Choisy (1951).
- Cladonia elongata var. squamosa Anders.

Cladonia erythrosperma Vain.
- Cladonia erythrosperma f. erythrosperma Vain.
- Cladonia erythrosperma f. nuda Abbayes (1956).
- Cladonia erythrosperma var. thomsoni Vain.

Cladonia evansii Abbayes (1938)

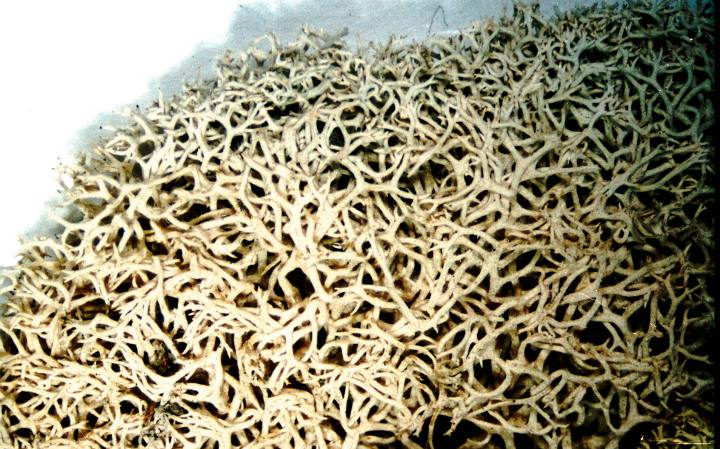
Cladonia evansii

- Cladonia evansii f. evansii Abbayes (1938).
- Cladonia evansii f. icterica Abbayes (1939).
- Cladonia evansii f. laxior Abbayes (1939).

Cladonia extensa Hoffm. (1795)
- Cladonia extensa var. cylindrica Schaer. (1850).
- Cladonia extensa var. extensa Hoffm. (1795).

Cladonia fallax Abbayes (1939)
- Cladonia fallax f. bicolor (Müll. Arg.) Abbayes (1939), (= Cladonia confusa f. bicolor).
- Cladonia fallax f. condensata Abbayes (1939).
- Cladonia fallax f. exalbescens (Vain.) Abbayes (1939).
- Cladonia fallax f. fallax Abbayes (1939).
- Cladonia fallax f. prolifera Abbayes (1939).
- Cladonia fallax f. thyrsifera Abbayes (1939).

Cladonia fimbriata (L.) Fr. (1831)

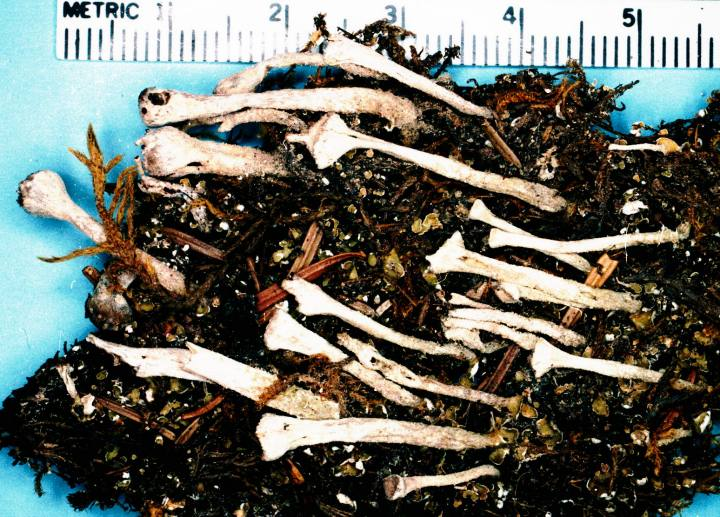
Cladonia fimbriata

- Cladonia fimbriata f. abortiva Harm.
- Cladonia fimbriata f. anablastematica Wallr. ex Vain.
- Cladonia fimbriata f. balfourii (Cromb.) Vain., (= Cladonia subradiata).
- Cladonia fimbriata f. carpophora (Flörke) Zahlbr. (1927).
- Cladonia fimbriata f. ceratostelis (Wallr.) Körb. (1855).
- Cladonia fimbriata f. ceratostellis Llimona & Hladun, nom. confus.
- Cladonia fimbriata f. chlorophaeoides Vain.
- Cladonia fimbriata f. chordalis Ach.
- Cladonia fimbriata f. conista (Ach.) Nyl.
- Cladonia fimbriata f. cornigera (Vain.) Vain. (1894).
- Cladonia fimbriata f. denticulata (Flörke) Coem. (1927).
- Cladonia fimbriata f. echinodella Harm.
- Cladonia fimbriata f. fibula (Ach.) Vain.
- Cladonia fimbriata f. fimbriata (L.) Fr. (1831).
- Cladonia fimbriata f. integra (Wallr.) H. Olivier.
- Cladonia fimbriata f. lacunosoides Gyeln. (1934).
- Cladonia fimbriata f. major (K.G. Hagen) Vain. (1927).
- Cladonia fimbriata f. marcella Vain.

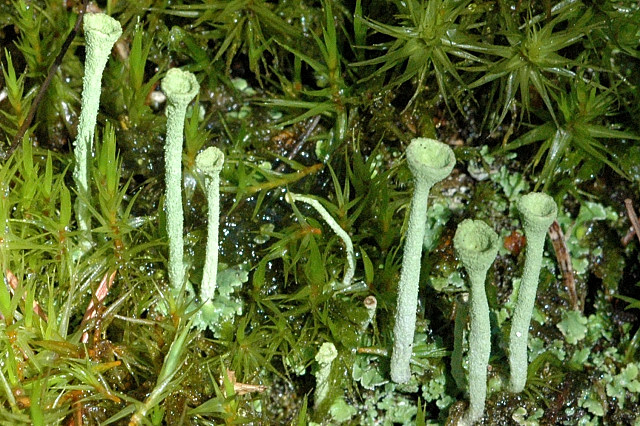
Cladonia fimbriata

- Cladonia fimbriata f. minor (K.G. Hagen) Vain.
- Cladonia fimbriata f. nemoxyna sensu auct. brit. p.max.p., (= Cladonia fimbriata).
- Cladonia fimbriata f. radiata Schreb.
- Cladonia fimbriata f. simplex (weis.) Flot.
- Cladonia fimbriata f. squamulosa B. de Lesd. (1946).
- Cladonia fimbriata f. stenoscypha A. Evans.
- Cladonia fimbriata f. stenoscypha Stuckenb.
- Cladonia fimbriata f. subcoranta Nyl.
- Cladonia fimbriata f. subcornuta Zahlbr.
- Cladonia fimbriata f. subprolifera Vain.
- Cladonia fimbriata f. subulata (L.) Vain.
- Cladonia fimbriata f. tortuosa (Delise) Harm.
- Cladonia fimbriata f. tubaeformis Flörke
- Cladonia fimbriata subvar. fimbriata (L.) Fr. (1831).
- Cladonia fimbriata var. acuminata B. de Lesd. (1946).
- Cladonia fimbriata var. adspersa F. Wilson (1887).
- Cladonia fimbriata var. ambigua Asahina (1941).
- Cladonia fimbriata var. antilopaea (Delise) Müll. Arg. (1882).
- Cladonia fimbriata var. balfourii (Cromb.) Vain. (1894), (= Cladonia subradiata).
- Cladonia fimbriata var. borbonica (Delise) Vain. (1894).

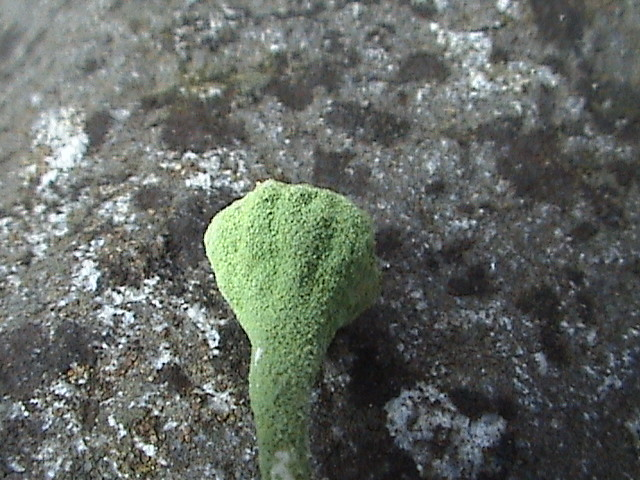
Cladonia fimbriata

- Cladonia fimbriata var. chlorophaeoides Vain.

- Cladonia fimbriata var. chondroidea f. subprolifera
- Cladonia fimbriata var. chondroidea Vain.
- Cladonia fimbriata var. chondroidea f. chlorophaeoides (Vain.) Vain.
- Cladonia fimbriata var. coniocraea (Flörke) Nyl.
- Cladonia fimbriata var. cornutoradiata Vain., (= Cladonia subulata).
- Cladonia fimbriata var. fimbriata (L.) Fr. (1831).
- Cladonia fimbriata var. longipes (Flörke) Rabenh. (1845).
- Cladonia fimbriata var. major (K.G. Hagen) H. Magn. (1936), (= Cladonia fimbriata).
- Cladonia fimbriata var. minor (K.G. Hagen) H. Magn. (1936).
- Cladonia fimbriata var. nemoxyna (Ach.) Coem.
- Cladonia fimbriata var. nemoxyna f. fibula (Ach.) Vain.
- Cladonia fimbriata var. ochrochlora (Floerke) Vain.
- Cladonia fimbriata var. ochrochlora (Flörke) Schaer., (= Cladonia ochrochlora).

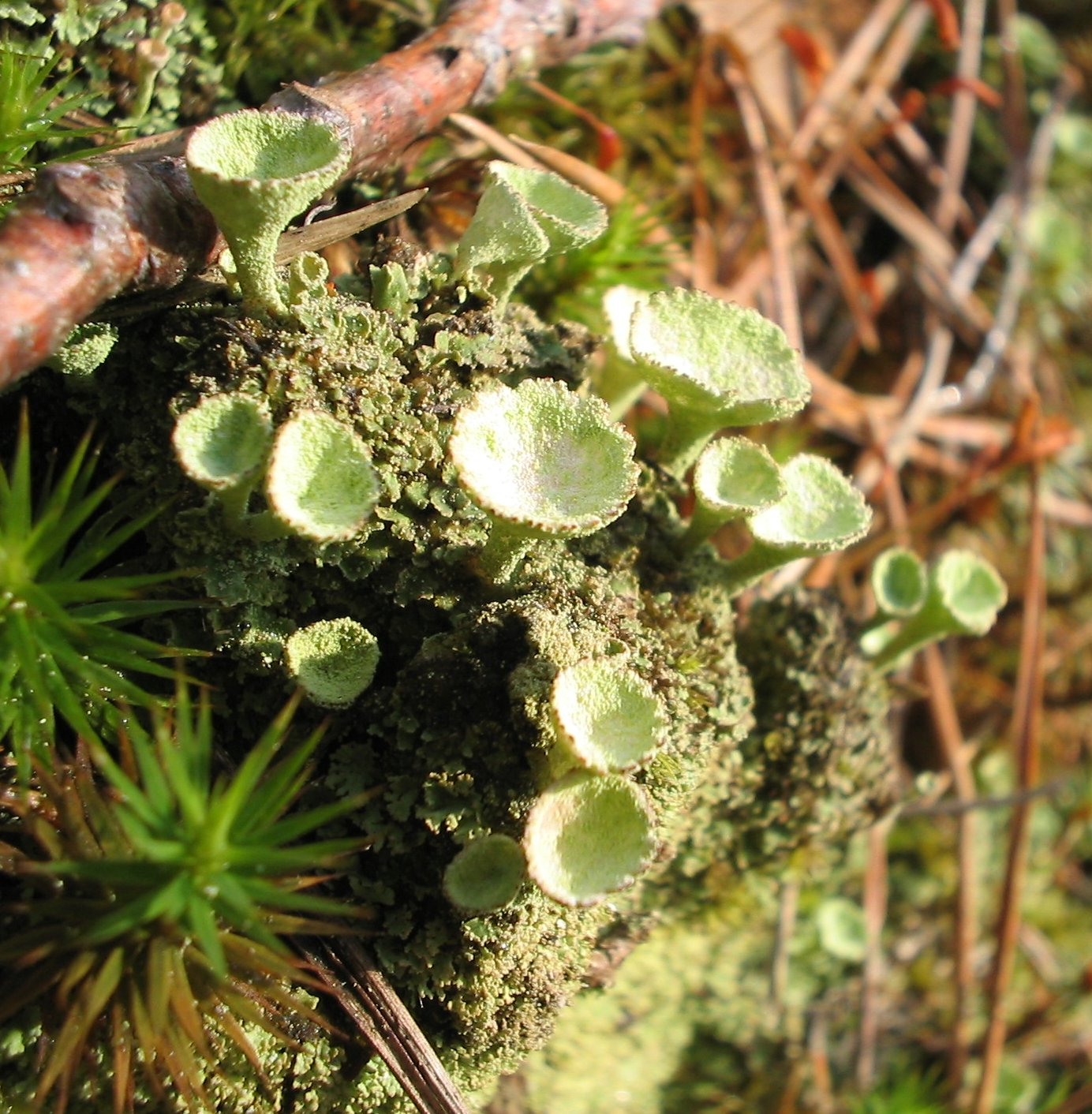
Cladonia fimbriata

- Cladonia fimbriata var. prolifera (Retz.) A. Massal.

- Cladonia fimbriata var. pseudoreagens Gyeln. (1934).
- Cladonia fimbriata var. pulverulenta (Delise) Müll. Arg.
- Cladonia fimbriata var. radiata (Schreb.) Cromb. (1831), (= Cladonia subulata).
- Cladonia fimbriata var. simplex (Weiss) Flot. ex Vain. (1894), (= Cladonia fimbriata).
- Cladonia fimbriata var. subacuminata Vain.
- Cladonia fimbriata var. subcornuta Nyl. ex Cromb., (= Cladonia subulata).
- Cladonia fimbriata var. subradiata Vain. (1894), (= Cladonia subradiata).
- Cladonia fimbriata var. subulata (L.) Vain. (1894), (= Cladonia subulata).
- Cladonia fimbriata var. subulata f. abortiva
- Cladonia fimbriata var. subulata f. abortiva Harm.
- Cladonia fimbriata var. subulata f. chordalis Ach.
- Cladonia fimbriata var. subulata f. subcornuta Zahlbr.
- Cladonia fimbriata var. tubaeformis (Hoffm.) Fr. (1831).
- Cladonia fimbriata var. ustulata Hook. f.

Cladonia flabelliformis (Flörke) Vain. (1887)
- Cladonia flabelliformis f. bactridioides Harm.
- Cladonia flabelliformis f. flabelliformis (Flörke) Vain. (1887).
- Cladonia flabelliformis f. haplodactyla Oxner (1968).
- Cladonia flabelliformis f. tenella Zahlbr.
- Cladonia flabelliformis f. tubaeformis (Mudd) Oxner (1968).
- Cladonia flabelliformis var. bactridioides (Harm.) Ozenda & Clauzade (1970).
- Cladonia flabelliformis var. flabelliformis (Flörke) Vain. (1887).
- Cladonia flabelliformis var. intertexta Vain.
- Cladonia flabelliformis var. polydactyla (Flörke) Vain. (1887), (= Cladonia polydactyla).
- Cladonia flabelliformis var. scabriuscula (Delise) Vain., (= Cladonia scabriuscula).
- Cladonia flabelliformis var. tubaeformis (Mudd) Vain.

Cladonia floerkeana (Fr.) Flörke (1828)
- Cladonia floerkeana f. carcata (Ach.) J.W. Thomson (1968), (= Cladonia floerkeana).
- Cladonia floerkeana f. floerkeana (Fr.) Flörke (1828).

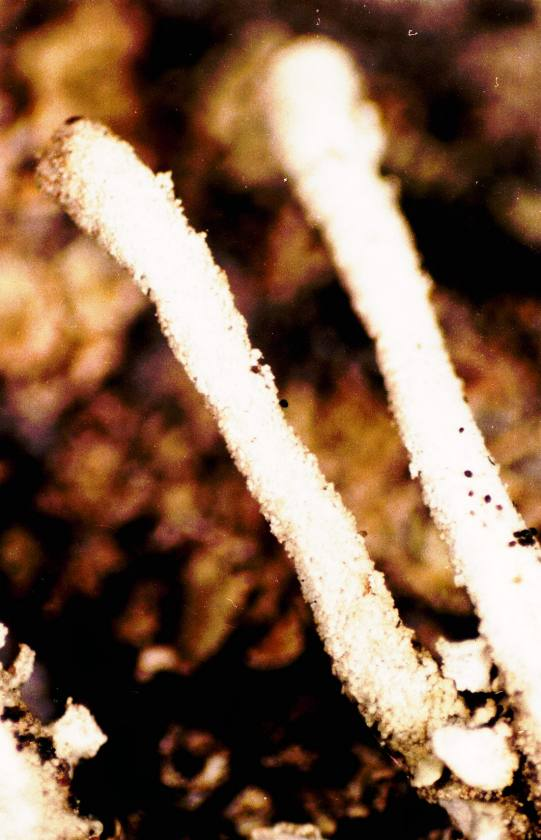
Cladonia floerkeana

- Cladonia floerkeana f. intermedia (Hepp ex Vain.) J.W. Thomson (1968), (= Cladonia floerkeana).
- Cladonia floerkeana f. minor Rabenh.
- Cladonia floerkeana f. tingens Asahina (1939).
- Cladonia floerkeana f. trachypoda (Nyl.) Harm., (= Cladonia floerkeana).
- Cladonia floerkeana var. albicans (Delise) Vain.
- Cladonia floerkeana var. alpina Asahina (1939), (= Cladonia alpina).
- Cladonia floerkeana var. brebissonii (Delise) Vain.
- Cladonia floerkeana var. carcata (Ach.) Vain. (1887), (= Cladonia floerkeana).
- Cladonia floerkeana var. chloroides (Flörke) Vain.
- Cladonia floerkeana var. floerkeana (Fr.) Flörke (1828).
- Cladonia floerkeana var. intermedia Hepp ex Vain. (1857), (= Cladonia floerkeana).
- Cladonia floerkeana var. scypellifera Vain.
- Cladonia floerkeana var. suboceanica Asahina (1939).
- Cladonia floerkeana var. symphycarpea (Flörke) Vain., (= Cladonia symphycarpia).
- Cladonia floerkeana var. trachypoda Nyl., (= Cladonia floerkeana).
- Cladonia floerkeana var. xanthocarpa Nyl.

Cladonia foliacea (Huds.) Willd. (1787)

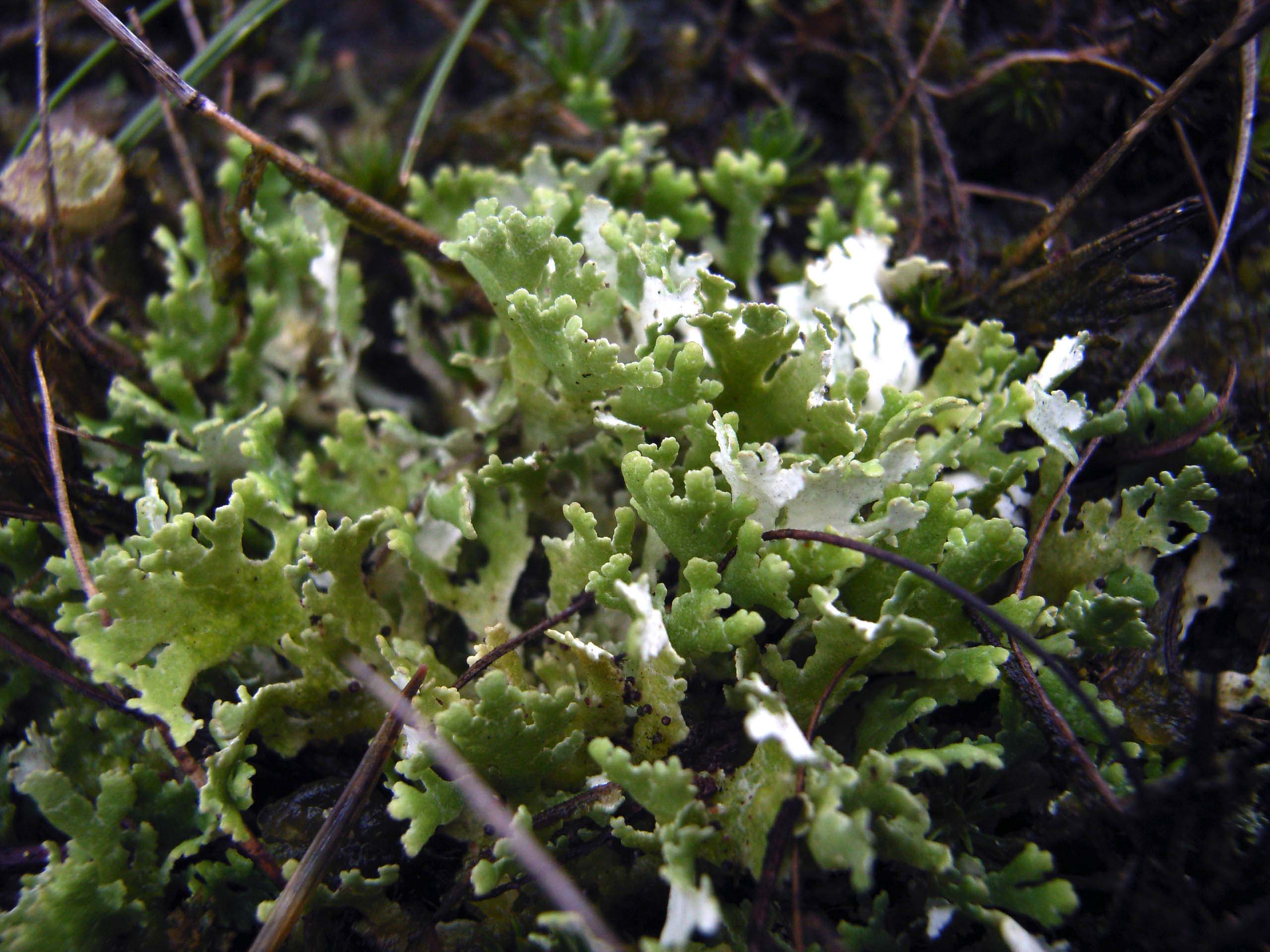
Cladonia foliacea

- Cladonia foliacea f. albidopiligera M. Choisy (1951).
- Cladonia foliacea f. centralls Anders (1936).
- Cladonia foliacea f. cladiensis (Heufl.) M. Choisy (1951).
- Cladonia foliacea f. foliacea (Huds.) Willd. (1787).
- Cladonia foliacea f. phyllocephala Vain. (1961).
- Cladonia foliacea f. sessilis Wallr.
- Cladonia foliacea f. squamulosa A. Evans.
- Cladonia foliacea subsp. convoluta (Lamkey) Clauzade & Cl. Roux (1985), (= Cladonia convoluta).
- Cladonia foliacea subsp. foliacea (Huds.) Willd. (1787).
- Cladonia foliacea var. alcicornis (Lightf.) Schaer. (1823).
- Cladonia foliacea var. convoluta (Lamkey) Vain., (= Cladonia convoluta).
- Cladonia foliacea var. endiviifolia (Dicks.) Schaer., (= Cladonia convoluta).
- Cladonia foliacea var. firma (Nyl.) Vain. (1894), (= Cladonia firma).
- Cladonia foliacea var. foliacea (Huds.) Willd. (1787).
- Cladonia foliacea var. meiophora Asahina (1966).

Cladonia formosana Asahina (1941)
- Cladonia formosana f. aberrans Asahina (1941).
- Cladonia formosana f. formosana Asahina (1941).
- Cladonia formosana f. nana Asahina (1950).
- Cladonia formosana f. sublaevigata Asahina (1941).
- Cladonia formosana f. typica Asahina (1941).
- Cladonia formosana f. watanabei Asahina (1941).
- Cladonia formosana var. decaryana (Abbayes) Abbayes (1963).
- Cladonia formosana var. decipiens (Abbayes) Abbayes (1963).
- Cladonia formosana var. formosana Asahina (1941).

Cladonia furcata (Huds.) Schrad. (1794)

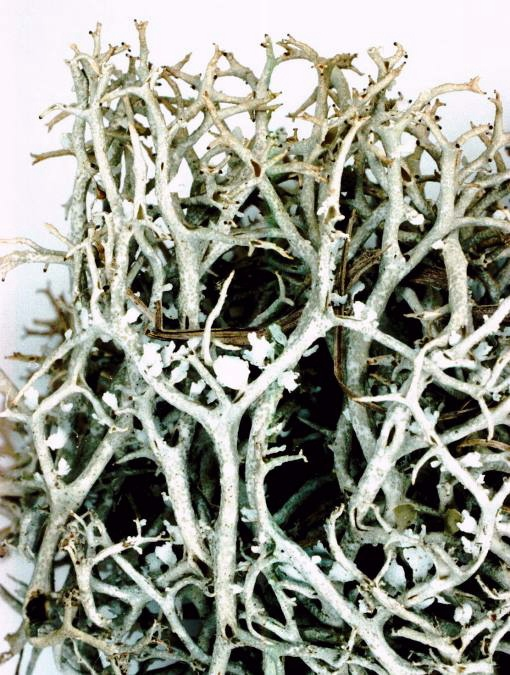
Cladonia furcata

- Cladonia furcata f. adspersa (Flörke) Vain. (1887), (= Cladonia scabriuscula).
- Cladonia furcata f. divulsa Klem. (1952).
- Cladonia furcata f. farinacea (Vain.) Vain.
- Cladonia furcata f. fissa (Flörke) Aigret (1901).
- Cladonia furcata f. furcata (Huds.) Schrad. (1794).
- Cladonia furcata f. furcatosubulata (Hoffm.) Sandst.
- Cladonia furcata f. grandescens Nyl.
- Cladonia furcata f. marmoladae (Sambo) Pišút (1961).
- Cladonia furcata f. pinnata (Flörke) Vain.
- Cladonia furcata f. prolifera A. Evans (1950).
- Cladonia furcata f. pustarum (Szatala) Verseghy (1988).
- Cladonia furcata f. regalis (Flörke) H. Olivier.
- Cladonia furcata f. spinulosa (Delise) M. Choisy (1951).
- Cladonia furcata f. squamulifera Sandst.
- Cladonia furcata f. stricta (Ach.) H. Olivier.
- Cladonia furcata f. surrecta Flörke (1828).
- Cladonia furcata f. truncata (Flörke) Vain.

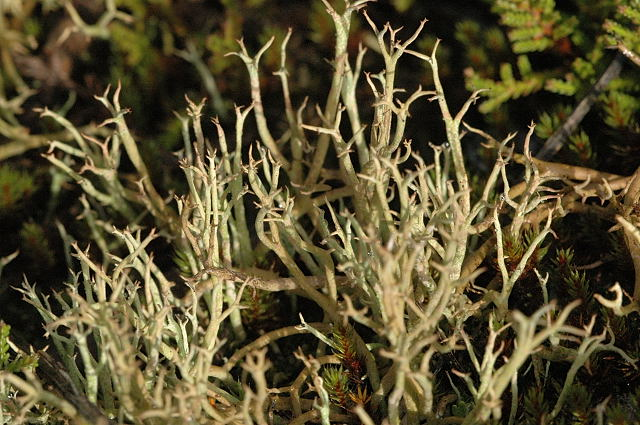
Cladonia furcata

- Cladonia furcata f. turgida Scriba ex Sandst.
- Cladonia furcata f. vagans (Tomin) Pišút (1975).
- Cladonia furcata subsp. diffusa Stirt., (= Cladonia crispata var. cetrariiformis).
- Cladonia furcata subsp. furcata (Huds.) Schrad. (1794).
- Cladonia furcata subsp. subrangiformis (L. Scriba ex Sandst.) Pišút (1961).
- Cladonia furcata var. adspersa (Flörke) F. Wilson (1893), (= Cladonia scabriuscula).
- Cladonia furcata var. asperata Müll. Arg. (1882), (= Cladonia scabriuscula).
- Cladonia furcata var. cancellata Müll. Arg. (1882), (= Cladonia furcata subsp. furcata).
- Cladonia furcata var. circinnatocontorta Sambo (1934).
- Cladonia furcata var. corymbosa (Ach.) Vain.
- Cladonia furcata var. crispata (Ach.) Flörke, (= Cladonia crispata var. crispata).
- Cladonia furcata var. farinacea Vain. (1887).
- Cladonia furcata var. filiformis Müll. Arg. (1882), (= Cladonia pertricosa).
- Cladonia furcata var. furcata (Huds.) Schrad. (1794).
- Cladonia furcata var. furcata f. fissa (Flörke) Aigr.
- Cladonia furcata var. furcata f. squamulifera Sandst.
- Cladonia furcata var. furcatosubulata (Hoffm.) M. Choisy (1951).
- Cladonia furcata var. gracillima Müll. Arg. (1882), (= Cladonia scabriuscula).
- Cladonia furcata var. hians Müll. Arg. (1882), (= Cladonia scabriuscula).
- Cladonia furcata var. notabilis Müll. Arg. (1883), (= Cladonia ochrochlora).
- Cladonia furcata var. palamaea (Ach.) Nyl. (1887), (= Cladonia furcata subsp. furcata).

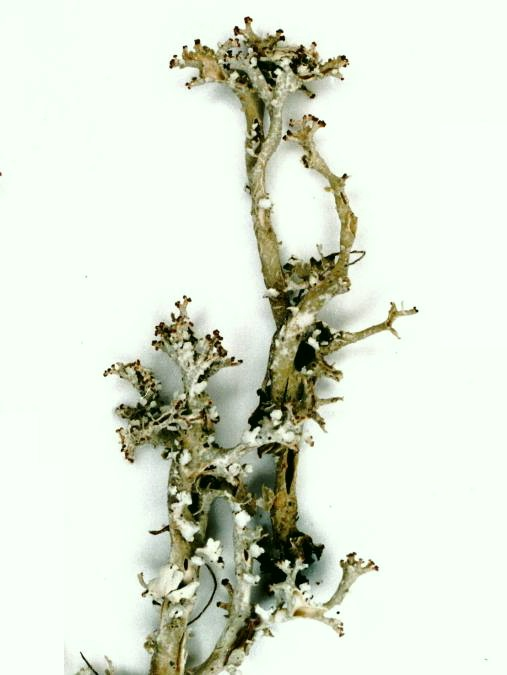
Cladonia furcata

- Cladonia furcata var. pinnata (Flörke) Vain. (1887), (= Cladonia furcata subsp. furcata).
- Cladonia furcata var. pinnata f. foliolosa (Duby) Vain.
- Cladonia furcata var. pinnata f. recurva (Hoffm.) Sandst.
- Cladonia furcata var. pinnata f. regalis (Flörke) H. Olivier
- Cladonia furcata var. pinnata f. truncata (Flörke) Vain.
- Cladonia furcata var. pinnata f. turgida Scriba ex Sandst.
- Cladonia furcata var. polyphylla (Flörke) F. Wilson (1893).
- Cladonia furcata var. pungens Ach., (= Cladonia scabriuscula).
- Cladonia furcata var. racemosa (Hoffm.) Flörke (1828).
- Cladonia furcata var. racemosa f. corymbosa
- Cladonia furcata var. racemosa f. fissa
- Cladonia furcata var. recurva A.L. Sm., (= Cladonia scabriuscula).
- Cladonia furcata var. rigidula A. Massal.
- Cladonia furcata var. scabriuscula (Delise) Coem. (1887), (= Cladonia scabriuscula).
- Cladonia furcata var. squamulosa (Dufour) Mont. (1845).
- Cladonia furcata var. stricta (Ach.) Schaer. (1850).
- Cladonia furcata var. subpungens Müll. Arg.
- Cladonia furcata var. subrangiformis (L. Scriba ex Sandst.) Hennipman (1967), (= Cladonia furcata subsp. subrangiformis).
- Cladonia furcata var. subsquamosa Müll. Arg. (1882), (= Cladonia scabriuscula).
- Cladonia furcata var. surrecta
- Cladonia furcata var. syrtica Ohlert.
- Cladonia furcata var. tenuicaulis Müll. Arg. (1882), (= Cladonia furcata subsp. furcata).
- Cladonia furcata var. virgulata Müll. Arg. (1883), (= Cladonia scabriuscula).

Cladonia furfuracea Vain. (1894)
- Cladonia furfuracea f. furfuracea Vain. (1894).
- Cladonia furfuracea f. pulverulenta L. Scriba (1926).

Cladonia gallica M. Choisy (1951)
- Cladonia gallica f. densiflora (Delise) M. Choisy (1951).
- Cladonia gallica f. gallica M. Choisy (1951).
- Cladonia gallica f. polycephala (Wallr.) M. Choisy (1951).
- Cladonia gallica var. albicans (Delise) M. Choisy (1951).
- Cladonia gallica var. corticata (Vain.) M. Choisy (1951).
- Cladonia gallica var. gallica M. Choisy (1951).
- Cladonia gallica var. intertexta (Vain.) M. Choisy (1951).
- Cladonia gallica var. scabriuscula (Delise) M. Choisy (1951), (= Cladonia scabriuscula).

Cladonia glauca Flörke (1828)
- Cladonia glauca f. fastigiata Anders (1936).
- Cladonia glauca f. glauca Flörke (1828).
- Cladonia glauca f. recurvoprolifera Anders (1936).
- Cladonia glauca f. scoparia Anders (1936).
- Cladonia glauca f. subacuta Asahina (1950).
- Cladonia glauca f. subdeformis Anders (1936).

Cladonia gorgonea Eschw. (1833)
- Cladonia gorgonea [var.] gorgonea Eschw.
- Cladonia gorgonea [var.] subrangiferina Nyl. (1860), (= Cladia aggregata).
- Cladonia gorgonea [var.] turgidior Nyl.

Cladonia gorgonina (Bory) Vain. (1887)
- Cladonia gorgonina f. decumbens Abbayes (1941).
- Cladonia gorgonina f. gorgonina (Bory) Vain. (1887), (= Cladia aggregata).
- Cladonia gorgonina var. gorgonina (Bory) Vain. (1887), (= Cladia aggregata).
- Cladonia gorgonina var. subrangiferina (Nyl.) Vain. (1887), (= Cladia aggregata).
- Cladonia gorgonina var. turgidior (Nyl.) Vain. (1887).

Cladonia gracilis (L.) Willd. (1787)

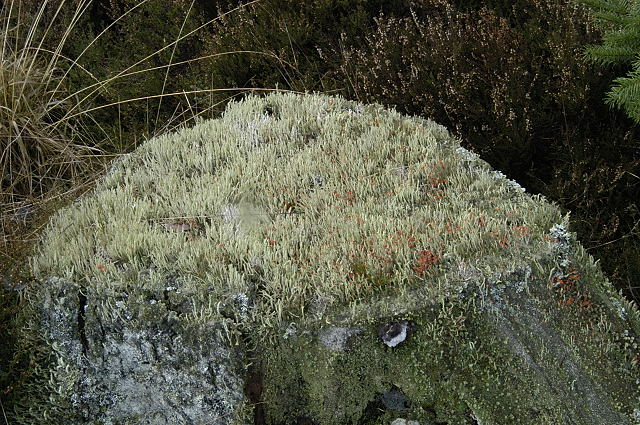
Cladonia gracilis

- Cladonia gracilis f. anthocephala Sandst.
- Cladonia gracilis f. aspera Flk.
- Cladonia gracilis f. chanousiae Sambo (1932).
- Cladonia gracilis f. cribrosa (Flot.) Hillmann (1957).
- Cladonia gracilis f. ecmocyna (Ach.) Vain.
- Cladonia gracilis f. fissa Anders (1936).
- Cladonia gracilis f. floripara Flörke.
- Cladonia gracilis f. gracilis (L.) Willd. (1787).
- Cladonia gracilis f. hybrida Schaer.
- Cladonia gracilis f. intermedia (Robbins) Zahlbr. (1932).
- Cladonia gracilis f. leucochlora (Ach.) Flörke.
- Cladonia gracilis f. macroceras (Flörke) Flörke.
- Cladonia gracilis f. marginalis Schaer. (1850).
- Cladonia gracilis f. maxima Asahina (1971), (= Cladonia maxima).
- Cladonia gracilis f. nigripes Nyl.
- Cladonia gracilis f. perfossa Dombr. (1966).
- Cladonia gracilis f. prolifera Anders (1936).
- Cladonia gracilis f. propagulifera Vain. (1903).
- Cladonia gracilis f. recurvoperitheta Anders (1936).
- Cladonia gracilis f. setigera Anders (1936).
- Cladonia gracilis f. sorediosa M. Choisy (1951).
- Cladonia gracilis f. valida Jatta.

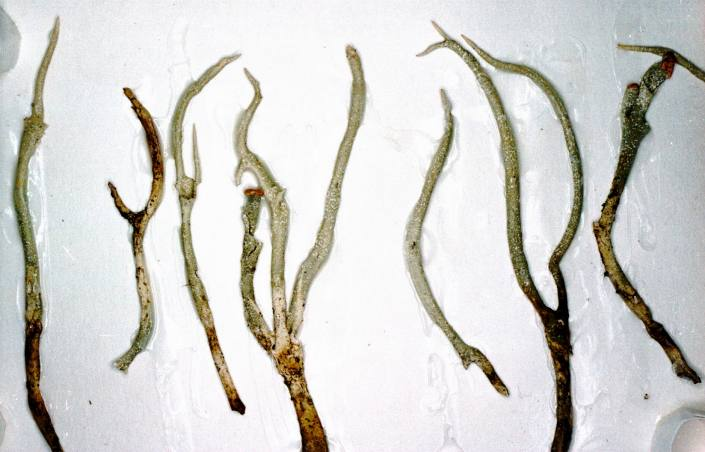
Cladonia gracilis subsp. gracilis

- Cladonia gracilis subf. albinea (Sandst.) Hillmann (1957).
- Cladonia gracilis subf. centralis Flot.
- Cladonia gracilis subf. gracilis (L.) Willd. (1787).
- Cladonia gracilis subsp. elongata (Wulfen) Vain. (1922).
- Cladonia gracilis subsp. gracilis (L.) Willd. (1787).
- Cladonia gracilis subsp. nigripes (Nyl.) Ahti (1980).
- Cladonia gracilis subsp. tenerrima Ahti (1980), (= Cladonia tenerrima).
- Cladonia gracilis subsp. turbinata (Ach.) Ahti (1980).
- Cladonia gracilis subsp. valdiviensis Ahti (1990).
- Cladonia gracilis subsp. vulnerata Ahti (1980).
- Cladonia gracilis subvar. campbelliana Vain., (= Cladonia sarmentosa).
- Cladonia gracilis subvar. gracilis (L.) Willd. (1787).
- Cladonia gracilis var. aspera Flörke (1810).

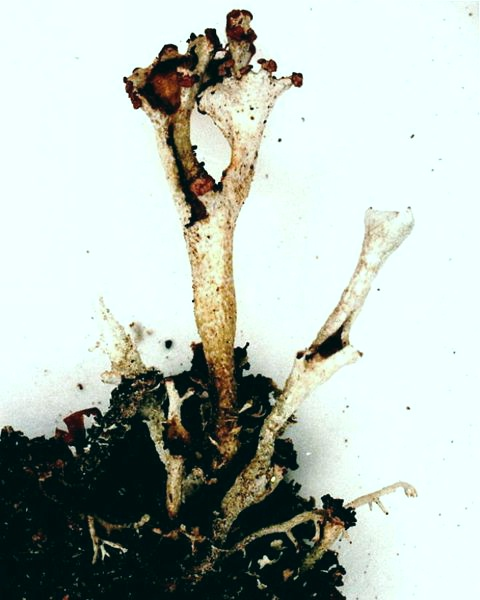
Cladonia gracilis subsp. turbinata

- Cladonia gracilis var. campbelliana (Vain.) Vain. (1894), (= Cladonia sarmentosa).
- Cladonia gracilis var. cervicornis Flörke
- Cladonia gracilis var. chordalis (Flörke) Schaer.
- Cladonia gracilis var. dilacerata Flörke.
- Cladonia gracilis var. dilatata (Hoffm.) Vain. (1894).
- Cladonia gracilis var. dilatata f. dilacerata (Flk.) Wain.
- Cladonia gracilis var. eemocyna (Ach.) Vain.
- Cladonia gracilis var. elongata (Wulfen) Flörke.
- Cladonia gracilis var. elongata f. hugueninii
- Cladonia gracilis var. elongata f. laontera
- Cladonia gracilis var. gracilis (L.) Willd. (1787).
- Cladonia gracilis var. hybrida Schaer.
- Cladonia gracilis var. macroceras (Flörke) Flörke.
- Cladonia gracilis var. nigripes (Nyl.) Ahti (1973).
- Cladonia gracilis var. scyphosa Sommerf.
- Cladonia gracilis var. squamosissima Müll. Arg.
- Cladonia gracilis var. turbinata (Ach.) Schaer.

Cladonia granulans Vain.
- Cladonia granulans f. granulans Vain.
- Cladonia granulans f. leucocarpa Asahina (1939).
- Cladonia granulans f. sorediascens Asahina (1954).

Cladonia grayi G. Merr. ex Sandst. (1929)

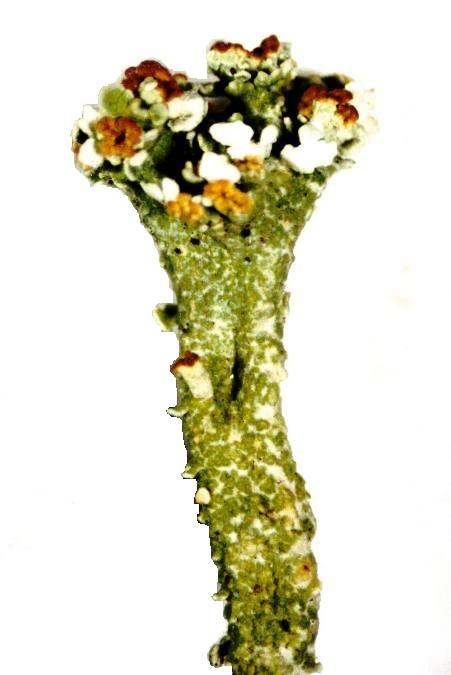
Cladonia grayi, morfotipo

- Cladonia grayi f. aberrans Asahina (1940).
- Cladonia grayi f. carpophora A. Evans (1938).
- Cladonia grayi f. centralis A. Evans (1944).
- Cladonia grayi f. fasciculata Trass (1963).
- Cladonia grayi f. grayi G. Merr. ex Sandst. (1929).
- Cladonia grayi f. lacerata A. Evans (1950).
- Cladonia grayi f. peritheta A. Evans (1944).
- Cladonia grayi f. prolifera Sandst. (1938).
- Cladonia grayi f. simplex Robbins (1938).
- Cladonia grayi f. squamulosa Sandst. (1931).

Cladonia hondoensis Asahina (1942)
- Cladonia hondoensis var. hondoensis Asahina (1942).
- Cladonia hondoensis var. subcetrariaeformis Asahina (1942).
- Cladonia hondoensis var. subgracileseens Asahina (1942).
- Cladonia hondoensis var. subpinnata Asahina (1942).
- Cladonia hondoensis var. subrigidula Asahina (1942).

Cladonia humilis (With.) J.R. Laundon (1984)
- Cladonia humilis var. bougeanica A.W. Archer (1989).
- Cladonia humilis var. humilis (With.) J.R. Laundon (1984).

Cladonia impexa Harm. (1907)
- Cladonia impexa f. condensata (Harm.) Motyka (1964), (= Cladonia portentosa).
- Cladonia impexa f. erinacea (Desm.) Motyka (1964).
- Cladonia impexa f. exalbescens (Vain.) Abbayes (1938).
- Cladonia impexa f. fuscescens Anders (1936).
- Cladonia impexa f. grandis (Flörke) M. Choisy (1950).
- Cladonia impexa f. impexa Harm. (1907).
- Cladonia impexa f. intertexta (Wallr.) M. Choisy (1950).
- Cladonia impexa f. laxiuscula sensu auct. brit., (= Cladonia portentosa).
- Cladonia impexa f. portentosa (Dufour) Harm., (= Cladonia portentosa).
- Cladonia impexa f. pumila (Ach.) Harm. (1907).
- Cladonia impexa f. spumosa (Flörke) Mig. (1927), (= Cladonia portentosa).
- Cladonia impexa f. thyrsifera (Nyl.) Abbayes (1939).
- Cladonia impexa f. vulcanica Trass (1963).
- Cladonia impexa subsp. impexa Harm. (1907).
- Cladonia impexa subsp. pycnoclada (Gaudich.) Abbayes (1938).

Cladonia incrassata Flörke (1826)
- Cladonia incrassata f. incrassata Flörke (1826).
- Cladonia incrassata f. squamulosa (Robbins) A. Evans (1932).
- Cladonia incrassata subsp. heteroclada (Asahina) Asahina (1970).
- Cladonia incrassata subsp. incrassata Flörke (1826).

Cladonia japonica Vain. (1898)
- Cladonia japonica f. japonica Vain. (1898).
- Cladonia japonica f. subulata (Sandst.) Sandst. (1932).
- Cladonia japonica f. tatrana Vain. (1930).
- Cladonia japonica var. japonica Vain. (1898).
- Cladonia japonica var. tatrana Vain. & Vain.

Cladonia krempelhuberi (Vain.) Zahlbr. (1927)
- Cladonia krempelhuberi f. krempelhuberi (Vain.) Zahlbr. (1927).
- Cladonia krempelhuberi f. stipitata (Nyl.) Zahlbr. (1927).
- Cladonia krempelhuberi f. subcervicorni Vain.
- Cladonia krempelhuberi var. krempelhuberi (Vain.) Zahlbr. (1927).
- Cladonia krempelhuberi var. subcervicorni Vain.
- Cladonia krempelhuberi var. subevoluta (Asahina) Asahina (1956).
- Cladonia krempelhuberi var. sublepidota (Asahina) Asahina (1956).
- Cladonia krempelhuberi var. subsobolifera (Asahina) Asahina (1956).

Cladonia lamarkii Nyl.
- Cladonia lamarkii f. isignyi (Delise) Nyl., (= Cladonia ramulosa).
- Cladonia lamarkii f. lamarkii Nyl.

Cladonia lepidota Nyl.
- Cladonia lepidota f. fuscescens Asahina (1950).
- Cladonia lepidota f. hypophylla Vain., (= Cladonia stricta).
- Cladonia lepidota f. lepidota Nyl.
- Cladonia lepidota var. cerasphora (Vain.) Lynge.
- Cladonia lepidota var. lepidota Nyl.
- Cladonia lepidota var. stricta (Nyl.) Du Rietz, (= Cladonia stricta).

Cladonia lepidula Kremp. (1881)
- Cladonia lepidula var. foliolosa Müll. Arg. (1883), (= Cladonia ramulosa).
- Cladonia lepidula var. lepidula Kremp. (1881).

Cladonia leporina Fr. (1831)

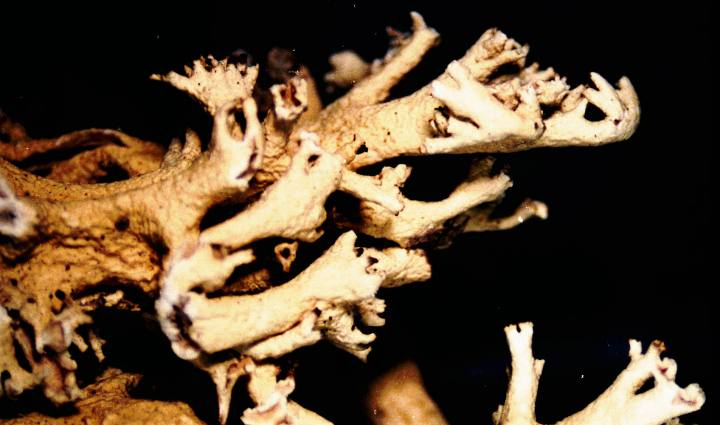
Cladonia leporina

- Cladonia leporina f. ciliata F.W. Gray (1947).
- Cladonia leporina f. fissa A. Evans (1952).
- Cladonia leporina f. leporina Fr. (1831).
- Cladonia leporina f. prolifera A. Evans (1947).
- Cladonia leporina f. ramosa F.W. Gray (1947).
- Cladonia leporina f. squamulosa A. Evans (1952).

Cladonia leptoclada Abbayes (1947)
- Cladonia leptoclada f. cinerascens Abbayes (1947).
- Cladonia leptoclada f. leptoclada Abbayes (1947).
- Cladonia leptoclada f. thyrsifera (Nyl.) Abbayes (1947).

Cladonia leucophaea Abbayes (1936)
- Cladonia leucophaea f. decumbens Abbayes (1939).
- Cladonia leucophaea f. leucophaea Abbayes (1936).
- Cladonia leucophaea f. setigera Abbayes (1939).
- Cladonia leucophaea f. ustulata Abbayes (1936).

Cladonia macilenta Hoffm. (1796)

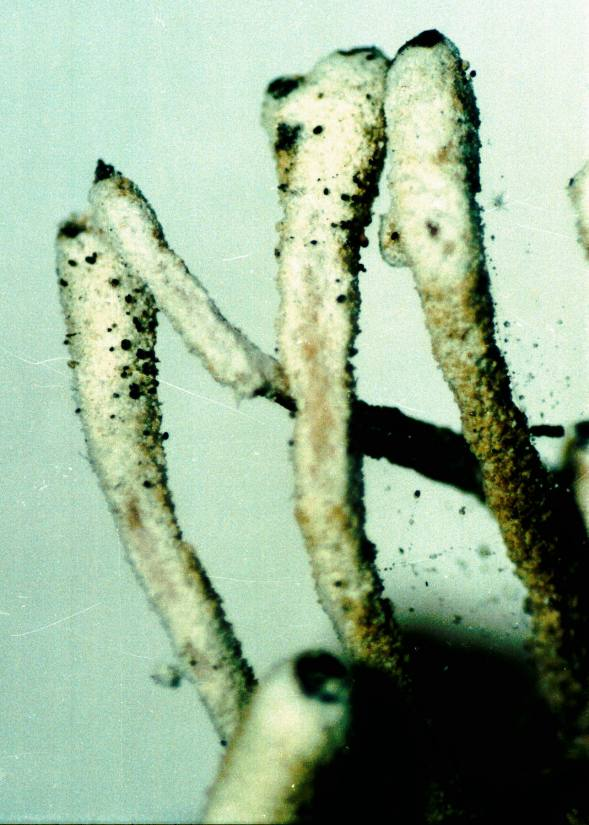
Cladonia macilenta var. bacillaris

- Cladonia macilenta b vermicularis Rabenh. (1860).
- Cladonia macilenta f. careata (Ach.) M. Choisy (1951).
- Cladonia macilenta f. chloroides (Flörke) M. Choisy (1951).
- Cladonia macilenta f. corticola Vain.
- Cladonia macilenta f. densiflora Delise (1927).
- Cladonia macilenta f. elegans Asahina (1953).
- Cladonia macilenta f. expansa Anders (1936).
- Cladonia macilenta f. fastigiata Asahina (1953).
- Cladonia macilenta f. intermedia (Hepp) M. Choisy (1951), (= Cladonia floerkeana).
- Cladonia macilenta f. lateralis Schaer. (1850).
- Cladonia macilenta f. macilenta Hoffm. (1796).
- Cladonia macilenta f. nuda Anders (1936).
- Cladonia macilenta f. rubiformis Rabenh. (1845).
- Cladonia macilenta f. squamigera (Vain.) Sandst., (= Cladonia macilenta).
- Cladonia macilenta f. subulata Asahina (1953).
- Cladonia macilenta f. takayuensis Asahina (1953).
- Cladonia macilenta f. unilateralis Anders (1936).
- Cladonia macilenta subf. macilenta Hoffm. (1796).
- Cladonia macilenta subf. rubiformis (Rabenh.) M. Choisy (1951), (= Cladonia macilenta).
- Cladonia macilenta subf. trachypoda (Nyl.) M. Choisy (1951), (= Cladonia floerkeana).
- Cladonia macilenta subsp. bacillaris Ach. (1903), (= Cladonia bacillaris).
- Cladonia macilenta subsp. floerkeana (Fr.) R. Sant. (1993), (= Cladonia floerkeana).
- Cladonia macilenta subsp. floerkeana (Fr.) V. Wirth (1994), (= Cladonia floerkeana).
- Cladonia macilenta subsp. macilenta Hoffm. (1796), (= Cladonia macilenta).
- Cladonia macilenta subsp. thelophila (Asahina) Asahina (1953).

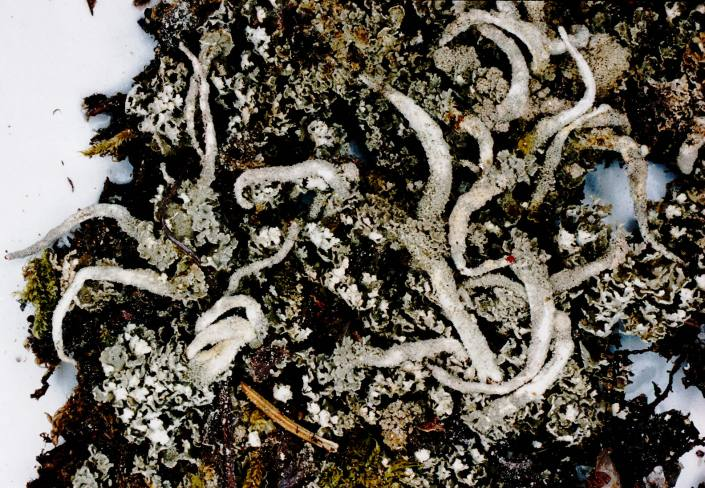
Cladonia macilenta var. macilenta

- Cladonia macilenta var. bacillaris (Genth) Schaer.
- Cladonia macilenta var. carcata (Ach.) Nyl.
- Cladonia macilenta var. corticata Asahina (1953).
- Cladonia macilenta var. corticata Vain.
- Cladonia macilenta var. flabellulata Müll. Arg. (1893), (= Cladonia macilenta).
- Cladonia macilenta var. floerkeana (Fr.) M. Choisy (1951), (= Cladonia floerkeana).
- Cladonia macilenta var. macilenta Hoffm. (1796).
- Cladonia macilenta var. ostreata Nyl., (= Cladonia macilenta).
- Cladonia macilenta var. scabrosa (Mudd) Cromb., (= Cladonia macilenta).
- Cladonia macilenta var. seductrix (Delise) Nyl. (1857).
- Cladonia macilenta var. squamigera Vain. (1887), (= Cladonia macilenta).
- Cladonia macilenta var. styracella (Ach.) Vain.
- Cladonia macilenta var. subcarcata Räsänen (1944).

Cladonia macroceras (Delise) Ahti (1978)
- Cladonia macroceras var. macroceras (Delise) Ahti (1978).
- Cladonia macroceras var. nigripes (Nyl.) Trass (1978).

Cladonia macrophylla (Schaer.) Stenh. (1865)
- Cladonia macrophylla f. macrophylla (Schaer.) Stenh. (1865).
- Cladonia macrophylla f. mougeotii (Delise ex Vain.) J.W. Thomson (1968).

Cladonia macroptera Räsänen (1940)
- Cladonia macroptera f. macroptera Räsänen (1940).
- Cladonia macroptera f. ramosa Asahina (1940).
- Cladonia macroptera f. regalis (Flörke) H. Olivier (1942).
- Cladonia macroptera f. subnuda Asahina (1940).

Cladonia magyarica Vain. ex Gyeln. (1927)
- Cladonia magyarica f. carpophora Gallé (1968).
- Cladonia magyarica f. corticicola Gall{?} (1971).
- Cladonia magyarica f. magyarica Vain. ex Gyeln. (1927).
- Cladonia magyarica f. pocilliformis (Vain.) Pišút (1961).
- Cladonia magyarica f. prolifera Gallé (1968).
- Cladonia magyarica f. squamulosissima Gallé (1968).
- Cladonia magyarica f. truncata Gallé (1968).
- Cladonia magyarica f. verticillata Gallé (1968).
- Cladonia magyarica var. magyarica Vain. ex Gyeln. (1927).
- Cladonia magyarica var. pocilliformis Vain. (1930).

Cladonia major (K.G. Hagen) Sandst. (1927)
- Cladonia major f. major (K.G. Hagen) Sandst. (1927).
- Cladonia major f. prolifera (Retz.) Anders.

Cladonia medusina (Bory) Nyl. (1857)
- Cladonia medusina var. submedusina (Müll. Arg.) Vain. in Zahlbr.
- Cladonia medusina var. dealbata Vain.

Cladonia merochlorophaea Asahina (1940)
- Cladonia merochlorophaea f. inactiva Asahina (1940).
- Cladonia merochlorophaea f. merochlorophaea Asahina (1940).
- Cladonia merochlorophaea var. merochlorophaea Asahina (1940).
- Cladonia merochlorophaea var. novochlorophaea Sipman (1973), (= Cladonia novochlorophaea).

Cladonia metacorallifera Asahina (1939)
- Cladonia metacorallifera f. metacorallifera Asahina (1939).
- Cladonia metacorallifera f. squamosa Asahina (1939).
- Cladonia metacorallifera f. tingens Asahina (1939).
- Cladonia metacorallifera var. metacorallifera Asahina (1939).
- Cladonia metacorallifera var. reagens Asahina (1939).

Cladonia miniata G. Mey
- Cladonia miniata f. miniata G. Mey.
- Cladonia miniata f. parvipes Vain. (1887).
- Cladonia miniata f. sorediella Vain.
- Cladonia miniata var. anaemica (Nyl.) Zahlbr.
- Cladonia miniata var. erythromelaena (Müll. Arg.) Zahlbr.
- Cladonia miniata var. hypomelaena (Vain.) Zahlbr.
- Cladonia miniata var. miniata G. Mey.
- Cladonia miniata var. parvipes (Vain.) Zahlbr. (1927).
- Cladonia miniata var. sanguinea (Eschw.) Vain.
- Cladonia miniata var. secundana (Nyl.) Zahlbr.
- Cladonia miniata var. sorediella (Vain.) Zahlbr.

Cladonia minor (K.G. Hagen) Szatala
- Cladonia minor f. carpophora (Flörke) M. Choisy (1951).
- Cladonia minor f. clavarioides (Dufour) M. Choisy (1951).
- Cladonia minor f. cymatophora (Wallr.) M. Choisy (1951).
- Cladonia minor f. denticulata (Flörke) Szatala (1943).
- Cladonia minor f. integra (Wallr.) Szatala (1943).
- Cladonia minor f. minor (K.G. Hagen) Szatala.
- Cladonia minor f. prolifera (Retz.) M. Choisy (1951).
- Cladonia minor f. recurva (Ach.) M. Choisy (1951).
- Cladonia minor f. simplex (Weiss) M. Choisy (1951).
- Cladonia minor var. ceratostelis (Wallr.) M. Choisy (1951).
- Cladonia minor var. minor (K.G. Hagen) Szatala.
- Cladonia minor var. tubaeformis (Hoffm.) M. Choisy (1951).

Cladonia mitis Sandst. (1918)
- Cladonia mitis f. laevata

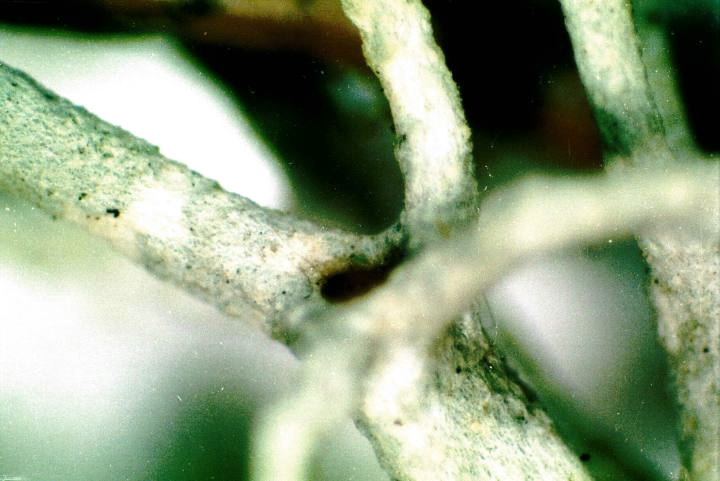
Cladonia mitis

- Cladonia mitis f. laevigata (Vain.) Abbayes (1939).
- Cladonia mitis f. mitis Sandst. (1918).
- Cladonia mitis f. pulvinata Räsänen (1946).
- Cladonia mitis f. spinulifera Trass (1963).
- Cladonia mitis f. subfoliacea Anders (1936).

Cladonia mitrula Tuck. (1853)
- Cladonia mitrula f. abbreviata Vain.
- Cladonia mitrula f. dissectula G. Merr.
- Cladonia mitrula f. epiphylloma A. Evans (1938).
- Cladonia mitrula f. imbricatula (Nyl.) Vain.
- Cladonia mitrula f. microcarpa A. Evans.
- Cladonia mitrula f. mitrula Tuck. (1853).
- Cladonia mitrula f. pallida Robbins.
- Cladonia mitrula f. squamulosa G. Merr.
- Cladonia mitrula f. stenophyllodes G. Merr.
- Cladonia mitrula subsp. mitrula Tuck. (1853).
- Cladonia mitrula subsp. stenophyllodes Vain.

Cladonia multiformis G. Merr

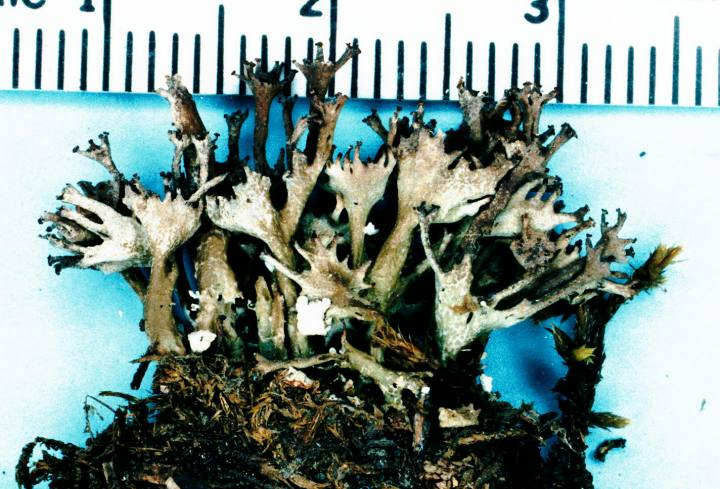
Cladonia multiformis

- Cladonia multiformis f. multiformis G. Merr.
- Cladonia multiformis f. subascypha (Vain.) A. Evans.

Cladonia nemoxyna (Ach.) Arnold (1888)
- Cladonia nemoxyna f. abortiva (Flörke) M. Choisy (1951).
- Cladonia nemoxyna f. fibula (Ach.) Vain.
- Cladonia nemoxyna f. nemoxyna (Ach.) Arnold (1888).
- Cladonia nemoxyna var. gianjonae Sambo (1934).
- Cladonia nemoxyna var. nemoxyna (Ach.) Arnold (1888).
- Cladonia nemoxyna var. subacuminata (Vain.) Oxner (1968).

Cladonia neozelandica Vain. (1894)
- Cladonia neozelandica var. lewis-smithii Ahti, Elix & Øvstedal (2007).
- Cladonia neozelandica var. neozelandica Vain. (1894).

Cladonia nipponica Asahina (1950)
- Cladonia nipponica f. nipponica Asahina (1950).
- Cladonia nipponica f. prolifera Asahina (1950).
- Cladonia nipponica var. aculeata Asahina (1950).
- Cladonia nipponica var. nipponica Asahina (1950).
- Cladonia nipponica var. sachalinensis Asahina (1950).
- Cladonia nipponica var. turgescens Asahina (1950).

Cladonia nylanderi Cout.
- Cladonia nylanderi f. cervicorniformis Abbayes (1936).
- Cladonia nylanderi f. lata Abbayes (1936).
- Cladonia nylanderi f. nylanderi Cout.
- Cladonia nylanderi f. vulgaris Abbayes (1936).

Cladonia ochrochlora Flörke (1828)
- Cladonia ochrochlora f. ceratodes Harm. (1895), (= Cladonia ochrochlora).
- Cladonia ochrochlora f. divisa Rabenh. (1860).
- Cladonia ochrochlora f. ochrochlora Flörke (1828).
- Cladonia ochrochlora var. ceratodes Harm.
- Cladonia ochrochlora var. ochrochlora Flörke (1828).
- Cladonia ochrochlora var. phyllostrata F. Wilson (1887).
- Cladonia ochrochlora var. spadicea Müll. Arg. (1882), (= Cladonia ochrochlora).

Cladonia pachycladodes Vain.
- Cladonia pachycladodes f. latissima A. Evans (1952).
- Cladonia pachycladodes f. pachycladodes Vain.

Cladonia paludicola (Tuck.) G. Merr.
- Cladonia paludicola f. paludicola (Tuck.) G. Merr.
- Cladonia paludicola f. squamulosa Robbins.

Cladonia papillaria (Ehrh.) Hoffm.
- Cladonia papillaria f. chthonoblastes Erichsen (1943).
- Cladonia papillaria f. molariformis (Hoffm.) Schaer., (= Pycnothelia papillaria).
- Cladonia papillaria f. papillaria (Ehrh.) Hoffm.

Cladonia parasitica (Hoffm.) Hoffm. (1796)

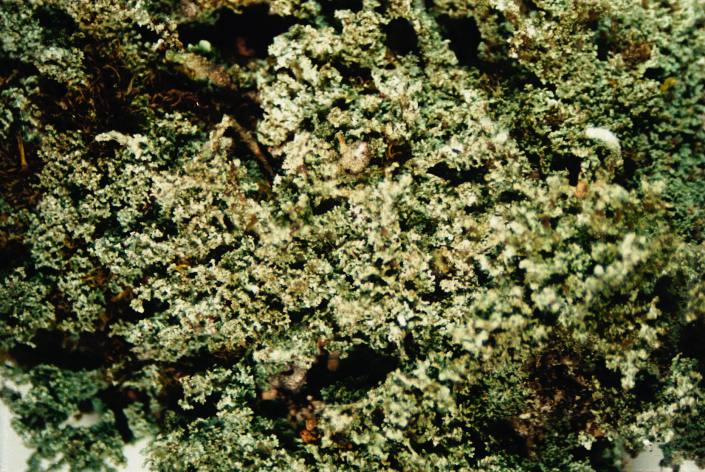
Cladonia parasitica

- Cladonia parasitica f. parasitica (Hoffm.) Hoffm. (1796).
- Cladonia parasitica f. plumosa (Harm.) Grummann (1963).
- Cladonia parasitica f. pulvinata (Erichsen) Grummann (1963).
- Cladonia parasitica f. scyphosa (Zahlbr.) Grummann (1963).
- Cladonia parasitica f. squamosa (Harm.) Oxner (1968).

Cladonia peltasta (Ach.) Spreng. (1827)
- Cladonia peltasta f. pachyclados (Vain.) Abbayes (1956).
- Cladonia peltasta f. peltasta (Ach.) Spreng. (1827).

Cladonia peltastica (Nyl.) Müll. Arg. (1880)
- Cladonia peltastica f. peltastica (Nyl.) Müll. Arg. (1880).
- Cladonia peltastica f. pertricosa (Kremp.) Vain. (1887), (= Cladonia pertricosa).
- Cladonia peltastica var. normalis Vain.
- Cladonia peltastica var. peltastica (Nyl.) Müll. Arg. (1880).
- Cladonia peltastica var. verruculifera Vain.

Cladonia phyllophora Ehrh. ex Hoffm. (1796)
- Cladonia phyllophora f. euphorea (Ach.) J.W. Thomson (1968).
- Cladonia phyllophora f. phyllophora Ehrh. ex Hoffm. (1796).
- Cladonia phyllophora f. polyphaea (Ach.) J.W. Thomson (1968).
- Cladonia phyllophora f. trachyna (Ach.) J.C. Wei (1991).

Cladonia piedmontensis G. Merr. (1924)
- Cladonia piedmontensis f. obconica Robbins

Cladonia pityrea (Flörke) Fr. (1826)
- Cladonia pityrea f. cladomorpha Flörke.
- Cladonia pityrea f. dilacerata Anders (1936).
- Cladonia pityrea f. hololepis Flörke, (= Cladonia ramulosa).
- Cladonia pityrea f. macrocephala Asahina (1971).
- Cladonia pityrea f. megathallina
- Cladonia pityrea f. phyllophora (Mudd.) Vain.
- Cladonia pityrea f. pityrea (Flörke) Fr. (1826).
- Cladonia pityrea f. scyphifera (Delise) Vain.
- Cladonia pityrea f. sorediosa Vain. ex Zahlbr.
- Cladonia pityrea f. squamulifera Vain.
- Cladonia pityrea f. subacuta Vain.
- Cladonia pityrea f. subuliformis Vain.
- Cladonia pityrea subsp. gracilenta (Nyl.) Abbayes (1958).
- Cladonia pityrea subsp. pityrea (Flörke) Fr. (1826).
- Cladonia pityrea subsp. polyphylla (Mont. & Bosch) Abbayes (1958).
- Cladonia pityrea var. carneopallescens Nyl.
- Cladonia pityrea var. javanica (Hepp) Zahlbr. (1956).
- Cladonia pityrea var. junghuhniana (Mont. & Bosch) Zahlbr. (1956).
- Cladonia pityrea var. phyllopoda Vain.
- Cladonia pityrea var. pityrea (Flörke) Fr. (1826).
- Cladonia pityrea var. subareolata Vain.
- Cladonia pityrea var. verruculosa Vain.
- Cladonia pityrea var. zwackhii f. scyphifera (Del.) Vain.
- Cladonia pityrea var. zwackhii f. sorediosa Vain.
- Cladonia pityrea var. zwackhii Vain.

Cladonia pleurota (Flörke) Schaer. (1850)

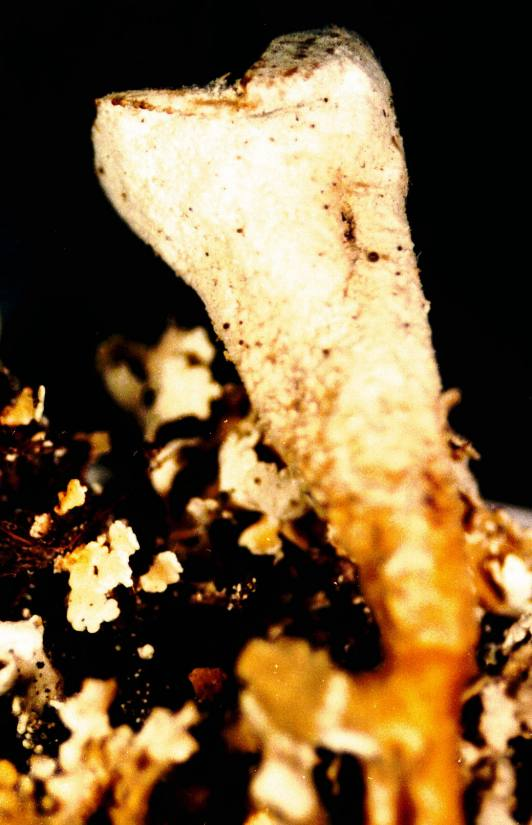
Cladonia pleurota

- Cladonia pleurota f. chthonoblastes Erichsen (1943).
- Cladonia pleurota f. coronata (Delise) M. Choisy (1951).
- Cladonia pleurota f. cristata (Aigret) Motyka (1964).
- Cladonia pleurota f. dahlii C. Massal. (1889).
- Cladonia pleurota f. decorata (Vain.) M. Choisy (1951).
- Cladonia pleurota f. denticulata Asahina (1950).
- Cladonia pleurota f. dubia M. Choisy (1951).
- Cladonia pleurota f. extensa (Hoffm.) Mig. (1927).
- Cladonia pleurota f. frondescens (Nyl.) Asahina (1939).
- Cladonia pleurota f. lateralis (Schaer.) Hillmann (1957).
- Cladonia pleurota f. pedicellata (Schaer.) M. Choisy (1951).
- Cladonia pleurota f. pleurota (Flörke) Schaer. (1850).
- Cladonia pleurota f. polycephala (Ach.) M. Choisy (1951).
- Cladonia pleurota f. revoluta Anders (1936).
- Cladonia pleurota f. squamulosa (Aigret) Motyka (1964).
- Cladonia pleurota f. tubulosa Asahina (1950).
- Cladonia pleurota subf. coronata (Sandst.) Hillmann (1957).
- Cladonia pleurota subf. discifera (Sandst.) Hillmann (1957).
- Cladonia pleurota subf. pleurota (Flörke) Schaer. (1850).
- Cladonia pleurota var. dahlii Asahina (1971).

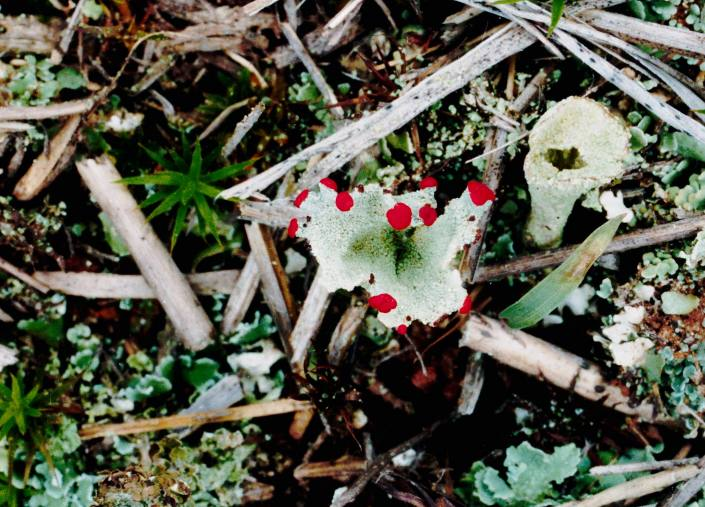
Cladonia pleurota

- Cladonia pleurota var. digitiformis Räsänen (1932).
- Cladonia pleurota var. esorediata Asahina (1950).
- Cladonia pleurota var. esorediosa Asahina
- Cladonia pleurota var. esorediosa f. extensa (Hoffm.) Sandst.
- Cladonia pleurota var. hygrophila Asahina (1939).
- Cladonia pleurota var. pleurota (Flörke) Schaer. (1850).
- Cladonia pleurota var. pleurota f. cerina (Nägeli) Anders
- Cladonia pleurota var. stemmatina (Ach.) M. Choisy (1951).

Cladonia poeciloclada Abbayes (1964)
- Cladonia poeciloclada f. brachiata Abbayes (1964).
- Cladonia poeciloclada f. poeciloclada Abbayes (1964).

Cladonia polycarpia G. Merr.
- Cladonia polycarpia f. polycarpia G. Merr.
- Cladonia polycarpia f. prolifera A. Evans (1952).
- Cladonia polycarpia f. squamulosa A. Evans (1952).

Cladonia polycarpoides Nyl. (1894)
- Cladonia polycarpoides f. epiphylla (Robbins) J.W. Thomson (1968).
- Cladonia polycarpoides f. pleurocarpa (Robbins) J.W. Thomson (1968).
- Cladonia polycarpoides f. polycarpoides Nyl. (1894).
- Cladonia polycarpoides f. ramosa (Dix) J.W. Thomson (1968).
- Cladonia polycarpoides f. squamulosa (Robbins) J.W. Thomson (1968).

Cladonia polydactyla (Flörke) Spreng. (1827)
- Cladonia polydactyla f. corticata (Asahina) Asahina (1971).
- Cladonia polydactyla f. elegans (Asahina) Asahina (1971).
- Cladonia polydactyla f. fastigiata (Asahina) Asahina (1971).
- Cladonia polydactyla f. lateralis (Schaer.) M. Choisy (1951).
- Cladonia polydactyla f. monstrosa (Mudd) Grummann ex Schade (1959).
- Cladonia polydactyla f. perplexans (Asahina) Asahina (1950).
- Cladonia polydactyla f. polydactyla (Flörke) Spreng. (1827).
- Cladonia polydactyla f. subulata (Asahina) Asahina (1971).
- Cladonia polydactyla f. takayuensis (Asahina) Asahina (1971).
- Cladonia polydactyla f. tubaeformis Mudd.
- Cladonia polydactyla var. flavescens (Vain.) M. Choisy (1951).
- Cladonia polydactyla var. perplexans Asahina (1939).
- Cladonia polydactyla var. polydactyla (Flörke) Spreng. (1827).
- Cladonia polydactyla var. theiophila (Asahina) Asahina (1950).
- Cladonia polydactyla var. umbricola (Tønsberg & Ahti) Coppins (1993).

Cladonia portentosa (Dufour) Coem. (1865)

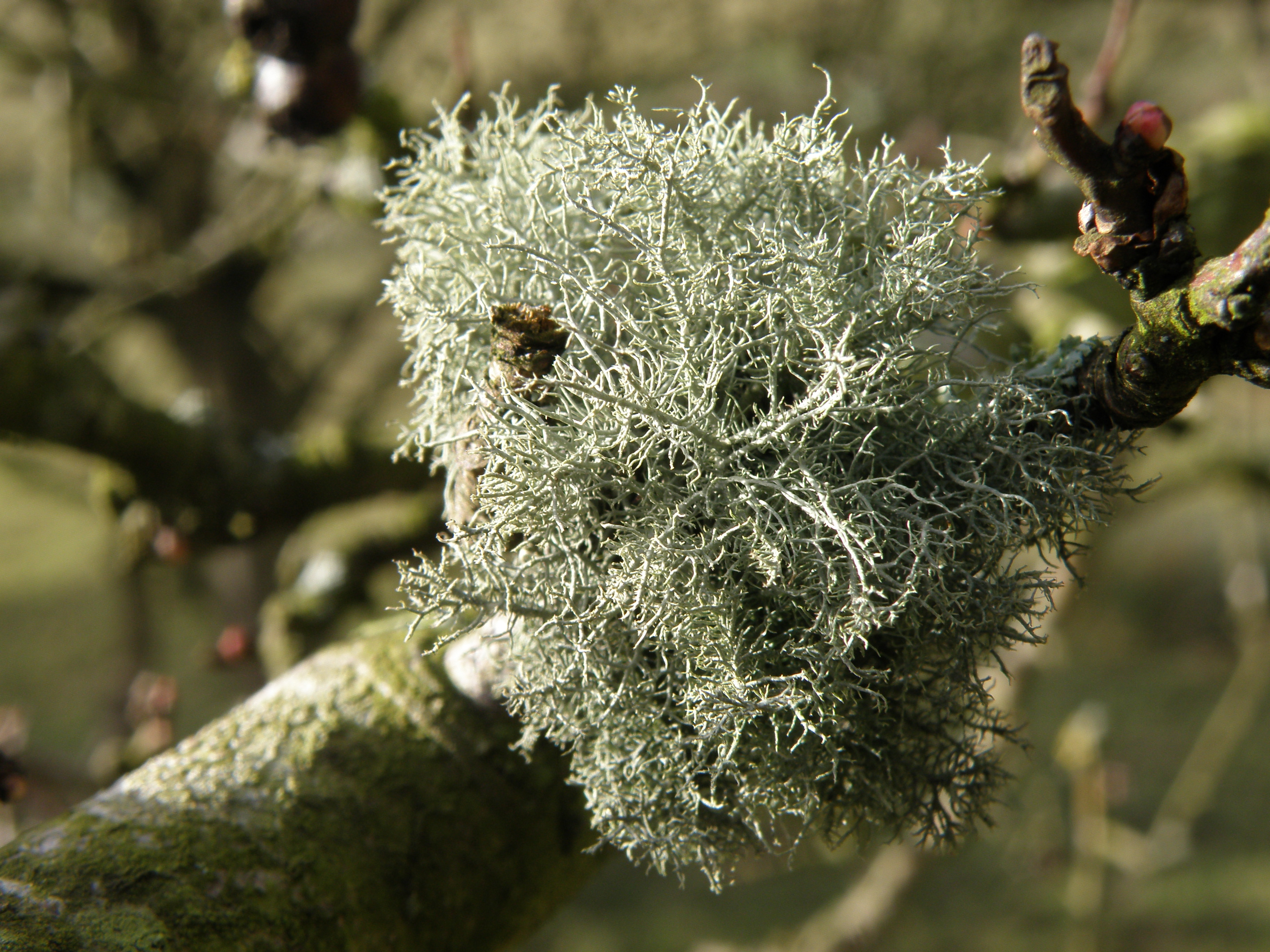
Cladonia portentosa

- Cladonia portentosa f. decolorans Ahti.
- Cladonia portentosa f. erinacea (Desm.) Sandst., (= Cladonia portentosa).
- Cladonia portentosa f. portentosa (Dufour) Coem. (1865).
- Cladonia portentosa f. subimpexa (P.A. Duvign.) Ahti (1978), (= Cladonia portentosa).
- Cladonia portentosa subsp. pacifica Ahti (1978).
- Cladonia portentosa subsp. portentosa (Dufour) Coem. (1865).

Cladonia pouchetii M. Choisy (1951)
- Cladonia pouchetii f. cristata (Stirt.) M. Choisy (1951).
- Cladonia pouchetii f. furfurosa (Stirt.) M. Choisy (1951).
- Cladonia pouchetii f. pouchetii M. Choisy (1951).
- Cladonia pouchetii f. tumida (Cromb.) M. Choisy (1951).
- Cladonia pouchetii var. attenuata (Hoffm.) M. Choisy (1951).
- Cladonia pouchetii var. pouchetii M. Choisy (1951).

Cladonia praetermissa A.W. Archer (1984)
- Cladonia praetermissa var. modesta (Ahti & Krog) Kantvilas & A.W. Archer (1991).
- Cladonia praetermissa var. praetermissa A.W. Archer (1984).

Cladonia pseudodidyma Asahina (1939)
- Cladonia pseudodidyma f. pseudodidyma Asahina (1939).
- Cladonia pseudodidyma f. simplicior Asahina (1953).
- Cladonia pseudodidyma var. pseudodidyma Asahina (1939).
- Cladonia pseudodidyma var. simplicior Asahina (1971).
- Cladonia pseudodidyma var. subpygmaea Asahina (1939).

Cladonia pseudogymnopoda Asahina (1970)
- Cladonia pseudogymnopoda subsp. pseudogymnopoda Asahina (1970).
- Cladonia pseudogymnopoda subsp. recurvans (Asahina) Asahina (1970).

Cladonia pseudomacilenta Asahina (1943)
- Cladonia pseudomacilenta f. pseudomacilenta Asahina (1943).
- Cladonia pseudomacilenta f. subsquamigera Asahina (1943).

Cladonia pycnoclada (Pers.) Nyl. (1867)
- Cladonia pycnoclada f. exalbescens Vain.
- Cladonia pycnoclada f. flavida Wain.
- Cladonia pycnoclada f. fuscescens (Ahti) Ahti & DePriest (2001).
- Cladonia pycnoclada f. pachyclados Vain. (1927).
- Cladonia pycnoclada f. pycnoclada (Pers.) Nyl. (1867).
- Cladonia pycnoclada var. exalbescens Vain. (1887).
- Cladonia pycnoclada var. flavida Vain.
- Cladonia pycnoclada var. fuscescens Ahti (1961).
- Cladonia pycnoclada var. granulosa Vain.
- Cladonia pycnoclada var. pycnoclada (Pers.) Nyl. (1867).

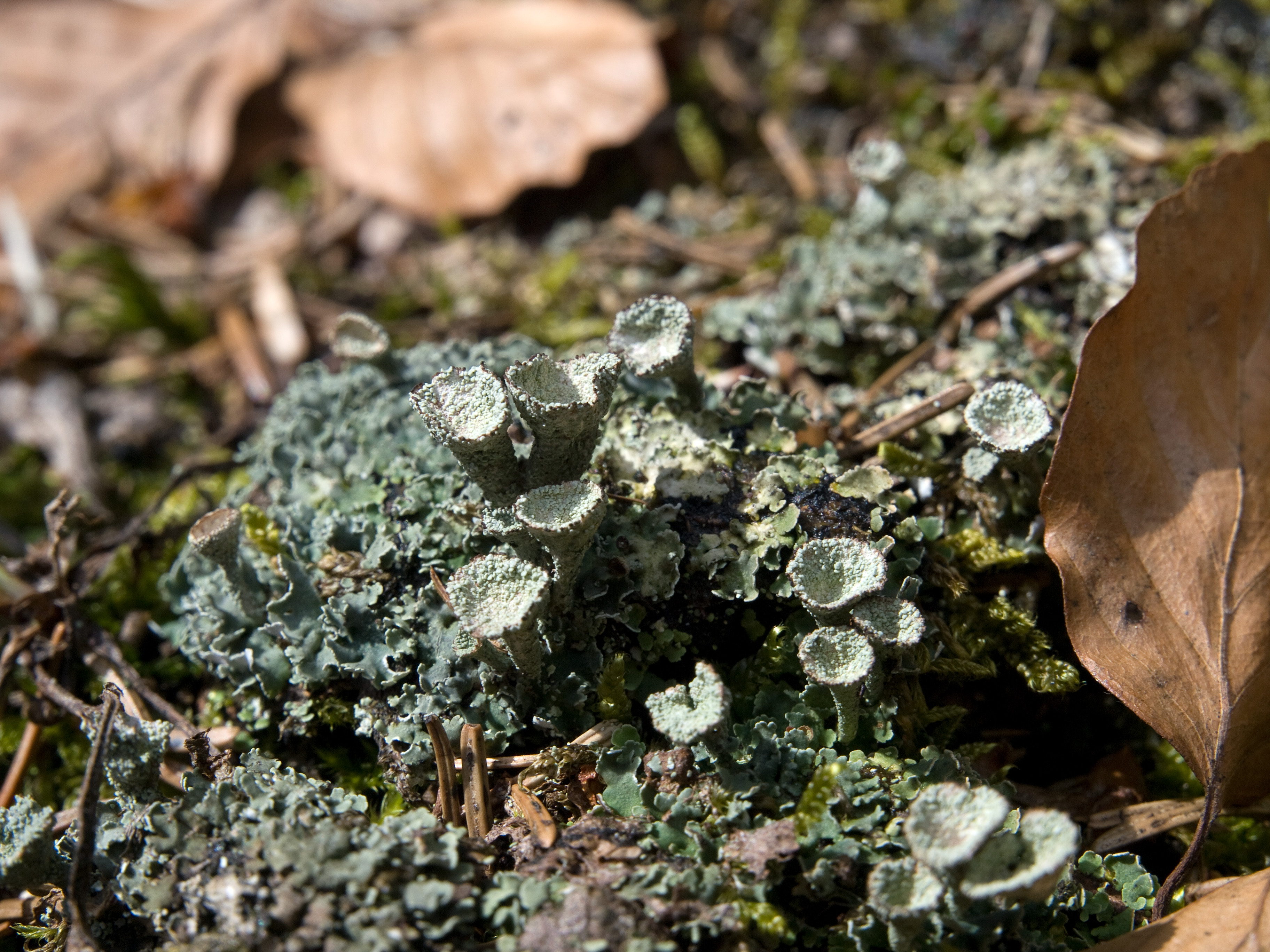
Cladonia pyxidata

Cladonia pyxidata (L.) Hoffm. (1796)
- Cladonia pyxidata [var.] pterygota Flörke.
- Cladonia pyxidata [var.] pyxidata (L.) Hoffm. (1796).
- Cladonia pyxidata [var.] verticillata Hoffm.
- Cladonia pyxidata f. botryosa Delise.
- Cladonia pyxidata f. carneopallida (Ach.) Harm. (1896).
- Cladonia pyxidata f. centralis Flot.
- Cladonia pyxidata f. cervina Nyl. (1858).
- Cladonia pyxidata f. conistea (Delise) Delise, (= Cladonia humilis var. humilis).
- Cladonia pyxidata f. dilacerata Doppelb. (1950).
- Cladonia pyxidata f. expansa Anders (1936).
- Cladonia pyxidata f. intermedia Sandst. (1910).
- Cladonia pyxidata f. lophyra Ach.
- Cladonia pyxidata f. lophyroides Vain. ex Szatala (1938).
- Cladonia pyxidata f. macra (Flörke) Müll. Arg.
- Cladonia pyxidata f. myriocarpa Mudd.
- Cladonia pyxidata f. pachyphyllina (Wallr.) Vain. (1927).

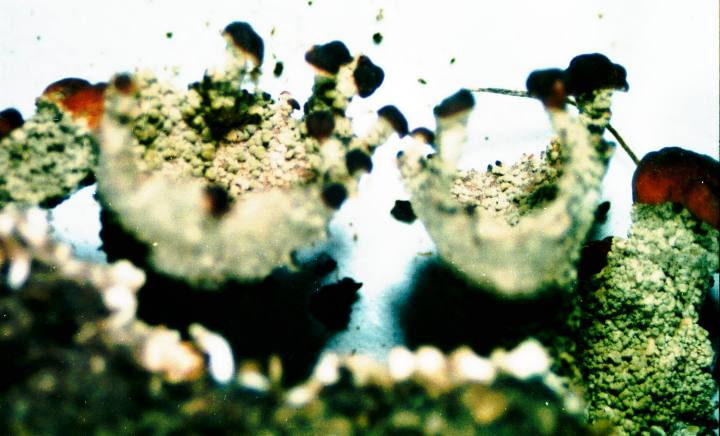
Cladonia pyxidata

- Cladonia pyxidata f. phyllophora Mudd.
- Cladonia pyxidata f. pocillum (Ach.) Flot.
- Cladonia pyxidata f. pterygota (Flörke) Sandst. (1927).
- Cladonia pyxidata f. pyxidata (L.) Hoffm. (1796).
- Cladonia pyxidata f. simplex (Ach.) Harm.
- Cladonia pyxidata f. staphylea (Ach.) Harm.
- Cladonia pyxidata f. syntheta (Ach.) Harm. (1927).
- Cladonia pyxidata subsp. chlorophaea (Flörke ex Sommerf.) V. Wirth (1994), (= Cladonia chlorophaea).
- Cladonia pyxidata subsp. grayi (G. Merr. ex Sandst.) V. Wirth (1994), (= Cladonia grayi).
- Cladonia pyxidata subsp. pocillum (Ach.) Å.E. Dahl (1950), (= Cladonia pocillum).
- Cladonia pyxidata subsp. pyxidata (L.) Hoffm. (1796).
- Cladonia pyxidata subvar. lepidophora Flörke.
- Cladonia pyxidata subvar. pyxidata (L.) Hoffm. (1796).
- Cladonia pyxidata tax.vag. pyxidata (L.) Hoffm. (1796).
- Cladonia pyxidata tax.vag. verticilliata Hoffm., (= Cladonia cervicornis subsp. verticillata).

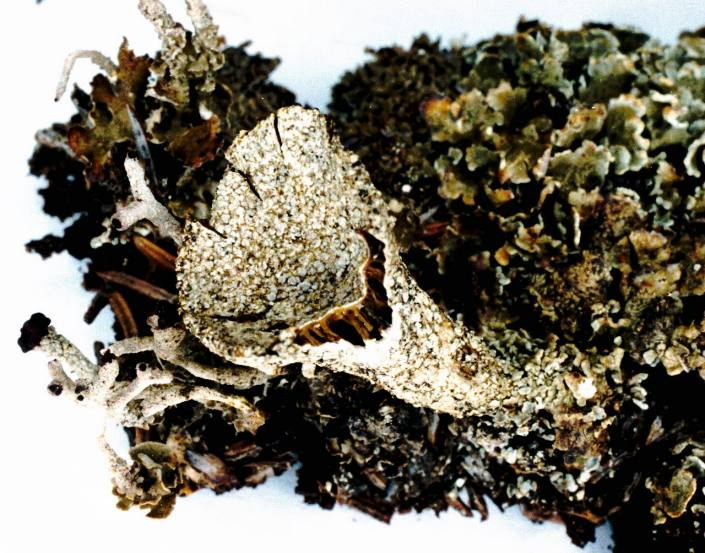
Cladonia pyxidata

- Cladonia pyxidata var. baccifera Räsänen (1944).
- Cladonia pyxidata var. chlorophaea (Flörke ex Sommerf.) Flörke, (= Cladonia chlorophaea).
- Cladonia pyxidata var. chlorophaea f. staphylea (Ach.) Harm.
- Cladonia pyxidata var. costata Flörke (1828).
- Cladonia pyxidata var. flavida Vain.
- Cladonia pyxidata var. marginalis F. Wilson (1887).
- Cladonia pyxidata var. neglecta (Flörke) A. Massal. (1855).
- Cladonia pyxidata var. pocillum (Ach.) Flot. (1927), (= Cladonia pocillum).
- Cladonia pyxidata var. pyxidata (L.) Hoffm. (1796).
- Cladonia pyxidata var. pyxidata f. lophyra (Ach.) Körb.

Cladonia racemosa Hoffm. (1796)
- Cladonia racemosa f. racemosa Hoffm. (1796).
- Cladonia racemosa f. spinescens (Hoffm.) M. Choisy (1951).
- Cladonia racemosa var. racemosa Hoffm. (1796).
- Cladonia racemosa var. rigidula (A. Massal.) M. Choisy (1951).
- Cladonia racemosa var. spinosa (Huds.) M. Choisy (1951).

Cladonia radiata (Schreb.) Ach. (1927)
- Cladonia radiata f. cladocarpoides M. Choisy (1951).
- Cladonia radiata f. crassa (Delise) M. Choisy (1951).
- Cladonia radiata f. furcellata (Hoffm.) M. Choisy (1951).
- Cladonia radiata f. radiata (Schreb.) Ach. (1927).
- Cladonia radiata f. tortuosa (Delise) M. Choisy (1951).
- Cladonia radiata var. cornuta (L.) M. Choisy (1951), (= Cladonia cornuta).
- Cladonia radiata var. radiata (Schreb.) Ach. (1927).

Cladonia rangiferina (L.) Weber ex F.H. Wigg. (1780)

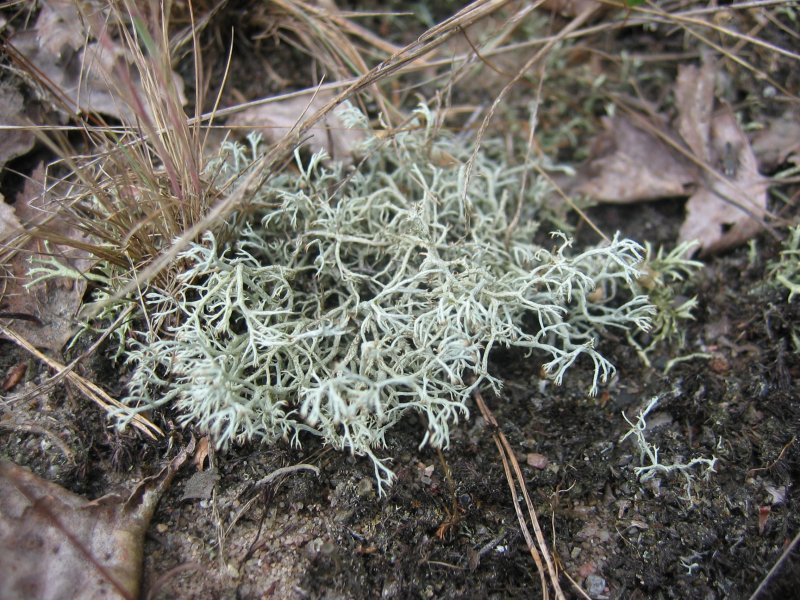
Cladonia rangiferina

- Cladonia rangiferina c rangiferina (L.) Weber ex F.H. Wigg. (1780).
- Cladonia rangiferina c sphagnoides Flörke.
- Cladonia rangiferina f. adusta
- Cladonia rangiferina f. bicolor Müll. Arg. (1879), (= Cladonia confusa f. bicolor).
- Cladonia rangiferina f. bicolor Räsänen (1932).
- Cladonia rangiferina f. caerulescens Schade (1956).
- Cladonia rangiferina f. crispata Coem.
- Cladonia rangiferina f. erythrocraea Britzelm.
- Cladonia rangiferina f. flavicans Flörke (1828), (= Cladonia ciliata var. tenuis).
- Cladonia rangiferina f. humilis Anders.
- Cladonia rangiferina f. incrassata Schaer.
- Cladonia rangiferina f. leucosticta G. Merr.
- Cladonia rangiferina f. major
- Cladonia rangiferina f. moldavica Cretz. (1933).
- Cladonia rangiferina f. nivea Räsänen (1932).

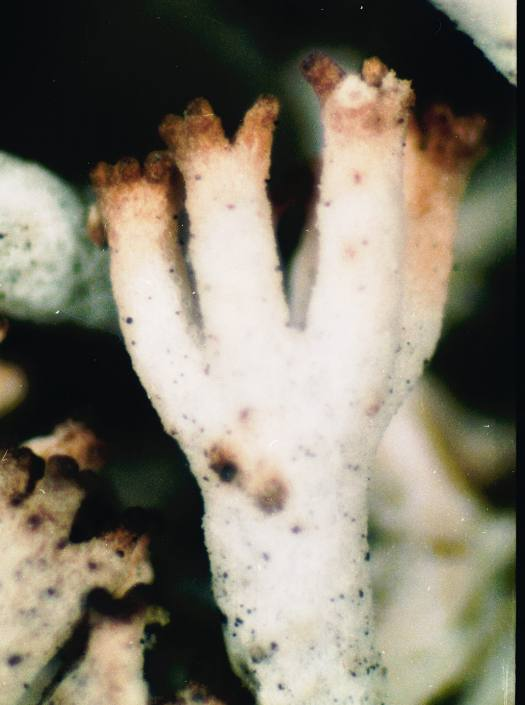
Cladonia rangiferina

- Cladonia rangiferina f. patula Flot. ex Sandst.

- Cladonia rangiferina f. prolifera Flot. ex Sandst.
- Cladonia rangiferina f. pumila Llimona & Hladun, nom. confus.
- Cladonia rangiferina f. rangiferina (L.) Weber ex F.H. Wigg. (1780).
- Cladonia rangiferina f. spumosa Flörke, (= Cladonia portentosa).
- Cladonia rangiferina f. stygia Fr. (1780), (= Cladonia stygia).
- Cladonia rangiferina f. subspumosa Abbayes (1963).
- Cladonia rangiferina f. tenuis Flörke (1828), (= Cladonia ciliata var. tenuis).
- Cladonia rangiferina f. tenuoir (Delise) Vain.
- Cladonia rangiferina f. umbellata Anders.
- Cladonia rangiferina subf. caerulea Schade (1957).
- Cladonia rangiferina subf. caerulescens Schade (1956).
- Cladonia rangiferina subf. rangiferina (L.) Weber ex F.H. Wigg. (1780).
- Cladonia rangiferina subsp. abbayesii (Ahti) Ahti & DePriest (2001).
- Cladonia rangiferina subsp. grisea Ahti (1961).
- Cladonia rangiferina subsp. rangiferina (L.) Weber ex F.H. Wigg. (1780).
- Cladonia rangiferina subsp. rangiferina var. rangiferina

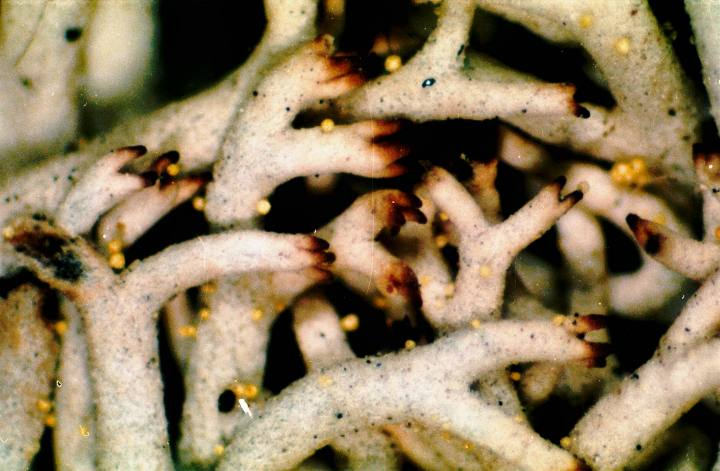
Cladonia rangiferina

- Cladonia rangiferina var. abbayesii Ahti (1961).
- Cladonia rangiferina var. alpestris Schrad.

- Cladonia rangiferina var. crispatula Nyl. (1869).
- Cladonia rangiferina var. intricata Müll. Arg. (1886).
- Cladonia rangiferina var. minor Michx. (1803).
- Cladonia rangiferina var. patagonica Kremp. (1877).
- Cladonia rangiferina var. pungens (Ach.) Wain.
- Cladonia rangiferina var. pycnoclada (Gaudich.) Nyl. (1860).
- Cladonia rangiferina var. rangiferina (L.) Weber ex F.H. Wigg. (1780).
- Cladonia rangiferina var. signata Eschw.
- Cladonia rangiferina var. tenuis Flörke.
- Cladonia rangiferina var. versicolor Elenkin.
- Cladonia rangiferina var. vicaria (R. Sant.) Ahti (1961).
- Cladonia rangiferina var. vulgaris Jatta.

Cladonia rangiformis Hoffm. (1796)
- Cladonia rangiformis f. ciliata M. Choisy (1951).
- Cladonia rangiformis f. foliosa (Flörke) H. Olivier.
- Cladonia rangiformis f. isidiosa Bachm. (1936).
- Cladonia rangiformis f. nivea Flörke
- Cladonia rangiformis f. rangiformis Hoffm. (1796).
- Cladonia rangiformis f. senosa Anders (1936).
- Cladonia rangiformis f. setigera B. de Lesd. (1951).
- Cladonia rangiformis f. spissa Werner (1955).
- Cladonia rangiformis f. stepposa Klem. ex Anders (1936).
- Cladonia rangiformis f. subvariolosa Klem. ex Anders (1936).
- Cladonia rangiformis var. aberrans Abbayes, (= Cladonia rangiformis).
- Cladonia rangiformis var. cubana Vain.
- Cladonia rangiformis var. filiformis (Müll. Arg.) Vain. (1887).
- Cladonia rangiformis var. foliosa Flörke (1887), (= Cladonia rangiformis).
- Cladonia rangiformis var. gracillima (Mont.) Ahti (1978), (= Cladonia scabriuscula).
- Cladonia rangiformis var. hungarica Borbás{?}.
- Cladonia rangiformis var. muricata (Delise) Arnold, (= Cladonia rangiformis).
- Cladonia rangiformis var. pseudofissa Asahina (1966).
- Cladonia rangiformis var. pungens (Ach.) Vain. (1887), (= Cladonia pertricosa).
- Cladonia rangiformis var. pungens f. aberrans Des Abb.
- Cladonia rangiformis var. rangiformis Hoffm. (1796).
- Cladonia rangiformis var. sorediophora (Nyl.) Vain. (1887).

Cladonia rappii A. Evans (1952)

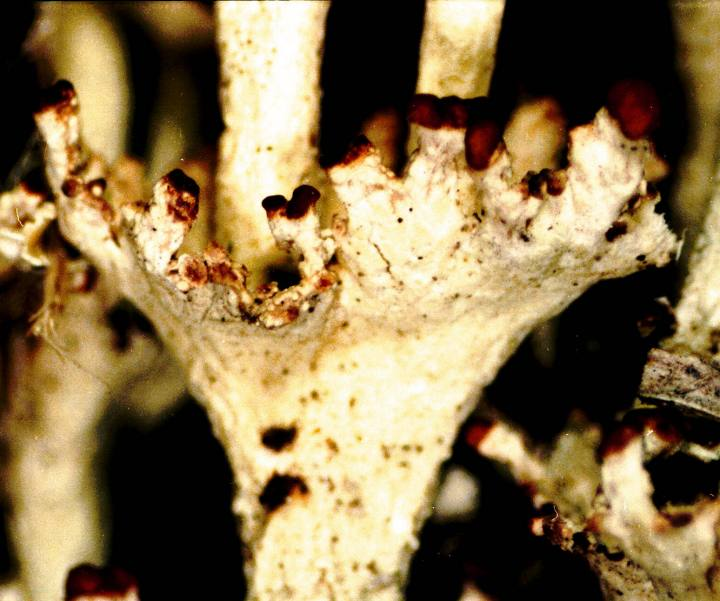
Cladonia rappii

- Cladonia rappii f. rappii A. Evans (1952).
- Cladonia rappii f. sikkimensis Asahina (1966).
- Cladonia rappii var. exilior (Abbayes) Ahti (1983).
- Cladonia rappii var. rappii A. Evans (1952).

Cladonia rei Schaer. (1823)
- Cladonia rei var. rei Schaer. (1823).
- Cladonia rei var. subacuminata (Vain.) Oxner (1978).

Cladonia reticulata (Russell{?}) Vain.

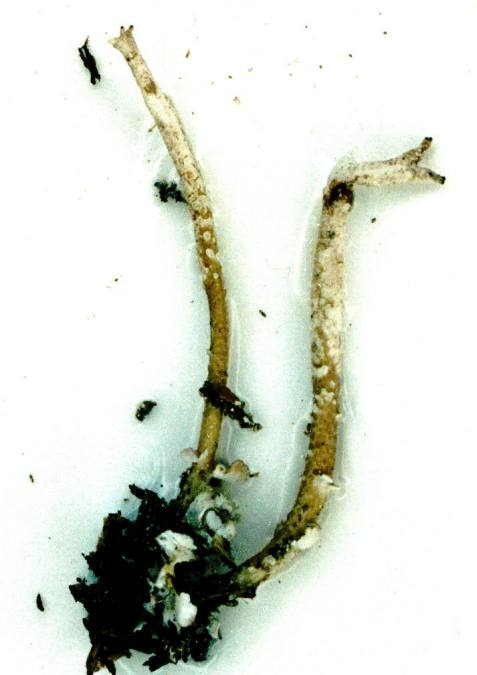
Cladonia rei

- Cladonia reticulata f. cribrosa (Delise) Vain.
- Cladonia reticulata f. reticulata (Russell{?}) Vain.

Cladonia retipora (Labill.) Fr. (1826)
- Cladonia retipora var. arcuata Stirt. (1897), (= Cladia corallaizon).
- Cladonia retipora var. retipora (Labill.) Fr. (1826).

Cladonia rigida (Hook. f. & Taylor) Hampe (1856)
- Cladonia rigida var. acuta (Taylor) A.W. Archer (1990).
- Cladonia rigida var. rigida (Hook. f. & Taylor) Hampe (1856).

Cladonia robbinsii A. Evans (1944)
- Cladonia robbinsii f. robbinsii A. Evans (1944).

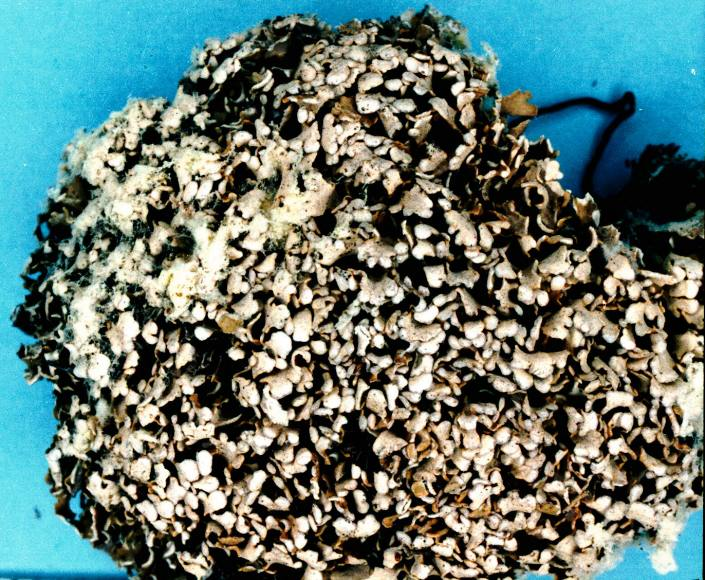
Cladonia robbinsii

- Cladonia robbinsii f. squamulosa (A. Evans) A. Evans (1944).

Cladonia salzmannii Nyl. (1887)
- Cladonia salzmannii f. ascypha Abbayes (1956).
- Cladonia salzmannii f. salzmannii Nyl. (1887).

Cladonia sandstedei Abbayes (1938)
- Cladonia sandstedei f. dendroides Abbayes (1939).
- Cladonia sandstedei f. sandstedei Abbayes (1938).

Cladonia sanguinea Martius{?}
- Cladonia sanguinea f. anaemica Nyl. (1860).
- Cladonia sanguinea f. sanguinea Martius{?}.
- Cladonia sanguinea var. anaemica Nyl.
- Cladonia sanguinea var. sanguinea Martius{?}.

Cladonia santensis Tuck. (1858)
- Cladonia santensis var. beaumontii Tuck.
- Cladonia santensis var. santensis Tuck. (1858).

Cladonia scabriuscula (Delise) Leight. (1875)

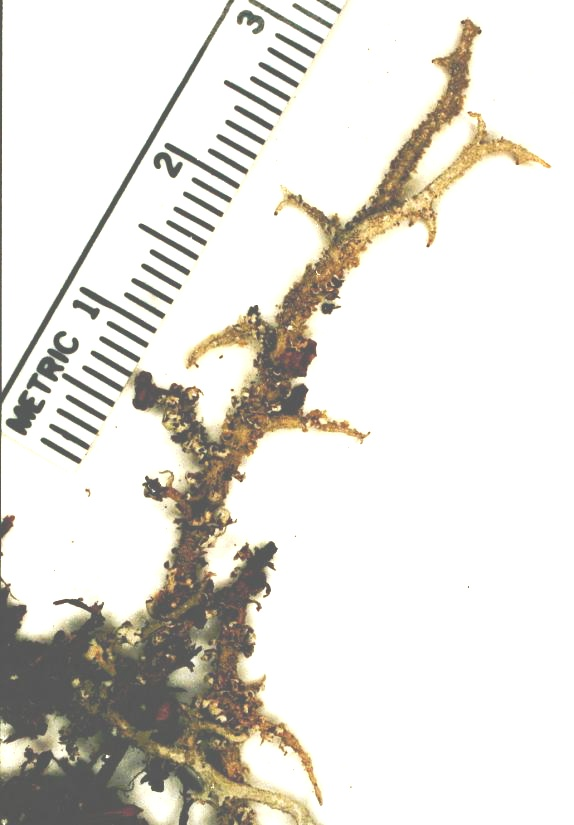
Cladonia scabriuscula

- Cladonia scabriuscula f. adspersa (Flörke) Anders
- Cladonia scabriuscula f. asperata
- Cladonia scabriuscula f. cancellata Müll. Arg.
- Cladonia scabriuscula f. elegans Rabenh.
- Cladonia scabriuscula f. elegans Robbins.
- Cladonia scabriuscula f. rorbustior (Sandst.) Anders
- Cladonia scabriuscula f. scabriuscula (Delise) Leight. (1875).
- Cladonia scabriuscula f. squamulosa (Dufour) J.C. Wei (1991).
- Cladonia scabriuscula var. asperata (Müll. Arg.) Abbayes ex Frey (1967), (= Cladonia scabriuscula).
- Cladonia scabriuscula var. scabriuscula (Delise) Leight. (1875).

Cladonia siamea Abbayes (1956)
- Cladonia siamea f. evoluta Abbayes (1956).
- Cladonia siamea f. pulvinata Abbayes (1956).
- Cladonia siamea f. siamea Abbayes (1956).

Cladonia skottsbergii H. Magn. (1942)
- Cladonia skottsbergii f. fuscescens Ahti (1961).
- Cladonia skottsbergii f. skottsbergii H. Magn. (1942).

Cladonia sparassa (Ach.) Hampe (1852)
- Cladonia sparassa f. anomaea (Delise) M. Choisy (1951).
- Cladonia sparassa f. asperella (Flörke) M. Choisy (1951).
- Cladonia sparassa f. cladocarpa (Schaer.) M. Choisy (1951).
- Cladonia sparassa f. crassa (Delise) M. Choisy (1951).
- Cladonia sparassa f. eucullata (Delise) M. Choisy (1951).
- Cladonia sparassa f. flabellata (Delise) M. Choisy (1951).
- Cladonia sparassa f. frondosa (Delise) M. Choisy (1951).
- Cladonia sparassa f. paschalis (Delise) M. Choisy (1951).
- Cladonia sparassa f. prolifera (Schaer.) M. Choisy (1951).
- Cladonia sparassa f. scabrosa (Ach.) M. Choisy (1951).
- Cladonia sparassa f. sparassa (Ach.) Hampe (1852).
- Cladonia sparassa f. squamosissima (Mart.) M. Choisy (1951).
- Cladonia sparassa f. tenuiuscula (Delise) M. Choisy (1951).
- Cladonia sparassa var. denticollis (Hoffm.) M. Choisy (1951), (= Cladonia squamosa var. squamosa).
- Cladonia sparassa var. multibrachiata (Flörke) M. Choisy (1951).
- Cladonia sparassa var. muricella (Delise) M. Choisy (1951).
- Cladonia sparassa var. polychonia (Flörke) M. Choisy (1951).
- Cladonia sparassa var. sparassa (Ach.) Hampe (1852).

Cladonia squamosa (Scop.) Hoffm. (1796)

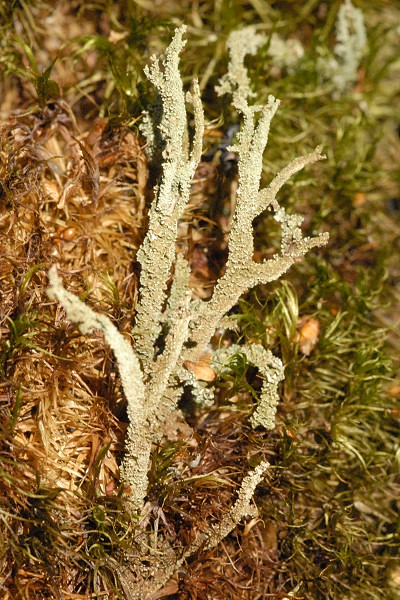
Cladonia squamosa

- Cladonia squamosa d macrophylla Rabenh.
- Cladonia squamosa d squamosa (Scop.) Hoffm. (1796).
- Cladonia squamosa f. anomaea (Delise) Ach.
- Cladonia squamosa f. asperella (Flörke) Harm.
- Cladonia squamosa f. cladocarpa Schaer. (1850).
- Cladonia squamosa f. crassa Delise (1927).
- Cladonia squamosa f. frondosa (Delise) Harm. (1927).
- Cladonia squamosa f. levicorticata Sandst.
- Cladonia squamosa f. macrophylla (Rabenh.) J.C. Wei (1991).
- Cladonia squamosa f. paschalis (Delise) Harm.
- Cladonia squamosa f. phyllopoda (Vain.) H. Olivier.
- Cladonia squamosa f. pityrea (Arnold) Harm.
- Cladonia squamosa f. prolifera (Schaer.) H. Olivier.
- Cladonia squamosa f. scabrosa (Ach.) Malbr.
- Cladonia squamosa f. sorediosa H. Magn. (1939).
- Cladonia squamosa f. squamosa (Scop.) Hoffm. (1796).
- Cladonia squamosa f. squamosissima Flörke.
- Cladonia squamosa f. tenellula Flörke.
- Cladonia squamosa f. tenuiuscula (Delise) Zahlbr. (1927).

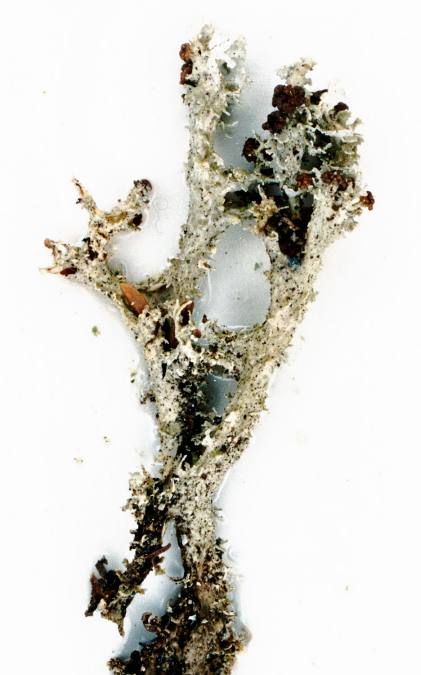
Cladonia squamosa

- Cladonia squamosa f. turfacea Rehm.
- Cladonia squamosa subf. javanica Hepp (1854).
- Cladonia squamosa subf. squamosa (Scop.) Hoffm. (1796).
- Cladonia squamosa subsp. attenuata Hoffm. (1796).
- Cladonia squamosa subsp. squamosa (Scop.) Hoffm. (1796).
- Cladonia squamosa subsp. subsquamosa (Nyl. ex Leight.) Vain. (1796), (= Cladonia squamosa var. subsquamosa).
- Cladonia squamosa var. acuta (Taylor) Müll. Arg. (1888), (= Cladonia rigida var. acuta).
- Cladonia squamosa var. allosquamosa Hennipman (1967), (= Cladonia squamosa var. subsquamosa).
- Cladonia squamosa var. denticollis (Hoffm.) Flörke (1887), (= Cladonia squamosa var. squamosa).
- Cladonia squamosa var. denticollis f. squamosissima
- Cladonia squamosa var. gracilenta (Nyl.) Müll. Arg. (1884).
- Cladonia squamosa var. javanica (Hepp) Räsänen (1940).
- Cladonia squamosa var. levicorticata
- Cladonia squamosa var. microphylla f. cylindrica Schaer.
- Cladonia squamosa var. microphylla f. proboscidea Flot.
- Cladonia squamosa var. multibrachiata Flörke.
- Cladonia squamosa var. muricella (Delise) Vain. (1927).
- Cladonia squamosa var. pachypoda Müll. Arg. (1896), (= Cladonia ramulosa).

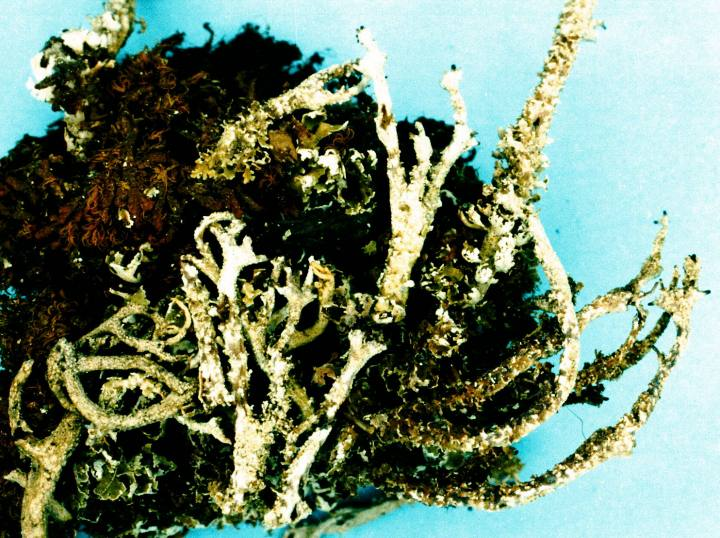
Cladonia squamosa

- Cladonia squamosa var. phyllocoma (Rabenh.) Vain. (1887), (= Cladonia squamosa var. squamosa).
- Cladonia squamosa var. polychonia Flörke.
- Cladonia squamosa var. sarmentosa (Hook. f. & Taylor) Müll. Arg. (1888), (= Cladonia sarmentosa).
- Cladonia squamosa var. squamosa (Scop.) Hoffm. (1796).
- Cladonia squamosa var. squamosa f. macrophylla (Rabenh.)
- Cladonia squamosa var. subsquamosa (Nyl. ex Leight.) Vain. (1881).
- Cladonia squamosa var. turfacea (Rehm) Vain.

Cladonia squamosula Müll. Arg. (1894)
- Cladonia squamosula f. elegantula (Müll. Arg.) Abbayes (1966), (= Cladonia rigida var. rigida).
- Cladonia squamosula f. squamosula Müll. Arg. (1894).
- Cladonia squamosula var. squamosula Müll. Arg. (1894).
- Cladonia squamosula var. subsquamosula A.W. Archer (1987), (= Cladonia rigida var. acuta).

Cladonia stellata (Flörke) Schaer. (1823)
- Cladonia stellata f. stellata (Flörke) Schaer. (1823).
- Cladonia stellata f. uncialis (L.) Rabenh. (1860), (= Cladonia uncialis subsp. uncialis).
- Cladonia stellata subf. crispata Rabenh. (1860).
- Cladonia stellata subf. stellata (Flörke) Schaer. (1823).
- Cladonia stellata subf. torulosa Rabenh. (1860).

Cladonia strepsilis (Ach.) Vain. (1894)

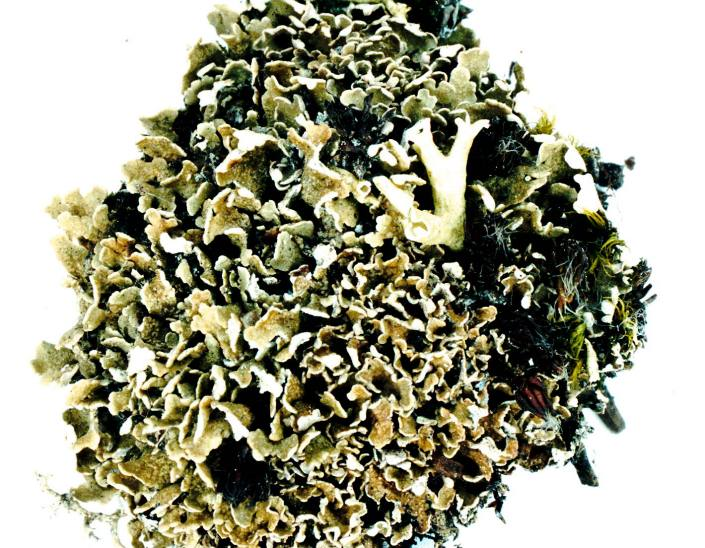
Cladonia strepsilis

- Cladonia strepsilis f. compacta
- Cladonia strepsilis f. coralloides Vain.
- Cladonia strepsilis f. sterilis Anders (1936).
- Cladonia strepsilis f. strepsilis (Ach.) Vain. (1894).

Cladonia stricta (Nyl.) Nyl. (1869)
- Cladonia stricta var. stricta (Nyl.) Nyl. (1869).
- Cladonia stricta var. uliginosa Ahti (1978).

Cladonia subcariosa Nyl. (1894)
- Cladonia subcariosa f. epiphylla Szatala (1938).
- Cladonia subcariosa f. evoluta Vain.
- Cladonia subcariosa f. pleurocarpa Robbins.
- Cladonia subcariosa f. ramosa Dix (1943).
- Cladonia subcariosa f. sessilis Szatala (1938).
- Cladonia subcariosa f. squamulosa Robbins.
- Cladonia subcariosa f. subcariosa Nyl. (1894).
- Cladonia subcariosa var. rinconadensis Gyeln. (1934).
- Cladonia subcariosa var. subcariosa Nyl. (1894).

Cladonia subcervicornis (Vain.) Kernst. (1900)
- Cladonia subcervicornis f. dimatodes Abbayes (1936).
- Cladonia subcervicornis f. phyllophora Abbayes (1935).
- Cladonia subcervicornis f. subcervicornis (Vain.) Kernst. (1900).

Cladonia subcrispata (Nyl.) Vain.
- Cladonia subcrispata f. simulata Robbins.
- Cladonia subcrispata f. subcrispata (Nyl.) Vain.

Cladonia subdigitata Vain. (1876)
- Cladonia subdigitata var. albinea C.W. Dodge (1948).
- Cladonia subdigitata var. subdigitata Vain. (1876).

Cladonia submitis A. Evans (1943)
- Cladonia submitis f. divaricata A. Evans (1943).
- Cladonia submitis f. prolifera A. Evans (1943).
- Cladonia submitis f. soralifera A. Evans (1943).
- Cladonia submitis f. submitis A. Evans (1943).

Cladonia submultiformis Asahina (1942)
- Cladonia submultiformis f. foliolosa Asahina (1942).
- Cladonia submultiformis f. humilis Asahina (1966).
- Cladonia submultiformis f. submultiformis Asahina (1942).

Cladonia subrangiformis L. Scriba ex Sandst. (1924)
- Cladonia subrangiformis f. foliofera Szatala (1938).
- Cladonia subrangiformis f. marmoladae Sambo (1934).
- Cladonia subrangiformis f. pustarum Szatala (1938).
- Cladonia subrangiformis f. spinulifera Trass (1978).
- Cladonia subrangiformis f. subrangiformis L. Scriba ex Sandst. (1924).
- Cladonia subrangiformis f. subuliformis Szatala (1938).
- Cladonia subrangiformis f. truncatula Szatala (1938).
- Cladonia subrangiformis f. vagans Tomin.
- Cladonia subrangiformis var. praestigiosa Lettau (1955).
- Cladonia subrangiformis var. subrangiformis L. Scriba ex Sandst. (1924).

Cladonia subsquamosa Kremp. (1873)
- Cladonia subsquamosa f. cristata Stirt. (1885).
- Cladonia subsquamosa f. foliosissima Suza
- Cladonia subsquamosa f. furfurosa Stirt. (1885).
- Cladonia subsquamosa f. gainii Vain.
- Cladonia subsquamosa f. luxurians (Nyl.) Vain.
- Cladonia subsquamosa f. subsquamosa Kremp. (1873).
- Cladonia subsquamosa f. tumida Cromb.
- Cladonia subsquamosa ß granulosa Vain.
- Cladonia subsquamosa ß subsquamosa Kremp. (1873).
- Cladonia subsquamosa var. granulosa Vain.
- Cladonia subsquamosa var. pulverulenta (R. Br.) Vain. (1887), (= Cladonia rigida var. rigida).
- Cladonia subsquamosa var. subsquamosa Kremp. (1873).

Cladonia substellata Vain.
- Cladonia substellata f. substellata Vain.
- Cladonia substellata f. subuncialis Vain.

Cladonia subtenuis (Abbayes) A. Evans (1944)

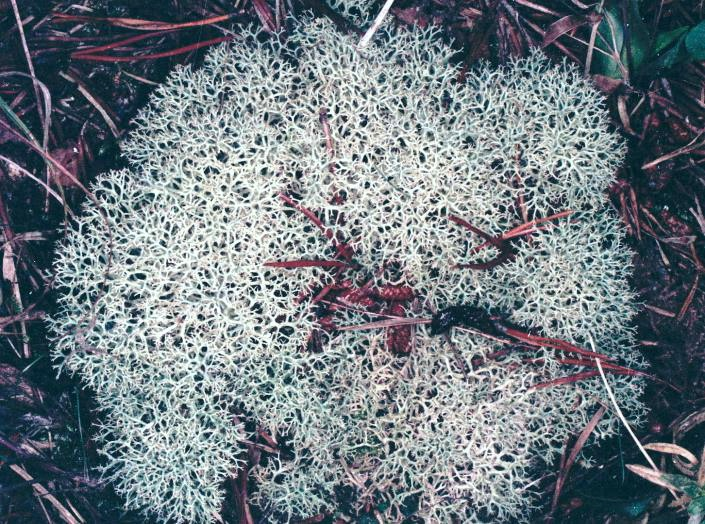
Cladonia subtenuis

- Cladonia subtenuis f. cinerascens (Abbayes) A. Evans (1944).
- Cladonia subtenuis f. cinerea Ahti (1961).
- Cladonia subtenuis f. prolifera A. Evans (1944).
- Cladonia subtenuis f. setigera (Abbayes) A. Evans (1944).
- Cladonia subtenuis f. subtenuis (Abbayes) A. Evans (1944).
- Cladonia subtenuis var. cinerea Ahti.
- Cladonia subtenuis var. subtenuis (Abbayes) A. Evans (1944).

Cladonia subulata (L.) Weber ex F.H. Wigg. (1780)

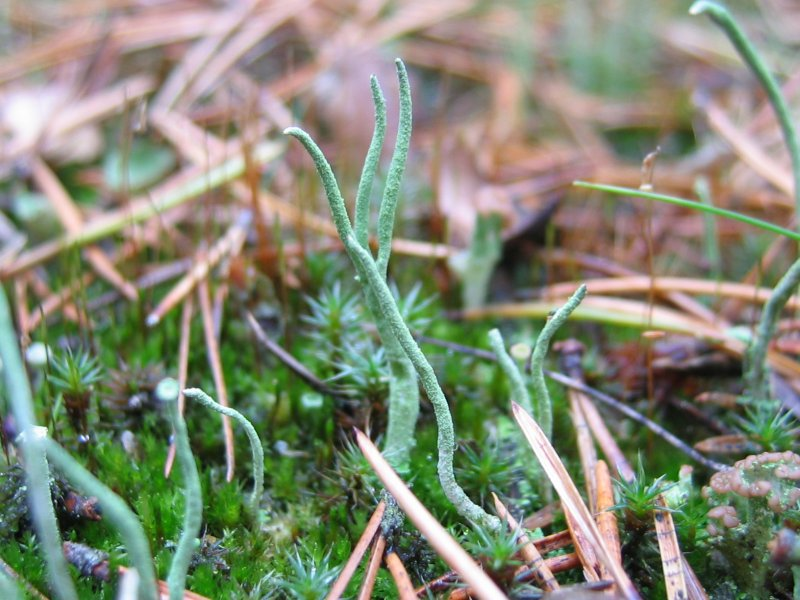
Cladonia subulata

- Cladonia subulata f. anablastematica (Wallr. ex Vain.) J.W. Thomson (1968).
- Cladonia subulata f. furcellata (Hoffm.) J.C. Wei (1991).
- Cladonia subulata f. radiata (Schreb.) J.W. Thomson (1968), (= Cladonia subulata).
- Cladonia subulata f. repetito-prolifera (Sandst.) J.W. Thomson (1968).
- Cladonia subulata f. stricta (Ach.) M. Choisy (1951).
- Cladonia subulata f. subulata (L.) Weber ex F.H. Wigg. (1780).
- Cladonia subulata var. radiata (Schreb.) Ozenda & Clauzade (1970), (= Cladonia subulata).
- Cladonia subulata var. subulata (L.) Weber ex F.H. Wigg. (1780).

Cladonia sulcata A.W. Archer (1982)
- Cladonia sulcata var. depleta Elix & Kantvilas (1995).
- Cladonia sulcata var. striata A.W. Archer (1987), (= Cladonia sulcata var. sulcata).
- Cladonia sulcata var. sulcata A.W. Archer (1982).
- Cladonia sulcata var. wilsonii (A.W. Archer) A.W. Archer & J.K. Bartlett (1987), (= Cladonia sulcata var. sulcata).

Cladonia sylvatica (L.) Hoffm. (1796)
- Cladonia sylvatica f. caerulescens Schade (1956).
- Cladonia sylvatica f. decumbens Anders.
- Cladonia sylvatica f. fissa Anders (1936).
- Cladonia sylvatica f. gigantea (Bory) Vain.
- Cladonia sylvatica f. grandis Flörke.
- Cladonia sylvatica f. inactiva Asahina (1941).
- Cladonia sylvatica f. penicillata Anders (1936).
- Cladonia sylvatica f. polycarpia Plk.{?}.
- Cladonia sylvatica f. pygmaea Sandst. (1927).
- Cladonia sylvatica f. sphagnoides (Hepp) Parrique.
- Cladonia sylvatica f. subspumosa Coem.
- Cladonia sylvatica f. sylvatica (L.) Hoffm. (1796).
- Cladonia sylvatica f. turgida Anders (1936).
- Cladonia sylvatica subf. caerulea Schade (1957).
- Cladonia sylvatica subf. caeruleata Schade (1957).
- Cladonia sylvatica subf. caerulescens Schade (1956).
- Cladonia sylvatica subf. sylvatica (L.) Hoffm. (1796).
- Cladonia sylvatica var. condensata Harm., (= Cladonia portentosa).
- Cladonia sylvatica var. eusylvatica Kugan{?} (1932).
- Cladonia sylvatica var. impexa (Harm.) Kugan{?} (1932), (= Cladonia portentosa).
- Cladonia sylvatica var. laevigata Vain. (1887).
- Cladonia sylvatica var. mitis (Sandst.) Kugan{?} (1932), (= Cladonia mitis).
- Cladonia sylvatica var. pycnoclada (Pers.) Pers.
- Cladonia sylvatica var. scabrosa Leight., (= Cladonia arbuscula subsp. arbuscula).
- Cladonia sylvatica var. sylvatica (L.) Hoffm. (1796).
- Cladonia sylvatica var. sylvestris (Oeder) Vain. (1887), (= Cladonia confusa f. confusa).
- Cladonia sylvatica var. tenuis (Flörke) Kugan{?} (1932), (= Cladonia ciliata var. tenuis).

Cladonia tenuis (Flörke) Harm. (1907)
- Cladonia tenuis f. caerulescens Schade (1956).
- Cladonia tenuis f. cinerascens Abbayes (1939).
- Cladonia tenuis f. crispata Anders (1936).
- Cladonia tenuis f. decumbens (Harm.) Harm.
- Cladonia tenuis f. flavicans Flörke.
- Cladonia tenuis f. fuscescens Flörke.
- Cladonia tenuis f. laxior Abbayes (1939).
- Cladonia tenuis f. sedgera Abbayes (1939).
- Cladonia tenuis f. soralifera Sandst.
- Cladonia tenuis f. tenuis (Flörke) Harm. (1907).
- Cladonia tenuis f. ustulata (Abbayes) Grummann (1963).
- Cladonia tenuis f. viridescens Harm.
- Cladonia tenuis subf. cacruleata Schade (1957).
- Cladonia tenuis subf. caerulescens Schade (1956).
- Cladonia tenuis subf. tenuis (Flörke) Harm. (1907).
- Cladonia tenuis subsp. subtenuis Abbayes (1939).
- Cladonia tenuis subsp. tenuis (Flörke) Harm. (1907).
- Cladonia tenuis var. leucophaea (Abbayes) Ahti (1961), (= Cladonia ciliata var. ciliata).
- Cladonia tenuis var. tenuis (Flörke) Harm. (1907).

Cladonia terrae-novae Ahti (1960)
- Cladonia terrae-novae f. cinerascens Ahti (1961).
- Cladonia terrae-novae f. terrae-novae Ahti (1960).

Cladonia testaceopallens Vain.
- Cladonia testaceopallens var. athallina Räsänen (1937).
- Cladonia testaceopallens var. testaceopallens Vain.

Cladonia thallostelides
- Cladonia thallostelides f. cervicornioides Schade (1960).
- Cladonia thallostelides f. evolutoides Schade (1960).
- Cladonia thallostelides f. pulvinata (Sandst.) A. Evans (1952).
- Cladonia thallostelides f. thallostelides.

Cladonia transcendens (Vain.) Vain.
- Cladonia transcendens f. squamulosa A. Evans (1951).
- Cladonia transcendens f. transcendens (Vain.) Vain.
- Cladonia transcendens var. transcendens (Vain.) Vain.
- Cladonia transcendens var. yunnana Vain.

Cladonia turgida Ehrh. ex Hoffm. (1796)

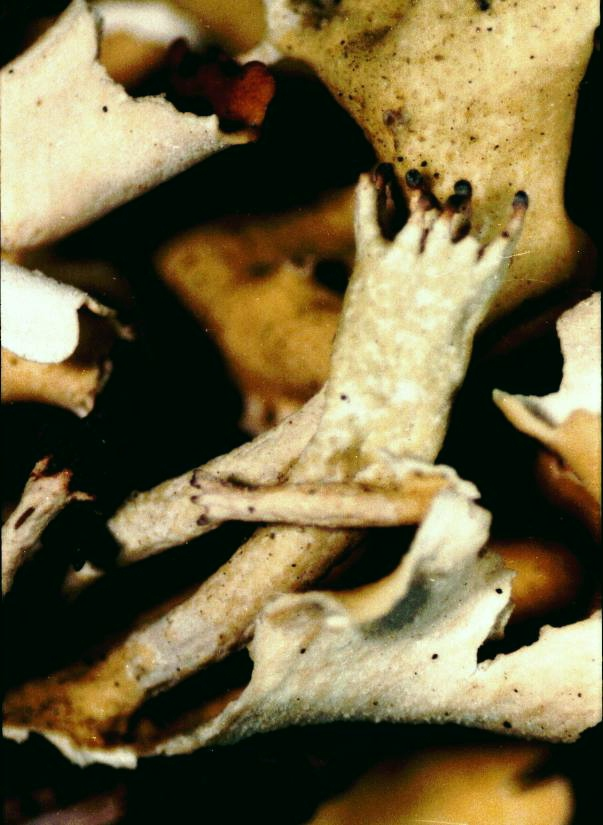
Cladonia turgida

- Cladonia turgida var. corsicana Rondon & Vězda (1970).
- Cladonia turgida var. turgida Ehrh. ex Hoffm. (1796).

Cladonia uncialis (L.) Weber ex F.H. Wigg. (1780)
- Cladonia uncialis f. biuncialis (Hoffm.) Schaer., (= Cladonia uncialis subsp. biuncialis).
- Cladonia uncialis f. crispata (Rabenh.) M. Choisy (1951).
- Cladonia uncialis f. holacina Ach.
- Cladonia uncialis f. humilior Fr. (1927).
- Cladonia uncialis f. integerrima Vain.
- Cladonia uncialis f. leptostelis (Wallr.) Rabenh.
- Cladonia uncialis f. obtusata (Ach.) Nyl.
- Cladonia uncialis f. rubescens Bilttner{?} & Schade (1967).
- Cladonia uncialis f. spinosa (H. Olivier) Harm.
- Cladonia uncialis f. torulosa (Rabenh.) M. Choisy (1951).
- Cladonia uncialis f. turgescens (Del.) Fr.

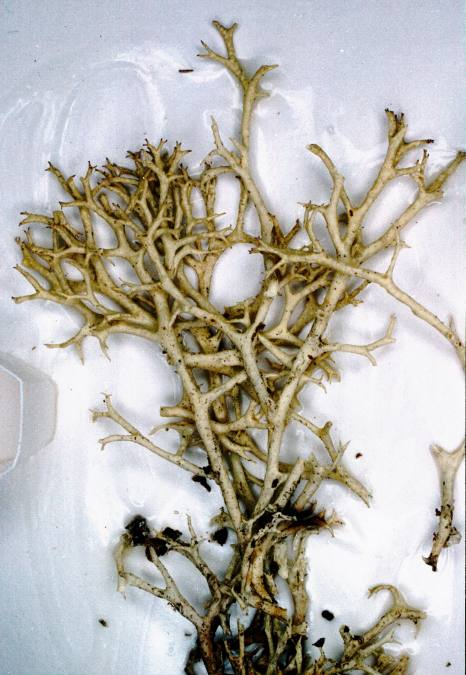
Cladonia uncialis

- Cladonia uncialis f. uncialis (L.) Weber ex F.H. Wigg. (1780).
- Cladonia uncialis subsp. biuncialis (Hoffm.) M. Choisy (1951).
- Cladonia uncialis subsp. dicraea (Ach.) D. Hawksw. (1973), (= Cladonia uncialis subsp. biuncialis).
- Cladonia uncialis subsp. uncialis (L.) Weber ex F.H. Wigg. (1780).
- Cladonia uncialis var. dicraea (Ach.) Kdrenlampi{?} & Perkonen{?} (1971).
- Cladonia uncialis var. gracillima Samp.
- Cladonia uncialis var. obtusata (Ach.) Vain.
- Cladonia uncialis var. pseudo-oxyceras Delise.
- Cladonia uncialis var. pseudoparecha (Delise) M. Choisy (1951), (= Cladonia uncialis subsp. uncialis).
- Cladonia uncialis var. uncialis (L.) Weber ex F.H. Wigg. (1780).

Cladonia verticillaris (Raddi) Fr. (1831)
- Cladonia verticillaris f. calycanthoides Vain.
- Cladonia verticillaris f. calycaris Vain.
- Cladonia verticillaris f. flagellata Vain.
- Cladonia verticillaris f. penicillata Vain.
- Cladonia verticillaris f. pterophora Zahlbr.
- Cladonia verticillaris f. verticillaris (Raddi) Fr. (1831).

Cladonia verticillata (Hoffm.) Schaer. (1823)
- Cladonia verticillata f. brevis Sandst., (= Cladonia brevis).
- Cladonia verticillata f. cervicornis (Ach.) Schade (1960), (= Cladonia cervicornis subsp. cervicornis).
- Cladonia verticillata f. compacta Anders (1936).
- Cladonia verticillata f. epiphylla Rabenh.
- Cladonia verticillata f. evoluta (Th. Fr.) Schade (1960).
- Cladonia verticillata f. fatiscens Vain. (1927).
- Cladonia verticillata f. phyllocephala (Flot.) Vain.
- Cladonia verticillata f. pulvinata Sandst., (= Cladonia cervicornis subsp. pulvinata).
- Cladonia verticillata f. pulvinatoides Schade (1960).
- Cladonia verticillata f. sobolifera (Delise) Harm. (1927).
- Cladonia verticillata f. squamulifera Asahina (1950).
- Cladonia verticillata f. squamulosa Asahina (1950).
- Cladonia verticillata f. subverticillata (Nyl.) Asahina (1971).
- Cladonia verticillata f. verticillata (Hoffm.) Schaer. (1823).
- Cladonia verticillata subsp. dissimilis Asahina (1940).
- Cladonia verticillata subsp. verticillata (Hoffm.) Schaer. (1823).
- Cladonia verticillata var. cervicornis (Ach.) Flörke (1828), (= * Cladonia cervicornis subsp. cervicornis).
- Cladonia verticillata var. evoluta Th. Fr. (1871).
- Cladonia verticillata var. krempelhuberi Vain. (1894), (= * Cladonia krempelhuberi).
- Cladonia verticillata var. phylocephala (Flot.) H. Olivier (1897).
- Cladonia verticillata var. pulvinata Sandst.
- Cladonia verticillata var. subcervicornis Vain.
- Cladonia verticillata var. subevoluta Asahina (1940).
- Cladonia verticillata var. sublepidota Asahina (1940).
- Cladonia verticillata var. subsobolifera Asahina (1940).
- Cladonia verticillata var. verticillata (Hoffm.) Schaer. (1823).

Cladonia vicaria R. Sant. (1942)
- Cladonia vicaria f. divaricata Abbayes (1957).
- Cladonia vicaria f. vicaria R. Sant. (1942).

Cladonia vulcanica Zoll. & Moritzi (1847)
- Cladonia vulcanica f. isidioclada (Mont. & Bosch) Abbayes (1956).
- Cladonia vulcanica f. melanodes (Nyl.) Abbayes (1956).
- Cladonia vulcanica f. minor Robbins (1931).
- Cladonia vulcanica f. vulcanica Zoll. & Moritzi (1847).

Cladonia wrightii A. Evans (1950)
- Cladonia wrightii f. luxurians Nyl.
- Cladonia wrightii f. wrightii A. Evans (1950).

Cladonia zopfii Vain. (1920)
- Cladonia zopfii f. scyphosula Sandst.